# Giuseppe Garibaldi
Giuseppe Maria Garibaldi (Nizza, 4 luglio 1807 – Caprera, 2 giugno 1882) è stato un generale, politico, patriota, marinaio e scrittore italiano. Figura di spicco del Risorgimento, fu uno dei personaggi storici più celebrati della sua epoca. È noto anche con l'appellativo di «Eroe dei due Mondi» per le imprese militari compiute sia in Europa, sia in America meridionale.
Considerato dalla storiografia e nella cultura di massa del XX secolo il principale eroe nazionale italiano, iniziò i suoi spostamenti per il mondo come ufficiale di navi mercantili, per poi diventare capitano di lungo corso. La sua impresa più nota fu la vittoriosa spedizione dei Mille che portò all'annessione del Regno delle Due Sicilie al nascente Regno d'Italia, episodio centrale nel processo di unificazione della nuova nazione. Massone di 33º grado del rito scozzese antico ed accettato, favorevole all'ingresso delle donne in massoneria (tanto da iniziare sua figlia Teresita), ricoprì anche brevemente la carica di Gran Maestro del Grande Oriente d'Italia; notoriamente repubblicano e anticlericale, fu autore di numerosi scritti, prevalentemente di memorialistica e politica, ma pubblicò anche romanzi e poesie.

## Biografia

### Giovinezza

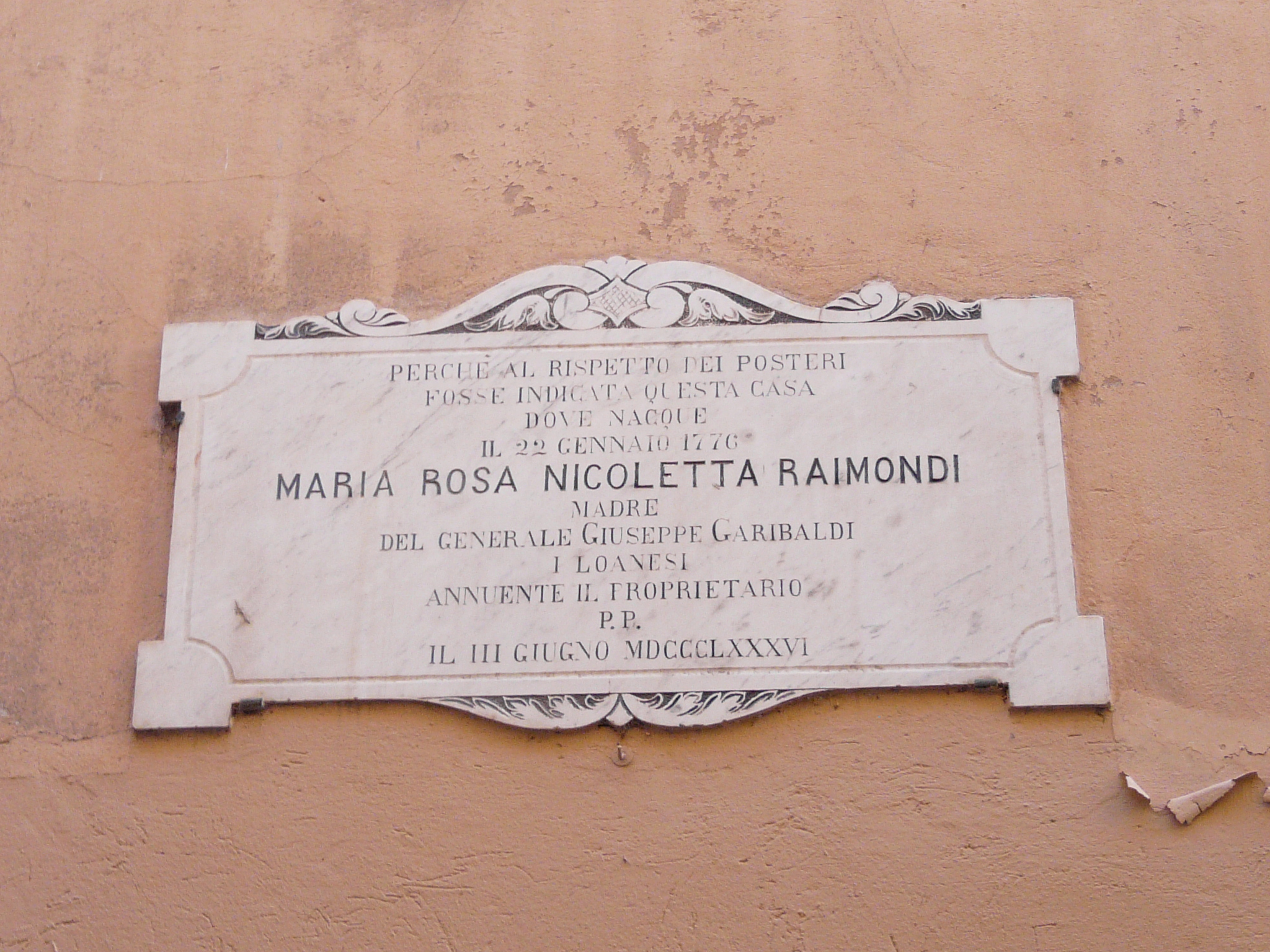
Targa presso la casa natale di Maria Rosa Nicoletta Raimondi, madre di Garibaldi, a Loano

Giuseppe Garibaldi nacque a Nizza da una famiglia di origini liguri il 4 luglio 1807, nell'attuale Quai Papacino, in un periodo in cui la contea di Nizza, appartenente al regno di Sardegna, era sotto occupazione francese in seguito alla battaglia di Marengo che aveva costretto il Re sabaudo Carlo Emanuele IV a rifugiarsi a Cagliari. A Nizza fu battezzato il 19 luglio 1807 nella chiesa dei Santi Martino e Agostino, situata nel quartiere attuale della Vecchia Nizza, e registrato come Joseph Marie Garibaldi, cittadino francese. La sua famiglia si era trasferita a Nizza nel 1770; il padre Domenico Garibaldi (9 giugno 1766 - 3 marzo 1841), originario di Chiavari, era proprietario di una tartana chiamata Santa Reparata. La madre Maria Rosa Nicoletta Raimondi (22 gennaio 1776 - 20 marzo 1852) era una figlia di pescatori originaria di Loano, nel 1807 territorio francese (sino al 1805 Repubblica Ligure), e morì a Nizza.
Giuseppe era il terzogenito di sei figli: Angelo (1804-1853), il fratello maggiore, divenne console negli Stati Uniti d'America; Michele (1810-1866) fu capitano di marina; Felice (1813-1855) fu rappresentante di una compagnia di navigazione e produttore di olio d’oliva pugliese; Maria Elisabetta (1798-1799) e Teresa (1817-1820) morirono in tenera età. Per diverso tempo, gli storici dettero credito a una versione, dimostratasi poi falsa, secondo la quale Garibaldi avrebbe avuto origini tedesche. La famiglia divideva con alcuni parenti, i Gustavin, una casa sul mare. Dell'infanzia di Giuseppe si hanno poche notizie, per lo più agiografiche. Risulta invece certa la notizia che a 8 anni salvò una lavandaia caduta in acqua e che il soccorso a persone in procinto di annegare fu una costante, tanto che ne salvò almeno 12.

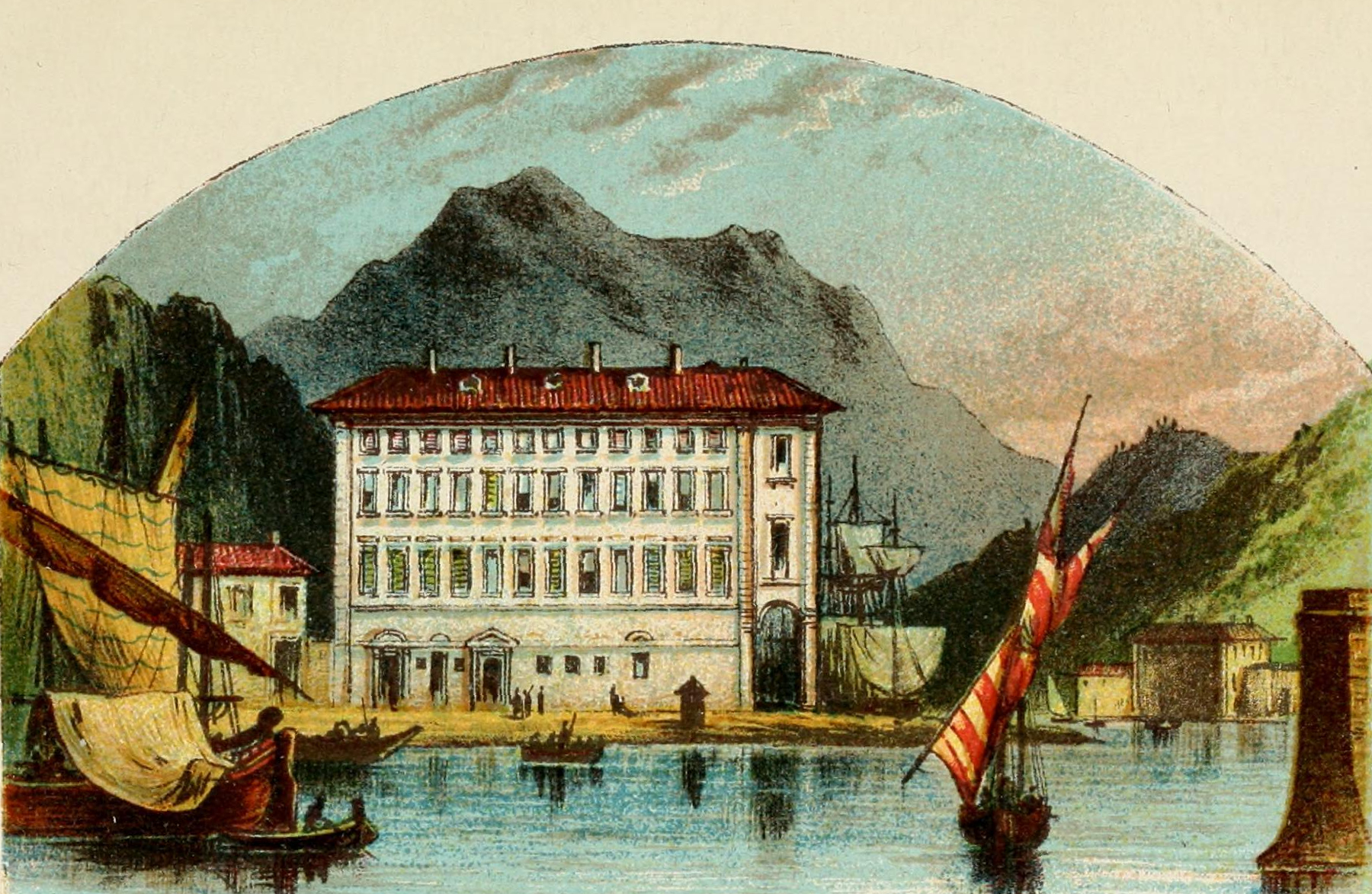
Immagine della casa di Nizza dove nacque Garibaldi

Nel 1814, la casa dei Garibaldi fu demolita per ampliare il porto e la famiglia traslocò. Nizza fu restituita al Regno di Sardegna per decisione del Congresso di Vienna e restò sotto il governo dei Savoia fino al 1860. I genitori avrebbero voluto avviarlo alla carriera di avvocato, medico o sacerdote, ma Giuseppe non amava gli studi, prediligendo gli esercizi fisici e la vita di mare. Egli stesso ebbe a dire che era più amico del divertimento che dello studio. Vedendosi ostacolato dal padre nella sua vocazione marinara, durante le vacanze tentò di fuggire per mare verso Genova con tre suoi compagni: Cesare Parodi, Celestino Bernord e Raffaello de Andrè. Scoperto da un sacerdote che avvisò la famiglia della fuga, fu fermato appena giunto alle alture di Monaco e ricondotto a casa; è forse da ricondursi a questo episodio l'inizio della sua antipatia verso il clero.
Tuttavia, si appassionò alle materie insegnategli dai suoi primi precettori, padre Giaume e il "signor Arena". Quest'ultimo, reduce delle campagne napoleoniche, gli impartì lezioni d'italiano e di storia antica (rimase affascinato soprattutto dalla Roma antica). Alla fine riuscì a persuadere il padre a lasciargli intraprendere la vita di mare e venne iscritto nel registro dei mozzi a Genova il 12 novembre 1821. Dall'iscrizione in quel registro, si rileva che l'altezza del quattordicenne Garibaldi era di 39 once e 3/4, pari a circa 170 cm, considerevole in rapporto all'età e all'altezza media dell'epoca.
Anche se la datazione del primo imbarco è incerta, risulta che il 13 gennaio 1824 si imbarcò sedicenne sulla Costanza, comandata da Angelo Pesante di Sanremo, che Garibaldi avrebbe in seguito descritto come il migliore capitano di mare. Nel suo primo viaggio, su un brigantino con bandiera russa, si spinse fino a Odessa nel mar Nero e a Taganrog nel mar d'Azov (entrambe ex colonie genovesi). Vi si recherà nuovamente nel 1833, incontrando un patriota mazziniano che lo sensibilizzerà alla causa dell'unità d'Italia. Rientrò a Nizza in luglio.
L'11 novembre, partì per un breve viaggio come mozzo di rinforzo sulla Santa Reparata, costeggiando la Francia in un equipaggio di cinque uomini. Con il padre, tra aprile e maggio del 1825, partì alla volta di Roma con tappe a Livorno, Porto Longone e Fiumicino con un carico di vino, per l'approvvigionamento dei pellegrini venuti per il Giubileo indetto da papa Leone XII. L'equipaggio era composto da 8 uomini, ed ebbe la sua prima paga.

### Navigazione

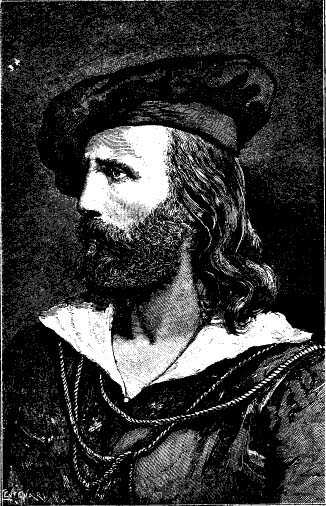
Giuseppe Garibaldi da giovane

Iniziarono i numerosi viaggi marittimi di Garibaldi; fra quelli che rimasero più impressi al condottiero vi fu quello sul brigantino Enea, al cui comando vi era il capitano Giuseppe Gervino, durante il quale in una tempesta vide una feluca catalana, a cui non poterono prestare soccorso, sprofondare travolta dalle onde. Nel 1827, navigando con la Coromandel, raggiunse le Isole Canarie e nello stesso anno, a settembre, salpò da Nizza con la Cortese, comandata dal capitano Carlo Semeria, per il mar Nero: durante questo viaggio il bastimento fu assalito per tre volte dai corsari greci, che depredarono la nave, rubando persino i vestiti dei marinai, mentre il comandante non opponeva la minima resistenza. In questo viaggio subì la sua prima lieve ferita in battaglia, evento forse ingigantito dalle fonti con il tempo.
Il viaggio comunque continuò e nell'agosto del 1828 Garibaldi sbarcò dalla Cortese a Costantinopoli, dove, ammalato, rimase per circa tre anni: in quel periodo per sostenersi economicamente fece l'istitutore, insegnando italiano, francese e matematica. Fra i motivi che lo fecero indugiare vi fu la guerra turco-russa, che chiuse le vie commerciali marittime; nel frattempo si integrò nella comunità italiana, grazie anche alla presenza di una sua concittadina, la signora Luisa Sauvaigo. Garibaldi probabilmente frequentò la casa di Calosso – comandante della cavalleria del Sultano con il nome di Rustem Bey – e l'ambiente dei genovesi, che storicamente erano insediati nei quartieri di Galata e Pera. Ritornò a Nizza nella primavera del 1831. Appena giunto in città ripartì subito, imbarcandosi sulla Nostra Signora delle Grazie comandata dal capitano Antonio Casabona, prima come secondo: poi l'anziano capitano gli cedette il comando. Il 20 febbraio 1832 gli fu rilasciata la patente di capitano di mare di seconda classe.
Nello stesso mese si reimbarcò con la Clorinda per il mar Nero; si contavano venti uomini a bordo e la paga di Giuseppe fu di 50 lire piemontesi al mese mentre 100 toccarono al comandante, Simone Clary. Nuovamente la nave fu presa di mira dai corsari, ma questa volta l'equipaggio accolse gli aggressori a fucilate. Garibaldi fu ferito alla mano destra: avrebbe poi ricordato l'accaduto come il suo primo combattimento. Proprio sulla Clorinda conobbe Edoardo Mutru, suo compagno d'armi in futuro. Nel 1833 si contarono sui registri navali 72 mesi di navigazione effettiva. L'importanza dello spirito marinaro in Garibaldi è stata più volte sottolineata; negli scritti di Augusto Vittorio Vecchi, più noto con il nome di Jack la Bolina, (e che influenzarono i successivi studiosi sull'argomento), egli definiva il Mar Mediterraneo un ottimo insegnante, vedeva nell'eroe l'ingenuità degli uomini di mare in contrasto con la furbizia degli uomini di terra. Di parere simile era Pino Fortini, il quale affermò che il mare lo aveva formato ed educato moralmente.

Dopo 13 mesi di navigazione ritornò a Nizza, ma già nel marzo 1833 ripartì per Costantinopoli. All'equipaggio si aggiunsero tredici passeggeri francesi seguaci di Henri de Saint-Simon, imbarcati di notte e controllati dalla polizia affinché andassero in esilio nella capitale ottomana. Il loro capo era Emile Barrault, professore di retorica che espose le idee sansimoniane a un attento Garibaldi. Garibaldi, allora ventiseienne, fu molto influenzato dalle sue parole, ma Annita Garibaldi ipotizza che probabilmente quelle idee non gli giungessero del tutto nuove, essendogli note fin da quando aveva soggiornato nell'Impero ottomano, luogo prescelto da tanti profughi politici dell'Europa e percorso esso stesso da fremiti di autonomia e di libertà. Tutto ciò contribuì a convincerlo che il mondo era percorso da un grande bisogno di libertà. Lo colpì in particolare Emile Barrault quando affermò: 
(Emile Barrault, frase riportata da Garibaldi ad Alexandre Dumas in Memorie di Giuseppe Garibaldi)
Il bastimento sbarcò i francesi a Costantinopoli e procedette per Taganrog, importante porto russo sul Mar d'Azov. Qui in una locanda, incontrò un uomo detto il Credente, che espose a Garibaldi le idee mazziniane. Le tesi di Giuseppe Mazzini sembrarono a Garibaldi la diretta conseguenza delle idee di Barrault ed egli vide nella lotta per l'Unità d'Italia il momento iniziale della redenzione di tutti i popoli oppressi. Quel viaggio cambiò la vita di Garibaldi; nelle sue Memorie scrisse: «Certo non provò Colombo tanta soddisfazione nella scoperta dell'America, come ne provai io al ritrovare chi s'occupasse della redenzione patria».

### Vita da ricercato
Non si ha certezza storica del primo incontro fra Garibaldi e Mazzini; quello descritto nella sua biografia mostra alcune lacune: si racconta che un certo Covi condusse il primo dal rivoluzionario in un incontro tenutosi a Marsiglia nel 1833, ma la datazione non risulta credibile in quanto il marinaio sbarcò il 17 agosto 1833 a Villefranche-sur-Mer (all'epoca Villafranca marittima) mentre Mazzini si era già trasferito, da giugno, a Ginevra. Inoltre lo stesso genovese affermò che aveva sentito di Garibaldi solo tempo dopo, nel 1834. A quell'epoca i marinai mercantili dovevano obbligatoriamente prestare servizio per 5 anni nella marina da guerra; venivano agevolati coloro che avessero frequentato rotte che portavano all'estero, essi infatti potevano decidere quando iniziare tale periodo, in ogni caso la scelta doveva cadere prima dei quarant'anni di età. Garibaldi presentò la domanda nel mese di dicembre del 1833 diventando marinaio di terza classe.

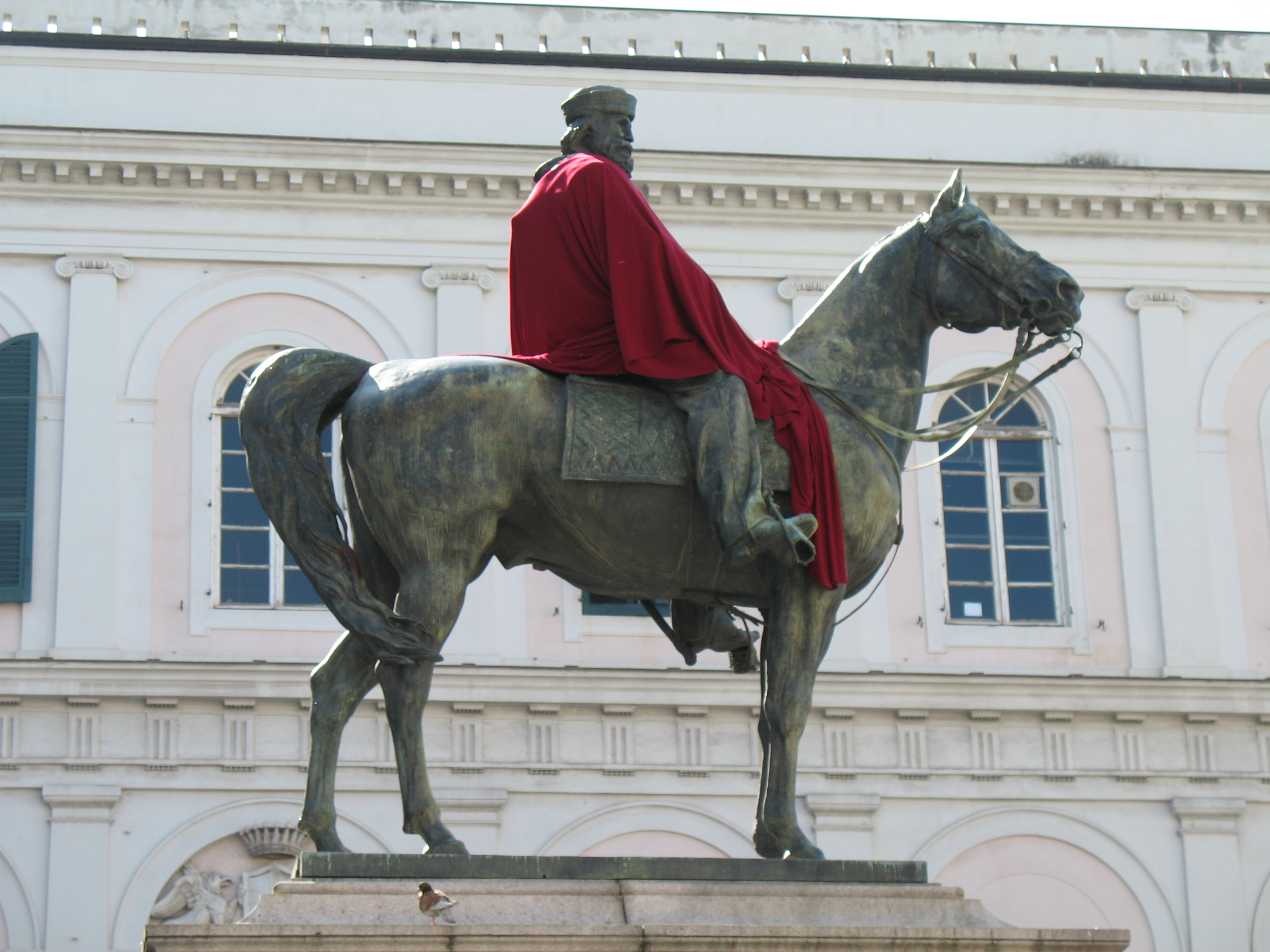
Garibaldi è ricordato a Genova con una statua equestre situata a Piazza De Ferrari

Il 16 dicembre, si presentò a Genova e il 26 si imbarcò sull'Euridice dove rimase per 38 giorni. La divisa sarda nell'occasione era composta da un frac nero, una tuba, e un paio di pantaloni bianchi. Come marinaio piemontese Garibaldi assunse il nome di battaglia Cleombroto, un re spartano che combatté contro Tebe nella Battaglia di Leuttra. Non era ancora iscritto alla Giovine Italia. In quel periodo tentò, con Edoardo Mutru arruolatosi anch'esso, e Marco Pe di fare propaganda alla causa cercando a bordo e a terra di fare proseliti.
Frequentò l'osteria della Colomba, la cui proprietaria Caterina Boscovich, insieme alla cameriera Teresina Cassamiglia, gli saranno d'aiuto in seguito. Fece sfoggio della sua attività, offrendo da bere a sconosciuti con l'intento di arruolare nella causa nuovi elementi, e fu visto in pubblico, al caffè di Londra, usare parole dispregiative verso il Re. Per tale comportamento venne sorvegliato dalla polizia. Il 3 febbraio 1834 fu poi imbarcato, insieme a Mutru, sulla Conte De Geneys, che stava per partire per il Brasile. Vi restò solo un giorno in quanto il 4 febbraio, fingendosi malato, scese a terra, dopo aver dormito all'Insegna della Marina con Mutru.
Nel frattempo si era stabilito che l'11 febbraio 1834 ci sarebbe stata un'insurrezione popolare in Piemonte. Garibaldi scese a terra per mettersi in contatto con i mazziniani; ma il fallimento della rivolta in Savoia e l'allerta di esercito e polizia fecero fallire tutto. Garibaldi credeva che l'insurrezione si sarebbe comunque avviata; non tornò sulla nave per parteciparvi, venendo siglato il termine A.S.L. (Assentatosi Senza Licenza) sulla sua matricola, e divenendo in pratica un disertore; tale latitanza venne considerata come ammissione di colpa. Attese un'ora in piazza prima di andarsene, trovando riparo prima a casa della fruttivendola Natalina Pozzo e successivamente all'osteria e alla casa della padrona, Caterina Boscovich. Intanto vengono arrestati il quasi omonimo Giuseppe Garibaldi (l'8 febbraio) e poi lo stesso Mutru, il 13 febbraio. Prima di allora, il 9 o l'11, lascia Genova.
Più volte nel corso della fuga sfuggì a eventuali catture, dopo aver superato il fiume Varo: la prima quando al confine venne condotto momentaneamente a Draguignan, poi in un'osteria dove cantò per sfuggire agli sguardi dell'oste che minacciò di farlo arrestare. Giunse infine a Marsiglia. Intanto venne indicato come uno dei capi della cospirazione, fu condannato alla pena di morte ignominiosa in contumacia in quanto nemico della Patria e dello Stato. Garibaldi divenne così un ricercato e in quel tempo visse per un breve periodo dal suo amico Giuseppe Pares. Continuò sotto falso nome, assunta l'identità dell'inglese Joseph Pane, a viaggiare: il 25 luglio salpò verso il mar Nero sul brigantino francese Union raccontando di essere un ventisettenne nato a Napoli.
Doveva svolgere l'attività di marinaio ma in realtà diventò secondo. Sbarcò il 2 marzo 1835, e in maggio fu in Tunisia. Quando tornò a Marsiglia trovò la città devastata da una grave epidemia di colera; offertosi come volontario, lavorò in un ospedale, in qualità di benevolo, e ci rimase per quindici giorni. In quel periodo conobbe Antonio Ghiglione e Luigi Canessa. Poiché le rotte erano chiuse in parte per via del colera, Garibaldi decise di partire alla volta del Sud America con l'intenzione di propagandare gli ideali mazziniani. L'8 settembre 1835 partì da Marsiglia sul brigantino Nautonnier, nave comandata da Beauregard, assumendo la falsa identità di Giuseppe Pane e affermando di essere nato a Livorno; data la sua paga di 85 franchi, si presuppone che non svolse in mare gli incarichi di marinaio la cui paga era inferiore.

### Esilio in Sudamerica

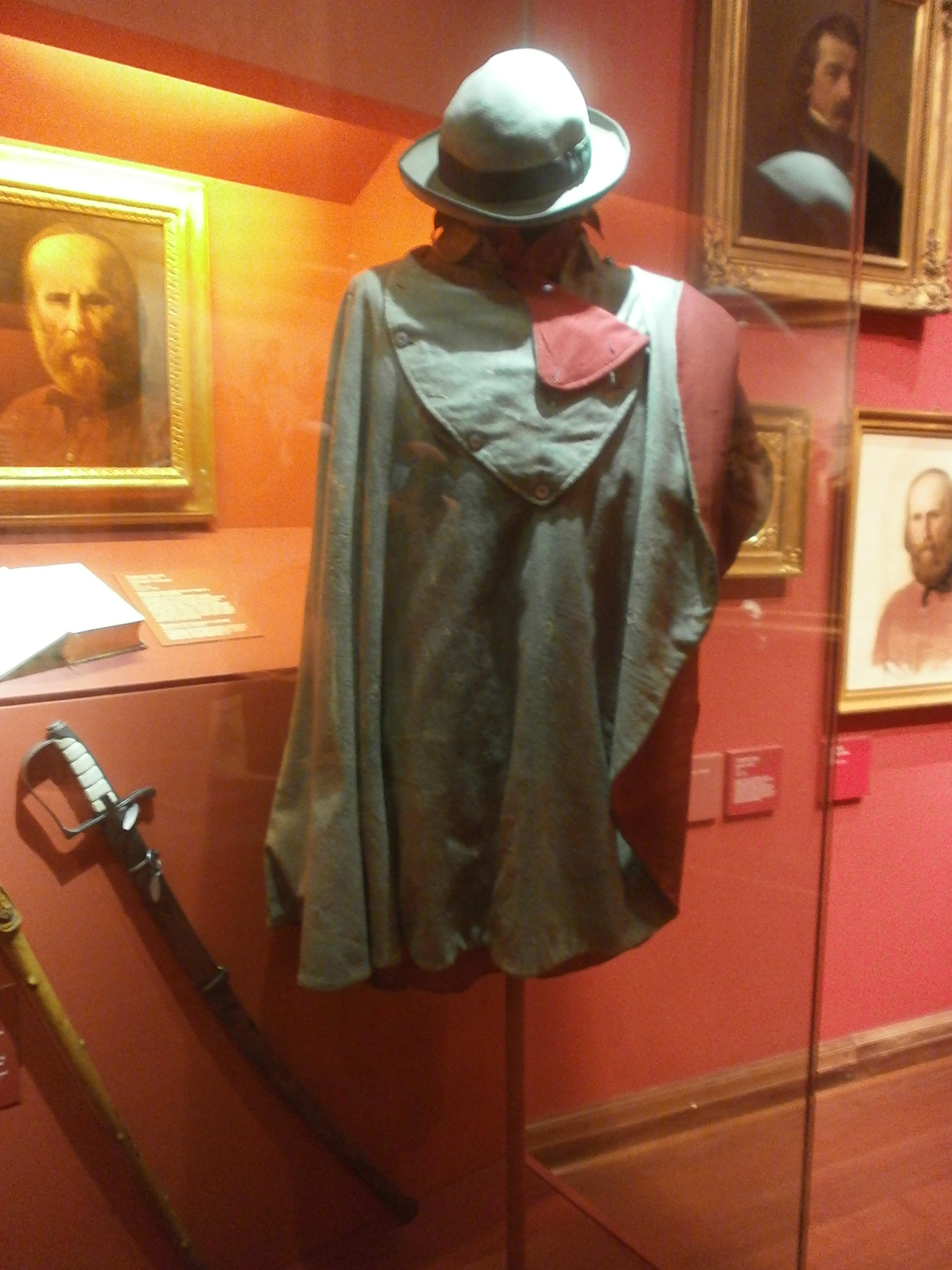
Poncio e camicia rossa di Garibaldi (Museo del Risorgimento di Milano).

Giunto a Rio de Janeiro alla fine del 1835 o nel gennaio del 1836, venne accolto dalla piccola comunità di italiani aderenti alla Giovine Italia, avvisati da Canessa poco prima; avviò quindi un piccolo commercio di paste alimentari nei porti vicini. La sua prima lettera venne spedita il 25 gennaio 1836. Cercò di instaurare un rapporto con Giuseppe Stefano Grondona, il «genio quasi infernale» come lo definirà lui stesso, senza però riuscirci, anche cedendogli la presidenza dell'associazione locale della Giovine Italia. Fondò una società con l'amico Luigi Rossetti, chiamato Olgiati.
Scrisse direttamente a Mazzini il 27 gennaio, in una lettera mai giunta a destinazione, chiedendo che rilasciasse «lettere di marca», un'autorizzazione ad avviare una guerra corsara contro i nemici austriaci e piemontesi, una richiesta impossibile da esaudire, ma senza le quali le sue azioni sarebbero state solo atti di pirateria. Parlò apertamente contro Carlo Alberto sul giornale O Paquete do Rio, curò le stampe della lettera mazziniana a Carlo Alberto e gli furono aperte le porte della loggia massonica irregolare Asilo di Vertud.

#### Nella Repubblica del Rio Grande del Sud
Nel febbraio del 1837, parlò con Livio Zambeccari, detenuto nella prigione Santa Cruz in quanto segretario di Bento Gonçalves, presidente della Repubblica Riograndense, stato secessionista del Brasile. Sarà l'inizio di una collaborazione ufficiale. Il 4 maggio 1837, ottenne una Lettera di corsa, la numero sei (avevano rilasciato un totale di 12 patenti), documento firmato dal generale João Manoel de Lima e Silva apparentemente firmata il 14 novembre 1836. Nell'atto si leggeva la lista dei 14 uomini autorizzati a utilizzare la lancia "Mazzini" di 20 tonnellate, il capitano designato era João Gavazzon (o Gavarron), mentre Garibaldi figurava come il primo tenente. A João risultava intestata anche un'altra nave, la "Farropilha", di 130 tonnellate, ottenuta dal governo della Repubblica Riograndense (ora Rio Grande do Sul), ribelle all'autorità dell'Impero del Brasile guidato da Pedro II.
La nave comprata tempo prima grazie ai soldi di Giacomo Cris (vero nome di Giacomo Picasso con il quale si fece conoscere), era stata battezzata Mazzini, e con i soldi fruttati da una colletta, 800 lire verranno effettuate delle migliorie. Salperanno il 7 maggio, a bordo si contavano 12-13 uomini in tutto, fra cui il nostromo Luigi Carniglia, il timoniere Giacomo Fiorentino, João Baptista e Miguel un brasiliano che doveva pensare alle armi. Sul giornale Jornal do comercio si dava come destinazione del viaggio Campos e come comandante Cipriano Alves (altro nome assunto da Garibaldi) La prima preda fu una lancia da cui prese lo schiavo nero Antonio, che affrancò rendendolo libero. L'11 maggio i corsari avvistarono un semalo di centoventi tonnellate chiamato "Luisa" e lo abbordarono.

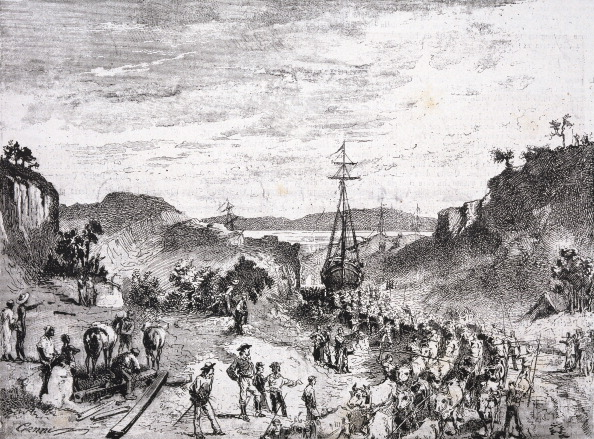
Garibaldi e i suoi uomini portano le barche dalla laguna Los Patos al lago Tramandahy durante la guerra del Rio Grande do Sul.

Garibaldi rifiutò ogni bene che il capitano gli aveva offerto e non volle che i beni personali venissero toccati. Si continuò sulla nuova nave più grande che fu ribattezzata "Farropilha" ("Canaglia"), mentre quella vecchia venne fatta affondare. I prigionieri vennero fatti scendere in seguito, sull'unica lancia che avevano a disposizione, con loro il brasiliano che non si era reso conto del pericolo. Successivamente non si hanno notizie di altri abbordaggi e Garibaldi giunse a Maldonado il 28 maggio. Intanto le sue gesta si diffusero ma non portando dati corretti: a sentire il ministero della guerra e marina a Montevideo avrebbe liberato 100 schiavi neri. Garibaldi lasciò nella notte del 5-6 giugno la città, perché avvertito del pericolo della Imperial Pedro, che era alla ricerca dei corsari per arrestarli.
Partiti nuovamente, non si accorsero del malfunzionamento della bussola che li portò conseguentemente fuori rotta verso gli scogli all'altezza della punta de Jesús y María. Ottenuti con difficoltà dei viveri, il viaggio riprese; dovendo in qualche modo ovviare alla mancanza di una lancia, comprata poi in seguito, utilizzarono in sostituzione la tavola su cui si mangiava, barili vuoti e vestiti a far da vela. Il 15 giugno affrontarono un lancione, il Maria, salpato con l'intento di catturare il corsaro. Nel combattimento il timoniere incontrò la morte e Garibaldi, sostituitolo, venne ferito quasi mortalmente, perdendo i sensi. La battaglia la continuarono i rimanenti italiani, comandati da Carniglia, fino alla fuga. Altri marinai abbandonarono la nave, mentre l'eroe, ricevute le cure, si riprese.
Garibaldi scrisse al generale Pascual Echagüe chiedendo aiuto e ottenendolo in parte: la nave partì per Buenos Aires giungendovi il 20 ottobre e venne restituita al proprietario, mentre i corsari rimasti non potevano lasciare Gualeguay (Argentina), in quanto prigionieri del governatore Juan Manuel de Rosas. Nel frattempo imparò lo spagnolo. Tentata la fuga, fu catturato e torturato da Leonardo Millán, e rimase due mesi nel carcere di Bajada, dopo i quali fu rilasciato (febbraio 1838), per mancanza di prove. Raggiunti a Paraná Guazú i suoi amici Rossetti e Cuneo, seppe dell'arresto di João Gavazzon e di Giacomo Picasso. Nel maggio 1838 giunse a cavallo a Piratini, compiendo un viaggio di 480 km. Qui conobbe di persona Bento Gonçalves, rimanendone affascinato.
Si organizzò un cantiere navale lungo il fiume Camacuã: il capo dei lavori era John Griggs, di origini irlandesi, mentre Garibaldi divenne comandante della flotta. Due lancioni erano pronti al varo: il Rio Pardo (15-18 tonnellate), dove si imbarcò lo stesso Garibaldi, e l'Independencia, il cui equipaggio contava complessivamente circa 70 persone, tra cui Mutru e Carniglia. Partirono il 26 agosto 1838, e riuscirono a superare lo sbarramento posto dalle navi nemiche. Il 4 settembre avvistarono due navi nemiche: una di esse fuggì mentre l'altra, una sumaca chiamata La Miniera, si arrese. Vi era il problema della spartizione della preda: da dividere in tre parti secondo quanto scritto nell'accordo redatto da Rossetti, 8 (di cui una a Garibaldi) secondo quanto si decise alla fine, per decisione del ministro delle finanze Almeida. L'ammiraglio Greenfell, allarmato dall'accaduto, fece scortare ogni nave con quelle di guerra, mentre alla piccola flotta di Garibaldi si aggiunsero altre navi e altre erano in costruzione.
Il 17 aprile 1839, avvertiti dal grido «è sbarcato il Moringue» (così era chiamato il maggiore Francesco Pedro de Abreu, a cui era stato dato l'ordine di eliminare Garibaldi), sventarono un tentativo di imboscata, nonostante i nemici fossero favoriti dalla nebbia. Affrontarono i circa 150 uomini inviati, ferendo lo stesso Moringue e costringendoli alla ritirata: fu una vittoria che divenne celebre con il nome di ("Battaglia del Galpon de Xarqueada"). L'eco della vittoria venne ufficializzata dal rapporto del ministro della Guerra al parlamento brasiliano. Partecipò, quindi, in qualità di capitano tenente, alla campagna che portò alla presa di Laguna, il cui comando venne affidato al colonnello David Canabarro, della capitale dell'attigua provincia di Santa Caterina.
La tattica utilizzata fu singolare: si risalì il Rio Capivari, ingrossato dalle ultime piogge, facendo avanzare le navi per via terra, con l'aiuto di due carri preparati dentro alcune fosse, trainati fino a giungere alla laguna di Thomás José e scendere dal Tramandaí. Per tale progetto vennero scelti i due nuovi lancioni: Farroupilha (18 tonnellate, su cui dava gli ordini l'eroe) e il Seival (12 tonnellate, a cui comando si ritrova Griggs). Il 5 luglio inizia il trasporto via terra evitando al contempo l'attacco nemico che si stava preparando più avanti, terminerà l'11 luglio, tre giorni dopo il 14 luglio riprenderanno il mare. La nave di Garibaldi si rivela troppo pesante: il timone si spezza la nave si rovescia, è il 15 luglio 1839. Durante la tempesta annegheranno fra gli altri Mutru, Carniglia e Procopio (uno schiavo reso libero che aveva ferito il Moringue). L'assalto verrà condotto lo stesso con l'unico Lancione rimasto, il Seival, condotto da Garibaldi; di fronte hanno un brigantino e quattro lancioni. Si diresse verso sud portando le inseguitrici, consistenti in due lancioni, il Lagunense e l'Imperial Catarinense, in una trappola. Dei soldati nascosti nella fitta vegetazione assaltarono le navi e le conquistarono; vennero poi utilizzate per distrarre gli altri due lancioni, Santa Ana e l'Itaparica si arresero, il brigantino Cometà fuggì.
Il 25 luglio 1839 venne conquistata Laguna e con il suo nuovo nome, Juliana, venne proclamata la repubblica catarinense. Gli imperiali inviarono il maresciallo Francisco José de Souza Suares de Andrea con una flotta di 12 navi e tre lancioni: nei primi scontri venne ucciso Zeferino Dutra, uomo a cui Garibaldi aveva lasciato il comando del resto della flotta. L'eroe prese il comando della Libertadora rinominata Rio Pardo, mentre il Seival fu affidato a Lorenzo Valerigini. Occorrevano arrembaggi, ma vicino alla laguna vi era un blocco navale creato dagli imperiali, e per superarlo, il 20 ottobre si inviò una sumaca per distrarre le navi che partirono all'inseguimento lasciando il resto della flotta libero di agire.
In una di queste azioni si trovarono di fronte alla nave Regeneração che, con i suoi venti cannoni (le tre navi avevano un solo cannone ciascuno,) mise in fuga le navi. Fuggirono per lo stesso motivo anche dalla Andorinha, si attendeva di ritornare alla laguna. Era il 2 novembre, il Rio Pardo tornò pochi giorni dopo. Guidò malvolentieri l'attacco alla cittadina Imaruí con l'intenzione di punirla del tradimento.
Il 4 novembre l'esercito imperiale forte di 16 navi con 33 cannoni complessivi e 900 uomini, riconquistò la città. I repubblicani, dopo aver incendiato le navi senza che i soccorsi richiesti fossero giunti, ripararono sugli altopiani, Griggs venne ucciso. Sulla terraferma i combattimenti continuarono, e furono i primi per Garibaldi: il 14 dicembre 1839 a Santa Vitória do Palmar attaccò con i suoi marinai il nemico e costringendolo alla ritirata; successivamente il 12 gennaio 1840, nei pressi di Forquetinha, Garibaldi, guidando la fanteria, soccorse con 150 uomini il colonnello Teixeira. Garibaldi radunò i sopravvissuti, 73 uomini in tutto, salì su un'altura e solo di notte gli inseguitori smisero la caccia. Marciarono per quattro giorni fino nei pressi di Vacaria e poi di nuovo al Rio Grande.
(Alessandro Walewski da J. Duprey, Un fils de Napoleón dans les pays de la Plata au temps de Rosas, Parigi-Montevideo 1937, p. 164.)
Nell'aprile del 1840 si radunarono i due eserciti nei pressi del fiume Taquari; 4 300 imperiali, al comando del generale Manuel Jorge Rodrigues che avrebbero affrontato 3.400 riograndesi, ma non ci fu alcuna battaglia. Si decise di attaccare San José do Norte, punto strategico di rifornimento. Dei quattro fortini disposti a difesa tre vennero distrutti in poco tempo, l'azione era guidata da Gonçalves con Teixeira. L'ammiraglio Greenfell inviò i rinforzi, allorché Garibaldi suggerì di bruciare la città ma l'idea non venne accolta; una volta fuggiti, il nizzardo si fermò su ordini dati a San Simón; poco dopo, il 24 settembre 1840, fu ucciso Rossetti. Giunto a São Gabriel, strinse amicizia con Francesco Anzani. Gli venne concesso di recarsi a Montevideo e di portarsi 1 000 buoi come bottino di conquista; riuscì a farne partire 900, ma negli oltre 600 km che percorse perse la maggior parte dei capi, solo 300 infatti giunsero a destinazione nel giugno del 1841 a causa dei ripetuti furti dei mandriani infedeli.

#### Guerra civile uruguaiana
Soggiornava in casa di amici. Non si conosce con esattezza quando Garibaldi entrò nella marina uruguayana, (marina uruguaiana nella guerra civile dalla parte dei "Colorados" uruguaiani alleati con gli Unitari argentini che affrontavano i "Blancos" dell'ex presidente uruguaiano Oribe, a sua volta alleati con i federalisti argentini di Rosas) comunque quando avvenne gli venne conferito il grado di colonnello e gli venne affidata una missione: una volta partito da Montevideo via mare, doveva penetrare nel fiume Paraná fino a Bajada (l'odierna città di Paraná) e poi portare il bottino preso dalle navi incontrate a Corrientes, una missione definita «suicida».
Le navi erano tre: Constitución (di 256 tonnellate e 18 cannoni, comandata direttamente dal nizzardo), il brigantino Pereyra, comandato da Manuel Arãna Urioste, e la goletta mercantile Procida, comandata da Luigi De Agostini. Le tre imbarcazioni partirono il 23 giugno 1842. Durante il viaggio la Constitución si arenò e fu soccorsa dalla Procida mentre sopraggiunse la flotta argentina; si trattava dell'ammiraglio William Brown (1777 - 1857) al comando di sette navi, di cui una, la Belgrano, si arenò a sua volta. Fu grazie alla nebbia che Garibaldi e le altre navi riuscirono a fuggire nonostante il tentativo di inseguimento da parte di Brown che però si immise su una rotta errata.
La navigazione continuò nel Paraná dal 29 giugno e raggiunsero come da programma la Bajada il 18 luglio. Continuarono il viaggio superando il porticciolo di Cerrito. Le navi di Brown, a cui si aggiunsero quelle comandate dal maggiore Seguì, raggiunsero le navi del nizzardo vicino alla Costa Brava: da una parte 3 brigantini e 4 golette, con un totale di circa 700 uomini e 53 cannoni, mentre Garibaldi poteva contare su due delle tre navi in quanto la Procida si distaccò precedendoli a Corrientes, 29 cannoni e circa 300 uomini, entrambi avevano anche imbarcazioni minori.
Il 16 agosto Brown iniziò a fare fuoco. Risultano inutili i tentativi di resistenza; Urioste cercò di portare lo scontro sulla terra ma venne sconfitto, intanto Alberto Villegas con il suo gruppo fuggì. Dopo tre giorni di combattimenti, le navi vennero incendiate, ma alcuni dei corsari saltarono in aria con esse. Garibaldi si trasferì prima a Goya e, dopo vari spostamenti, il 19 novembre si ritrovò a Paysandú; qui ricevette l'ordine dal generale Felix Edmondo Aguyar di compiere alcune azioni militari. Venne poi richiamato a Montevideo, ma prima di raggiungerli dovette bruciare nuovamente la flottiglia che comandava. Giunto nel dicembre del 1842 con l'incarico di ricostruire la flotta perduta, con un attacco affondò il 2 febbraio 1843 un brigantino che faceva parte della flotta di Brown; pochi giorni dopo venne respinto un primo tentativo del generale Manuel Oribe; l'assedio iniziò il 16 febbraio 1843. Il 29 aprile, dopo aver rinforzato l'Isla de Ratas, si ritrovò di fronte il giorno dopo nuovamente Brown. L'ammiraglio contava su due brigantini e due golette, Garibaldi due imbarcazioni con un cannone ciascuno; gli inglesi intervennero salvandoli.

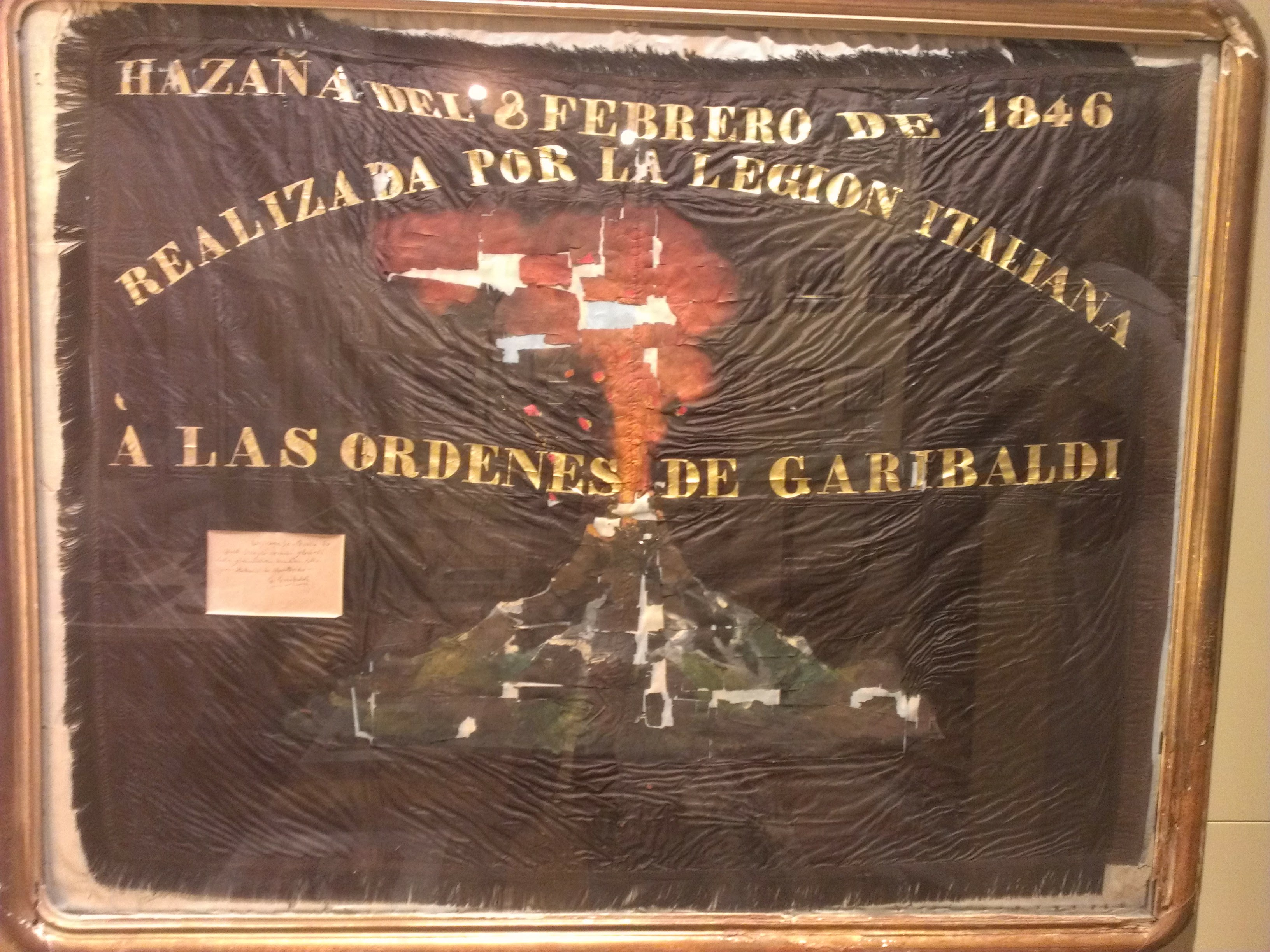
Insegna della Legione Italiana in Uruguay (1846)

Alla fine dell'anno prese il comando della Legione italiana. Il colore scelto per le divise fu il rosso,; la bandiera, un drappo nero rappresentava il Vesuvio in eruzione. In seguito venne tradito dal colonnello Angelo Mancini, Dopo piccole vittorie conseguite rifiutò in una lettera del 23 marzo 1845 la proposta fatta a gennaio dal generale Fructuoso Rivera, capo dei Colorados, che voleva regalare alcune terre alla Legione italiana.
Si cercò di far finire l'assedio: si opposero senza successo gli ammiragli Samuel Ingliefeld e Émile Lainé, mentre Brown si ritirò, e tempo dopo volle salutare il suo avversario. Nell'agosto 1845 Ingliefeld iniziò insieme a Garibaldi ad aprirsi un varco, con l'intenzione di conquistare porti nemici. Il nizzardo comandava due brigantini: Cagancha (64 uomini) e il 28 de marzo (36 uomini), e altre navi. Si aggiunsero i validi aiuti di Juan de la Cruz e José Mandell. Dopo aver preso l'isola del Biscaino e Gualeguaychú si aggiunse la goletta francese Eclair al cui comando vi era Hippolite Morier, si giunse davanti a Salto, occupata dagli uomini di Manuel Lavalleja. Egli, dopo essere stato sconfitto da Francesco Anzani, abbandonò la città che il 3 novembre fu occupata da Garibaldi.
Giuseppe Garibaldi entrò in Massoneria nel 1844 nella Loggia “Asil de la Vertud” di Montevideo (o forse come alcuni vogliono del Rio Grande del Sud), una loggia “spuria”, emanazione della Massoneria brasiliana e non riconosciuta dalle grandi Comunioni mondiali. Nello stesso anno, il 18 agosto, fu regolarizzato nella Loggia “Amis de la Patrie” di Montevideo all’obbedienza del Grande Oriente di Francia, nel libro matricola della Loggia gli fu assegnato il numero 50. 

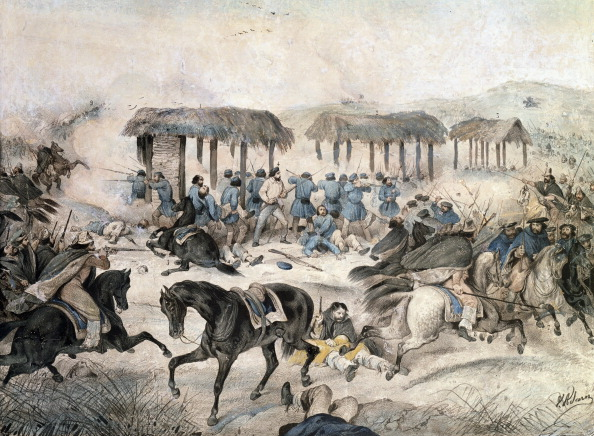
Garibaldi nella battaglia di San Antonio

Justo José de Urquiza iniziò l'assedio alla cittadina il 6 dicembre; dopo diciotto giorni di attacchi lasciò una parte dei suoi uomini, 700 di essi e abbandonò l'impresa. Il 9 gennaio 1846 Garibaldi ottiene la sua prima vittoria contro gli assedianti, attaccando di notte. Il generale Anacleto Medina intanto stava giungendo a dar man forte con i suoi 500 cavalieri; Garibaldi cercò di affrontarlo con 186 legionari e 100 uomini guidati dal colonnello Bernardino Baez ma vennero colti di sorpresa a loro volta dal generale Servando Gómez nei pressi di San Antonio. Gli uomini trovarono riparo nei resti di un saladero, dove si organizzarono, sparando solo a bruciapelo; e, attaccando in seguito con la baionetta, riuscirono a resistere all'attacco; dopo otto ore di combattimento, Garibaldi ordinò la ritirata. Si conteranno 30 morti a cui si aggiungeranno 13 dei feriti mentre Servando ne avrà contati più di 130.
I morti verranno raccolti e seppelliti in una fossa comune su cui verrà piantata una bandiera in loro onore: è l'8 febbraio 1846. Il nizzardo rimase a Salto per diversi mesi, respingendo ogni attacco. Il 20 maggio attaccò nella notte Gregorio Vergara e nel ritorno prima di guadare un ruscello decise di attaccare i soldati che li inseguivano comandati da Andrés Lamas. Le gesta oltre oceano di Garibaldi divennero celebri in Italia grazie al patriota Raffaele Lacerenza, che diffuse a proprie spese in tutto il paese seimila copie del Decreto di grazie ed onori concessi dal governo di Montevideo ai legionari italiani.

### Giuseppe e Anita
Giuseppe e Anita si conobbero a Laguna nel 1839: si narra che, dopo averla inquadrata con il cannocchiale mentre si trovava a bordo dell'Itaparica, una volta raggiunta le disse, in italiano: «Tu devi essere mia». Ana Maria de Jesus Ribeiro da Silva (questo il nome completo) si era sposata il 30 agosto 1835 con il calzolaio Manuel Duarte de Aguiar, molto più anziano di lei, che, arruolatosi fra gli imperiali, era fuggito da Laguna tempo prima, ma la moglie non lo seguì. Nata nel 1821 a Merinhos, aveva 18 anni al momento dell'incontro con Garibaldi.
Garibaldi e Ana Maria, passata alla storia e quasi alla leggenda del Risorgimento italiano con il diminutivo Anita, si sposarono il 26 marzo 1842 presso la chiesa di San Francisco d'Assisi con rito religioso. Secondo una leggenda, Anita, abile cavallerizza, insegnò a cavalcare al marinaio italiano, fino ad allora del tutto inesperto di equitazione. Giuseppe, a sua volta, la istruì, per volontà o per necessità, ai rudimenti della vita militare.
Cercò di far allontanare Anita e i figli da sua madre, ma nel giugno 1846 ottenne un parere contrario del ministro degli esteri di Carlo Alberto, Solaro della Margarita. I legionari progettarono di tornare in patria, e grazie alla raccolta organizzata fra gli altri da Stefano Antonini, Anita, con i tre figli, e altri familiari dei legionari partirono nel gennaio del 1848 su una nave diretta a Nizza, dove furono affidati per qualche tempo alle cure della famiglia di Garibaldi. Garibaldi non partì dall’America insieme con Anita ed i figli, ma in seguito, in aprile, con una settantina dei suoi legionari. Scoppiati i moti italiani di indipendenza, fu autorizzato a ritornare negli stati sardi con un gruppo di soldati.

### Prima guerra d'indipendenza
Giuseppe Garibaldi rientrò in Italia nel 1848, poco dopo lo scoppio della prima guerra di indipendenza. Venne noleggiato un brigantino sardo chiamato Bifronte, rinominato Speranza (o Esperanza); venne nominato come capitano lo stesso Garibaldi e la partenza avvenne il 15 aprile 1848, alle 2 del mattino; si erano imbarcati 63 uomini. Giunsero in vista di Nizza il 23 giugno. Lo avevano anticipato un suo luogotenente, Giacomo Medici, e una certa notorietà, grazie al lavoro di Mazzini. Tornato dunque in Europa per partecipare alla prima guerra di indipendenza contro gli austriaci, il 25 giugno proferisce parole a favore di Carlo Alberto di Savoia; il 29 giugno si trova a Genova e per giungere a Roverbella, nei pressi di Mantova, deve chiedere 500 lire a un amico. L'incontro con Carlo Alberto avvenne il 5 luglio: venne accolto freddamente, a causa dell'antica condanna; non potendogli offrire aiuto, gli consigliò di recarsi a Torino dal ministro della guerra, che gli suggerì a sua volta di recarsi a Venezia.

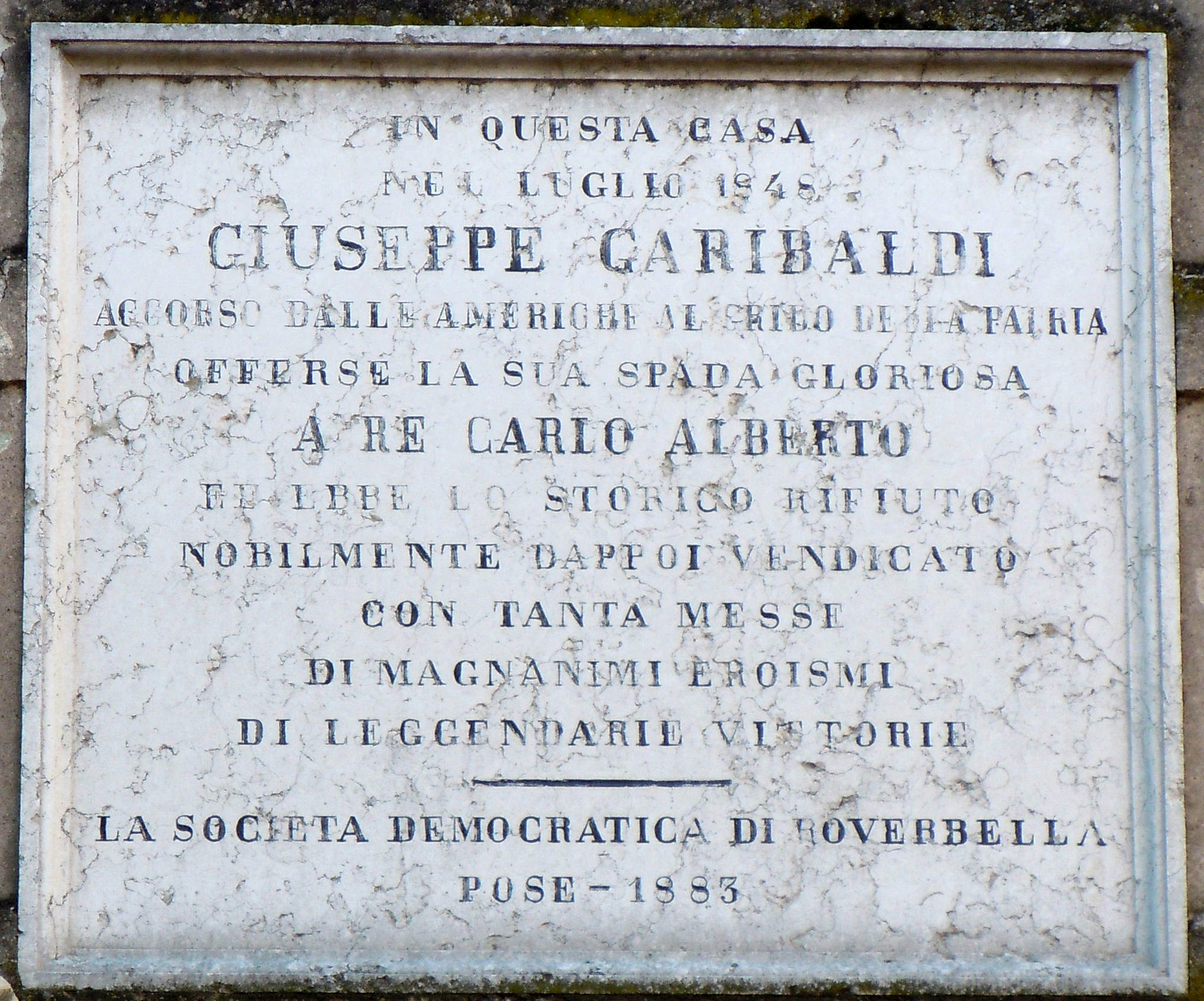
Roverbella, lapide in ricordo dell'incontro con Carlo Alberto.

Nel 1848 incontrò Mazzini a Milano, rimanendone in parte deluso, avendo i due pensieri molto diversi. Partecipò comunque alla guerra come volontario al servizio del governo provvisorio di Milano, con la carica di generale. Formò il battaglione Anzani, al quale pose al comando Giacomo Medici, e partì alla volta di Brescia il 29 luglio, avendo ricevuto l'incarico di liberarla. Il numero dei suoi uomini era di circa 3 700 e usarono le vesti abbandonate dagli austriaci. Non giunse però nella città, poiché venne richiamato a Milano. Le sue affermazioni contro Carlo Alberto provocarono una sua dura reazione: il Re impartì l'ordine di fermarlo e, se si fosse ritenuto necessario, anche di arrestarlo, provocando la diserzione di alcuni volontari. Giunse ad Arona, dove chiese contributi alla cittadinanza, poi a Luino dove il 15 agosto 1848 ebbe il primo scontro in Italia contro gli austriaci (comandati dal colonnello Molynary) e verso Varese, poi navigando sul Lago Maggiore, essendosi impadronito dei battelli, penetrò per poco nel territorio austriaco.
Gli austriaci che si trovò a combattere erano comandati dal generale Konstantin d'Aspre, che ebbe l'ordine di ucciderlo, e dal maresciallo Radetzky. A Morazzone venne sorpreso da un attacco nemico, ma riuscì a fuggire nella notte, rimanendo con circa 30 uomini. Trovò riparo in Svizzera, il 27 agosto, valicando il confine travestito da contadino. Il 10 settembre ritornò da sua moglie, che viveva a casa di un amico, Giuseppe Deideri. Il 26 settembre ripartì alla volta di Genova e il 24 ottobre si imbarcò sulla nave francese Pharamond con Anita, poi rimandata a Nizza. All'inizio erano 72 gli uomini con Garibaldi, cui si aggiunsero i lancieri di Angelo Masina il 24 novembre e altri soldati provenienti da Mantova. Si arrivò così a una formazione di 400 uomini alla quale Garibaldi diede il nome di Legione Italiana.

### Repubblica Romana
Infastidito dai reumatismi di cui soffriva, si ritirò a Rieti il 19 febbraio e, per breve tempo, ebbe la compagnia di Anita. Grazie al suo appello, giunsero molti giovani che portarono il totale a 1 264 uomini, oltre ad aiuti, vestiti e armi seppur in numero insufficiente; stazionarono poi ad Anagni, mentre Francesco Daverio chiedeva l'invio di altre armi. Il 23 aprile il nizzardo venne nominato generale di brigata dal ministro della guerra della Repubblica Romana Giuseppe Avezzana, mentre Carlo Alberto aveva abdicato in favore di Vittorio Emanuele II.
Garibaldi partecipò ai combattimenti in difesa della Repubblica Romana, minacciata dalle truppe francesi e napoletane che difendevano papa Pio IX. Luigi Napoleone fece sbarcare a Civitavecchia un corpo di spedizione francese, guidato dal generale Nicolas Oudinot. Il 25 aprile, dopo averla occupata, ne fece la sua base. Il 27 aprile giunse a Roma passando per Porta Maggiore. Contava di bloccare il nemico di 2 500 uomini e l'appoggio di altri 1 800 guidati dal colonnello Bartolomeo Galletti.

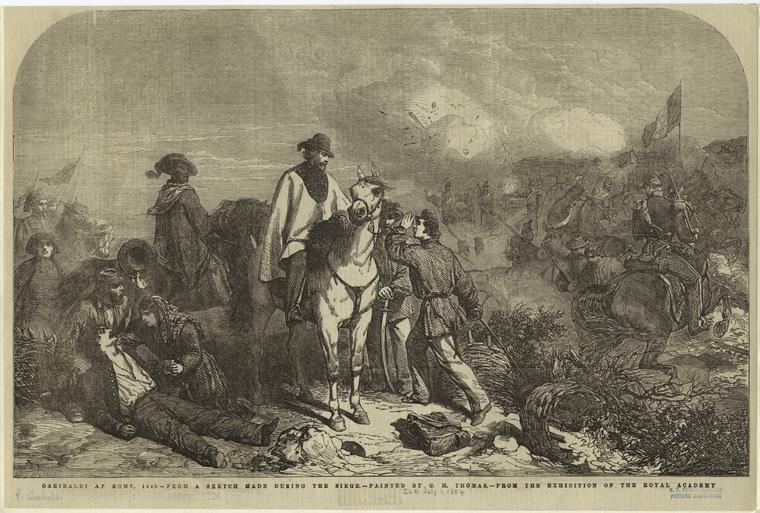
Garibaldi, Andrea Aguyar (a cavallo) e Nino Bixio durante l'assedio di Roma. Disegno del 1854 di William Luson Thomas, basato sullo schizzo di George Housman Thomas realizzato nel 1849.

Scrutando il territorio decise di far occupare Villa Doria Pamphilj e Villa Corsini; il 30 aprile i francesi attaccarono, ma imprecisioni tattiche portarono lo scontro al colle Gianicolo: alla fine si ritirarono verso Castel di Guido; le perdite furono maggiori per i francesi (500 fra morti e feriti, contro i 200 dei difensori). Fra i feriti vi era Garibaldi, colpito al fianco da una fucilata francese che impattò il manico del pugnale, permettendogli di salvarsi.
Intanto Ferdinando II, re delle Due Sicilie, inviò i suoi uomini, guidati dal generale Ferdinando Lanza e dal colonnello Novi, che giunsero verso le 12 del 9 maggio a Palestrina; a respingerli furono il nizzardo e Luciano Manara; dopo un combattimento di tre ore, i borbonici si ritirarono, perdendo 50 dei loro uomini.
Il 19 maggio, nei pressi di Velletri, Garibaldi disobbedì agli ordini, in realtà ormai superati dagli eventi, di Pietro Roselli; nell'occasione Garibaldi venne travolto dai cavalieri, cadde a terra dove fu alla mercé di cavalli e nemici, ma venne salvato per intervento del patriota Achille Cantoni: seguirono aspre critiche al suo operato. Il 26 maggio 1849 Giuseppe Garibaldi giungeva a Ceprano, ordinando a Luciano Manara di entrare con i suoi bersaglieri nel Regno di Napoli, per combattere i borbonici che si erano attestati nella Rocca d'Arce. Mazzini voleva però concentrarsi sulla difesa dell'Urbe e, anche perché era giunta notizia dell'arrivo di forze spagnole a Gaeta e di un esercito austriaco, richiamò Garibaldi.
La notte fra il 2 e il 3 giugno 1849 Oudinot guidò i suoi verso Roma e conquistò, dopo continui capovolgimenti, i punti chiave di Villa Corsini e Villa Valentini; rimase in mano ai difensori Villa Giacometti. Morirono 1 000 persone, fra cui Francesco Daverio, Enrico Dandolo e Goffredo Mameli che, ferito, morirà in seguito per gangrena; verrà incolpato Garibaldi della sconfitta; i francesi potevano contare su circa 16 000 uomini, Garibaldi su circa 6 000. Il 28 giugno 1849 i legionari di Garibaldi tornarono a indossare le loro tuniche rosse di lana.

### Fuga da Roma e morte di Anita

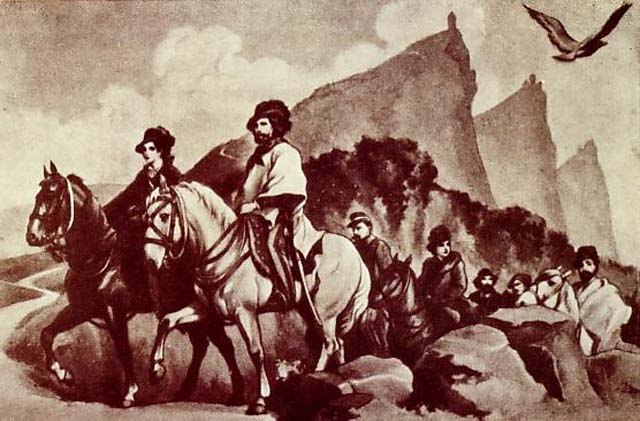
1849, dopo la caduta della Repubblica Romana Giuseppe Garibaldi e Anita Garibaldi in fuga, trovano rifugio a San Marino.

L'assemblea che si era costituita diede i poteri a Garibaldi e Roselli: la sera del 2 luglio 1849, da piazza San Giovanni, con 4 700 uomini, partì deciso a continuare la guerra, non più di posizione ma di movimento. Pochi giorni prima si era aggiunta Anita che, incinta, decise di seguirlo per tutta la durata del viaggio.
Dopo aver rifiutato l'offerta fatta dall'ambasciatore degli Stati Uniti d'America, sulla strada di Tivoli affidò una parte dei soldati a Gaetano Sacchi e un reggimento della cavalleria al colonnello Ignazio Bueno compagno del Sudamerica, con lui il polacco Emilio Müller. Fece credere al nemico di dirigersi verso gli Abruzzi mentre andava a nord, divise in piccoli gruppi la cavalleria che mandava in esplorazione facendo pensare che potesse contare su un numero superiore di soldati. Intanto atti criminali commessi dal suo gruppo lo preoccupavano, e giunse a dover minacciare di morte chiunque commettesse furto e, il 5 luglio, a dover far giustiziare un ladro colto in flagrante.
A Terni l'8 luglio si aggiunsero altri 900 volontari guidati dal colonnello Hugh Forbes e rifornimenti. Fece circolare false voci sul suo itinerario, mentre in realtà intendeva raggiungere Venezia, dove la Repubblica di San Marco di Daniele Manin stava ancora resistendo all'assedio austriaco. I soldati davano però continuamente segni di cedimento, Müller li tradì e Bueno, il 28, fuggì con parte dei denari raccolti. Il nizzardo non riusciva a sostenere il gruppo.
Erano rimasti 1 500 uomini, che in pochi giorni si ridussero a qualche centinaio. Lungo la strada pernottarono due notti presso Todi: i soldati alloggiati presso il convento dei Cappuccini; Garibaldi e Anita, incinta, ospiti invece a Palazzaccio nella casa di Antonio Valentini, fervente garibaldino. Il 30 luglio si ritrova a passare la notte a Montecopiolo nella parte più alta del Montefeltro per proseguire la marcia attraverso sentieri impervi e macchie fitte di vegetazione in direzione della Repubblica di San Marino, dove arriva con circa 300 superstiti il 31 luglio per ricevere l'asilo concesso dalla Repubblica di San Marino. Contemporaneamente Garibaldi con un ordine del giorno sciolse la compagnia. I coniugi erano alloggiati presso Lorenzo Simoncini. Gli austriaci, guidati da d'Aspre, che comandava il corpo di occupazione austriaco in Toscana volevano che Garibaldi fosse imbarcato a forza per gli Stati Uniti, ma lui fugge da San Marino di notte con circa 250 uomini al seguito, mentre alcuni, tra cui Gustav Hoffstetter, abbandonano.

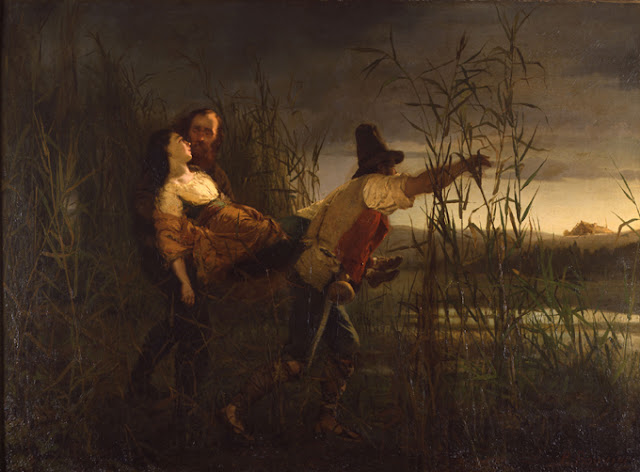
Garibaldi ed Anita, colpita dalla malaria, vengono ospitati in una fattoria

Continuano gli aiuti trovati per strada: vengono guidati dall'operaio Nicola Zani con Anita sempre più febbricitante, fino a Cesenatico dove si imbarcano 13 bragozzi (barche da pesca), alla volta di Venezia, il 2 agosto. Arsi dalla sete a circa 80 km dall'obiettivo, all'altezza della punta di Goro, vengono avvistati e attaccati da un brigantino austriaco, l'Oreste, che con rinforzi li insegue catturando gli equipaggi di 8 bragozzi, più di 160 prigionieri che verranno condotti a Pola. Garibaldi, con Anita in braccio, guada per circa 400 metri giungendo infine sulla spiaggia, saluta i rimasti fra cui il barnabita Ugo Bassi e Giovanni Livraghi, che saranno fucilati a Bologna l'8 agosto, e Angelo Brunetti e i due figli, fucilati in seguito anch'essi. Garibaldi arriva a Magnavacca nelle Valli di Comacchio, con Anita agonizzante e Giovanni Battista Culiolo detto Leggero. Aiutati dall'umile Battista Barillari riescono a dissetare la moglie dell'eroe. Il 4 agosto ripartono e salgono sul biroccino guidato da Battista Manelli; arrivano alle Mandriole dove si fermano alla fattoria Ravaglia con Anita che muore, nonostante gli sforzi del medico Nannini, appositamente convocato.
Garibaldi, secondo quanto riporta l'uomo di chiesa Falconieri, avrebbe voluto dare degna sepoltura alla moglie e trasportarla alla vicina Ravenna, ma non vi era il tempo e fu scavata frettolosamente una buca nella sabbia della pineta. Dopo pochi giorni, il 10 agosto una ragazzina, Pasqua Dal Pozzo, scoprì il cadavere che fu tumulato nel cimitero di Mandriole. Le cause della morte di Anita furono a lungo discusse negli anni successivi, anche per attaccare Garibaldi. Undici anni dopo, il 20 settembre 1859, Garibaldi con i figli Teresita e Menotti tornerà a Ravenna per spostare i resti di Anita a Nizza, accanto a quelli di Rosa, madre dell'eroe.
Garibaldi e Leggero fuggono dapprima a Forlì; poi, il giorno 16, lasciano Forlì per raggiungere il vicino confine del Granducato di Toscana: Si tratta della cosiddetta trafila di Garibaldi. Sono aiutati, tra gli altri, da Ercole Saldini, dal sacerdote Giovanni Verità e dall'ingegnere Enrico Sequi, a cui Garibaldi lascerà la fede nuziale di Anita.
Attraversato il Granducato di Toscana, Garibaldi il 1º settembre salpa con l'imbarcazione di Paolo Azzarini, e il 5 settembre, nonostante il governo sabaudo avesse dato ordine di non lasciar entrare in territorio piemontese nessuno dei reduci della Repubblica Romana, si trova a Portovenere, al sicuro. La Marmora commenterà affermando che era un miracolo il suo salvataggio.
Proprio lo stesso La Marmora, con i poteri di commissario straordinario di cui all'epoca era investito, la sera del 6 settembre fece arrestare Garibaldi a Chiavari e lo condusse nel Palazzo ducale di Genova. Circa la decisione da prendere seguì un dibattito alla Camera, il 10 settembre, nel quale intervennero fra gli altri Giovanni Lanza, Urbano Rattazzi e Agostino Depretis, e al cui termine la maggioranza dei parlamentari si dichiarò contraria all'arresto di Garibaldi e definì l'ipotesi di una sua espulsione come una lesione allo Statuto.
(da Garibaldi e i Mille di George Macaulay Trevelyan)
Garibaldi venne quindi liberato e si parlò anche della possibilità dell'immunità parlamentare attraverso una sua candidatura a Recco per le elezioni suppletive della camera, ma egli rifiutò l'idea. Gli fu concessa una visita di un giorno ai familiari, durante la quale salutò la madre per l'ultima volta e affidò i figli maschi ad Augusto, mentre la figlia continuò a rimanere con i Deideri. Dopo vari spostamenti (prima a Tunisi, dove gli fu rifiutata ospitalità, quindi a La Maddalena) partì sul brigantino da guerra Colombo per Gibilterra, giungendovi il 9 novembre, e il 14 novembre ripartì su una nave spagnola, La Nerea. Accompagnato dagli ufficiali "Leggero" e Luigi Cocelli si diresse a Tangeri, dove accettò l'ospitalità dell'ambasciatore piemontese in Marocco Giovan Battista Carpenetti. Nel mese di giugno partì nuovamente, questa volta in compagnia del maggiore Paolo Bovi Campeggi. Il 22 fu a Liverpool, e il 27 giugno 1850 partì per New York con il Waterloo, giungendovi in 33 giorni di viaggio. Il 30 luglio, per i dolori causati dai reumatismi, ebbe bisogno di aiuto per scendere a terra, a Staten Island.
Abitò in compagnia di Felice Foresti con Michele Pastacaldi. Conobbe Teodoro Dwight che ricevette le sue Memorie, con l'accordo di non pubblicarle; Garibaldi gli diede il consenso di farlo solo anni dopo, nel 1859
Abitò con Antonio Meucci, che lo fece lavorare nella propria fabbrica di candele. Dopo nove mesi lasciò New York e si imbarcò sulla Georgia per i Caraibi. Continuò a navigare, assumendo il nome di Anzani e l'antico Giuseppe Pane. Arrivò il 5 ottobre a Callao nel Perù, poi a Lima dove dopo tanto tempo fu nuovamente capitano di una nave, un brigantino di nome Carmen. Il 10 gennaio 1852 parte alla volta della Cina, e navigò ancora dalle Filippine, costeggiò l'Australia, giunse infine a Boston il 6 settembre 1853. Commerciò diversi generi, soprattutto seta e guano.

### Rientro in Italia e seconda guerra d'indipendenza

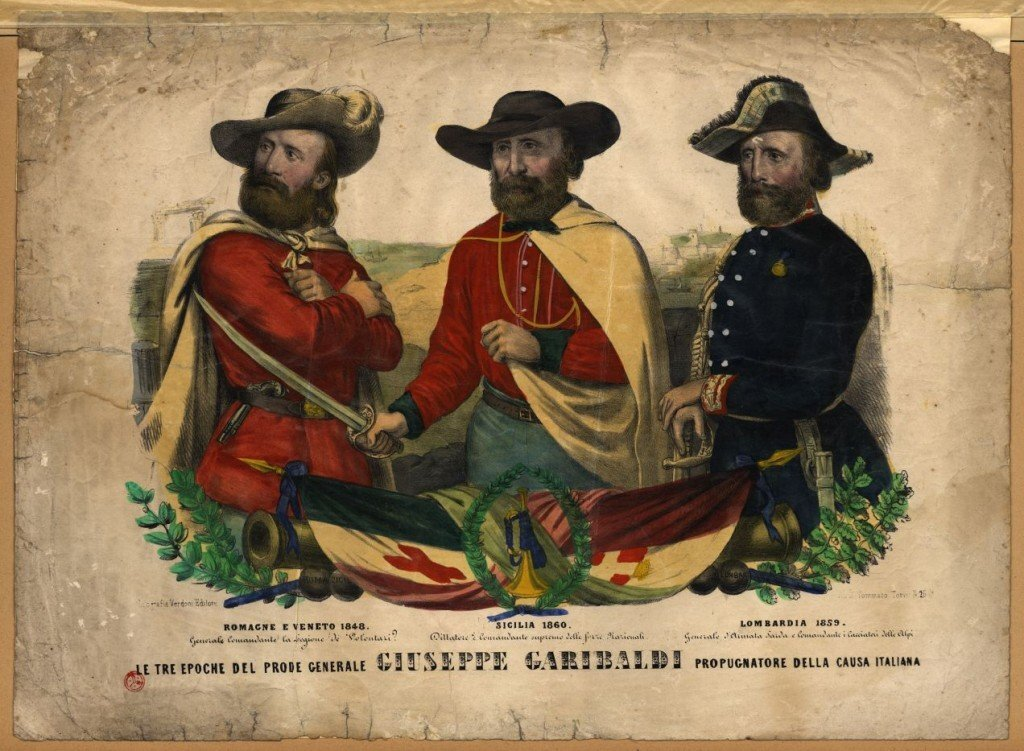
Stampa popolare raffigurante Garibaldi con le divise delle campagne del 1848, 1859 e 1860

Ritornato in Europa, l'11 febbraio 1854 a Londra incontrò nuovamente Mazzini, poi viaggiando giunse prima a Genova il 6 maggio, e poi a Nizza. Comprò il 29 dicembre 1855 una parte dei terreni di Caprera, isola dell'arcipelago sardo di La Maddalena. Partendo dalla casa di un pastore, costruì, insieme a 30 amici, una fattoria; in seguito l'isola divenne interamente di sua proprietà. Dopo la Terza Guerra di Indipendenza, venne chiamato a Caprera, per amministrare i beni del Generale, il colonnello e amico Giovanni Froscianti (1811-1885) che fu al fianco di Garibaldi durante la Spedizione dei Mille.

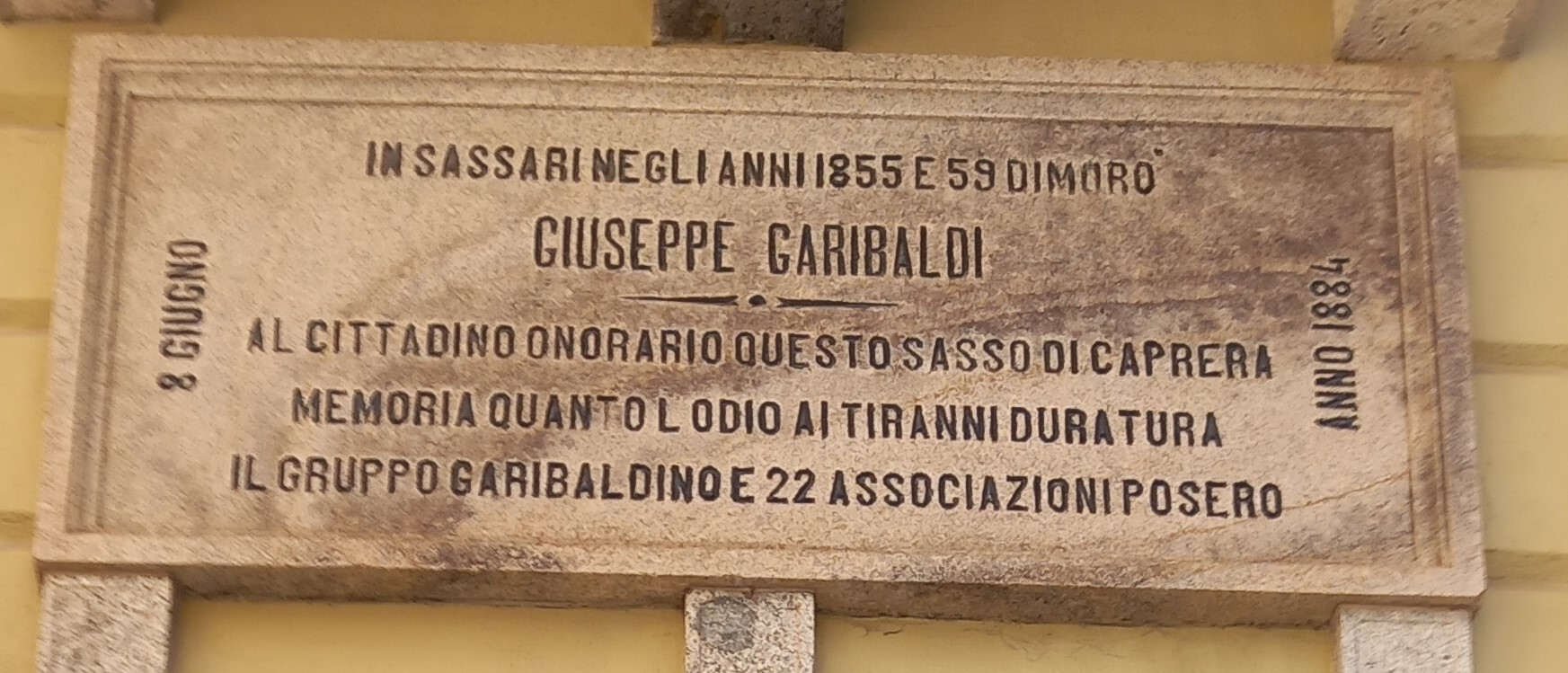
Testimonianza del soggiorno di Garibaldi a Sassari

Nell'agosto del 1855 gli venne concessa la patente di capitano di prima classe: navigò con il "Salvatore", un piroscafo a elica; in seguito prese un cutter inglese chiamato Anglo French, a cui diede il nome del suo nuovo amore, Emma. Dopo che la nave si arenò, Garibaldi abbandonò l'attività di marinaio per dedicarsi all'agricoltura, lavorando come contadino e allevatore: possedeva un uliveto con circa 100 alberi d'ulivo, oltre a un vigneto, con cui produceva vino, e allevava 150 bovini, 400 polli, 200 capre, 50 maiali e più di 60 asini.
Il 4 agosto rese pubblico il suo pensiero distanziandosi dalle prese di posizione mazziniane. Il 20 dicembre 1858 incontrò Cavour. Divenne vicepresidente della Società Nazionale mentre si pensava di metterlo a capo di truppe: il 17 marzo 1859 vennero istituiti, grazie a un decreto reale, i Cacciatori delle Alpi, e Garibaldi ebbe il grado di maggiore generale. Si contavano circa 3200 uomini, i quali vestivano l'uniforme dell'esercito sardo. Si formarono 3 gruppi: oltre al nizzardo, al comando vi erano Enrico Cosenz e Giacomo Medici.
Marciò verso Arona: i suoi uomini erano convinti di pernottarvi, Garibaldi comunicò a Torino l'intenzione di giungervi, al che ordinando l'assoluto silenzio, raggiunse Castelletto, fermò due reggimenti e con il terzo avanzò; il 23 maggio, superato il Ticino, con le barche attaccò Sesto Calende riuscendo ad avere la meglio sugli austriaci ed entrando in Lombardia.
Occupata Varese, venne affrontato il 26 maggio dal barone Karl Urban, noto anche come il Garibaldi austriaco inviato da Ferenc Gyulay; nell'occasione il comandante ordinò di sparare soltanto quando il nemico si trovasse alla distanza di 50 passi, lo scontro è noto come battaglia di Varese. Si conteranno fra i cacciatori la perdita di 22 uomini contro 105 austriaci, a cui si aggiungeranno 30 prigionieri. Il giorno seguente, dopo aver attaccato frontalmente e vinto gli austriaci nella battaglia di San Fermo, nonostante fosse in netta inferiorità numerica, occupò la città di Como. Il 29 ripartì con i suoi uomini dalla città, volendo conquistare il fortino a Laveno, raggiunto il 31 maggio. Questo attacco non ebbe esito favorevole, e nel frattempo, essendo Urban rientrato a Varese, ritornò a Como per presidiare la città, riprendendo poi Varese in seguito alla vittoria dei francesi a Magenta.
Il 15 giugno, seguendo l'ordine di Della Rocca che l'invia a Lonato sul lago di Garda, si mosse verso est. A Rezzato, nel bresciano, avrebbe dovuto congiungersi con le truppe di Sambuy, che però non giunsero in quanto l'operazione era stata annullata, ma di ciò non era stato avvertito e continuò ad avvicinarsi al nemico in ritirata. Enrico Cosenz, dopo aver fermato un attacco nemico, si fermò, mentre il colonnello Stefano Turr continuò l'attacco, raggiunto poi dallo stesso Cosenz; Garibaldi, notando la situazione sfavorevole, inviò Medici a loro sostegno e organizzò le truppe, limitando il danno: 154 fra i cacciatori, contro i 105 degli austriaci. in quella che venne chiamata battaglia di Treponti. Ricevette quindi l'ordine di spostarsi in un teatro secondario bellico: in Valtellina, per respingere alcune truppe austriache verso il passo dello Stelvio; l'armistizio di Villafranca terminò gli scontri. Durante tutta questa campagna il numero di volontari al suo seguito crebbe da circa 3 000 a un numero non ben quantificato: 12 000 secondo Trevelyan, 9 500 secondo la Riall che si basa su uno scritto di Garibaldi stesso.
Manfredo Fanti ebbe il comando mentre Garibaldi venne retrocesso come comandante in seconda, ricevendo il comando di una delle tre truppe, le altre due saranno agli ordini di Pietro Roselli e Luigi Mezzacapo, dopo litigi diede le dimissioni.

### Da Quarto al Volturno
(durante la battaglia di Calatafimi; citato in G.C. Abba, Storia dei Mille, cap. Dopo la vittoria)
(Victor Hugo, 13 giugno 1860)

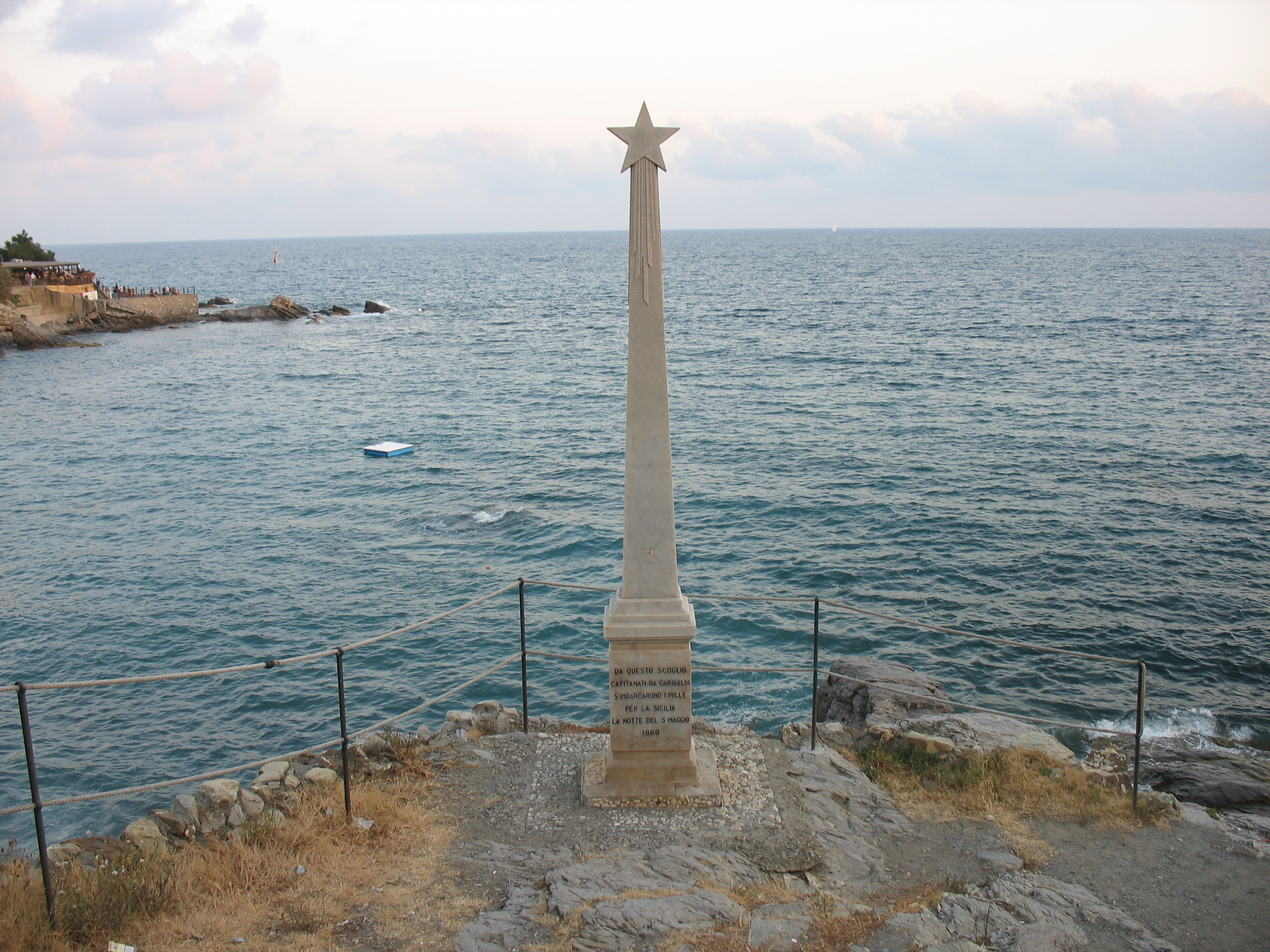
La stele commemorativa dell'impresa dei Mille sullo scoglio da cui partì la spedizione, a Genova-Quarto

Rinunciò alla Società Nazionale (aveva ottenuto il comando a ottobre), diventando poi presidente della Nazionale Armata, una nuova associazione che presto fallì. Intanto Nizza era passata ai francesi, e Garibaldi, eletto deputato, tenne un discorso a tal proposito il 12 aprile 1860, senza esiti. Si dimise il 23, dopo il risultato della votazione.
Il 27 aprile 1860 dall'isola di Malta Nicola Fabrizi inviò un telegramma cifrato: l'unico ad avere il codice per decifrare lo scritto era Francesco Crispi, che tradusse inizialmente in maniera negativa il messaggio, deludendo Garibaldi che stava preparando il suo ritorno a Caprera. A nulla valsero i consigli di La Masa, Bixio e Crispi che premevano affinché il nizzardo partisse lo stesso. Crispi ritornò due giorni dopo, affermando di aver ricevuto in realtà buone notizie, e la spedizione ebbe inizio.
Nel settembre 1859 fu promotore di una raccolta volta all'acquisto di un milione di fucili, dando il compito a Enrico Besana e Giuseppe Finzi. Riuscirono a comprare dei fucili Enfield e Colt inviò dei suoi revolver. Per la spedizione non vennero utilizzate le armi raccolte, ma quelle messe a disposizione da Giuseppe La Farina che provenivano da quelle utilizzate nella campagna passata, simili a quelle raccolte.
La sera del 5 maggio venne simulato il furto delle due navi Piemonte e Lombardo: si raccolsero una quarantina di persone al cui comando era Bixio, che prese possesso delle imbarcazioni Garibaldi salì sul Piemonte capitanato da Salvatore Castiglia, con lui circa 300 persone. Bertani gli consegnò la somma raccolta, circa 90 000 lire. Sull'altra nave rimase Bixio con 800 uomini circa.
Garibaldi indossò per la prima volta la camicia rossa e non la solita veste di Montevideo; lo faranno in 150, tante erano le divise messe a disposizione. Si contavano 250 avvocati, 100 medici, 50 ingegneri, e fra i 1 000 vi era una donna, Rosalia Montmasson, moglie di Crispi. Partirono da Quarto, presso Genova. Cavour il 7 maggio ordinò con un dispaccio di fermare le due navi solo se avessero ormeggiato in un porto della Sardegna, gli ordini giunsero all'ammiraglio Carlo Pellion di Persano il 9 maggio e chiedendone chiarimenti e riassicurazioni le ottenne il giorno 10.
Il 7 maggio si trovano a Talamone. Inviò Stefano Turr a Orbetello per rifornirsi di armi, mentre alcuni decisero di abbandonare la spedizione mentre venne affidata una missione a Callimaco Zambianchi con 64 uomini. I soldati vennero divisi in 8 compagnie che confluirono in due battaglioni ai comandi di Giacinto Carini e Bixio. Ripartiti, durante il viaggio evitarono per poco una collisione fra le due navi. Garibaldi voleva raggiungere Trapani, Sciacca o Porto Palo, solo verso la fine del viaggio cambiò obiettivo dirigendosi su Marsala, ottenendo informazioni da un peschereccio.

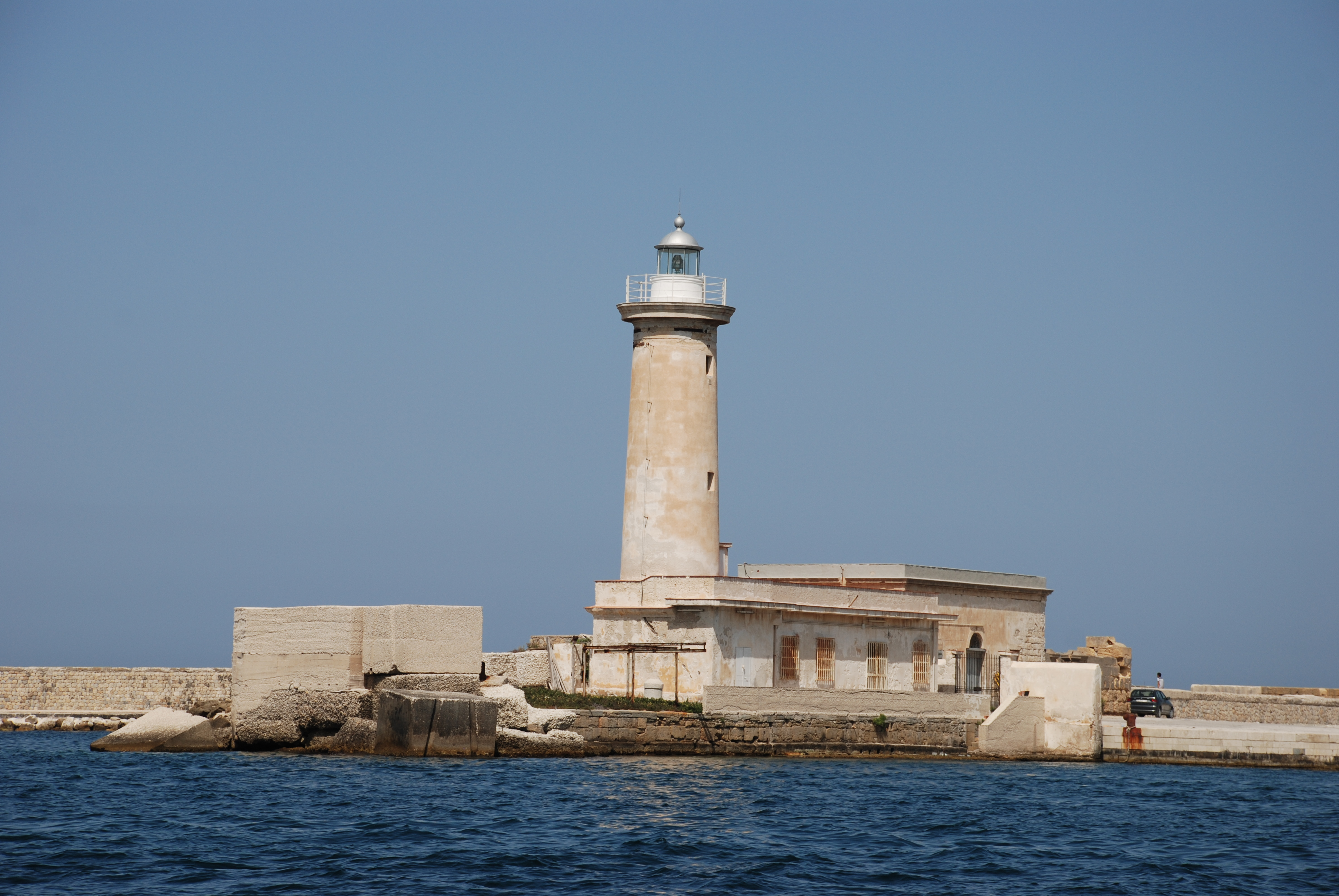
L'ingresso del porto di Marsala

Sei navi da guerra borboniche si trovavano nelle acque vicine alle Isole Egadi e presidiavano le coste di Marsala - sede del Quartiere Militare Borbonico - che proprio in quegli anni intraprendeva scambi commerciali con l'Inghilterra. Garibaldi, esponendo bandiera inglese, si avvicinò alla costa marsalese facendo finta di essere un'imbarcazione di mercanti. Avvenuto lo sbarco a Marsala, giunse la pirocorvetta Stromboli comandata da Guglielmo Acton e dotata di pochi cannoni; inizialmente non attaccò, in quanto vi erano nelle vicinanze degli stabilimenti inglesi e due loro navi, la Intrepid e la Argus al cui comando vi era Winnington-Ingram, già conosciuto da Garibaldi ai tempi di Montevideo. Alla prima imbarcazione se ne aggiunse un'altra, la Partenope con 60 cannoni. Il bombardamento iniziò in ritardo permettendo lo sbarco dei rivoltosi.
L'arrivo in Sicilia delle truppe di Garibaldi era stato previsto dallo stesso Francesco II di Borbone che aveva avvertito il principe di Castelcicala, il rappresentante del re in Sicilia, intorno a Marsala. Giunti nell'isola, Garibaldi si proclamò dittatore della Sicilia in nome di Vittorio Emanuele II, da lui appellato re d'Italia. Dopo lo sbarco sull'isola, il 12 maggio 1860 lasciarono la città. A Salemi issò personalmente sulla cima di una delle tre torri del castello arabo-normanno la bandiera tricolore proclamando Salemi la prima capitale d'Italia, titolo che mantenne per un giorno. In quella città proclamò la dittatura "in nome di Vittorio Emanuele II re d'Italia".
Si uniranno a lui il barone Stefano Triolo di Sant'Anna con circa sessanta persone e i picciotti, circa 500, (che vennero poi chiamati da Garibaldi i Cacciatori dell'Etna). Il generale Francesco Landi, avvertito, con l'aiuto del maggiore Michele Sforza e del VIII battaglione Cacciatori, inviò delle forze in ricognizione e ingaggiò battaglia con gli invasori.
La battaglia di Calatafimi vide la ritirata delle truppe borboniche, anche se lo scontro terminò con pari perdite, fra le quali quella del camoglino Simone Schiaffino che i borbonici confusero con lo stesso Garibaldi. Durante lo scontro sono diverse le frasi che si attribuiscono pronunciate dall'eroe: «I Mille non hanno bandiera» (quando venne perso il tricolore) e «Qui si fa l'Italia o si muore», la celebre risposta data a Bixio che chiedeva di ritirarsi; alcuni sostengono che abbia proferito invece «Ritirarci, ma dove?». A Calatafimi, Garibaldi rischiò di essere ucciso da un cacciatore borbonico che era sopraggiunto alle sue spalle, ma Augusto Elia gli salvò la vita, frapponendo il suo corpo alla pallottola destinata al generale.
Garibaldi quindi finse di recarsi a Corleone dove inviò il colonnello Vincenzo Giordano Orsini con i vari carri mentre si diresse verso Palermo, ingannando in tal modo il colonnello svizzero Johann Lucas von Mechel che aveva attaccato le truppe di Rosolino Pilo, che pur vittorioso perì nello scontro. Intanto era giunto il generale Alessandro Nunziante in aiuto del nuovo commissario straordinario Lanza.
Il 22 giugno giunse a Castellammare del Golfo cittadina che in seguito organizzerà la prima ribellione contro il nuovo Regno d’Italia. Tale evento venne denominato rivolta contro i cutrara.
Il 26 Garibaldi con i suoi uomini, ora circa 750, giunse vicino a Palermo e ricevette i rinforzi di Giuseppe La Masa; la sera stessa attaccò la città entrando da Porta Termini, raggiungendo alle sei del mattino del 27 maggio piazza della Fieravecchia. Si combatté per diversi giorni, e in aiuto avvenne l'insurrezione popolare; poi, iniziati gli incontri fra Garibaldi e il generale Giuseppe Letizia, che rappresentava Landi, dopo vari armistizi il 6 giugno 1860 Landi si arrese lasciando la città ai rivoltosi. Nei giorni trascorsi vari episodi di violenza nella città da parte dei fedeli al nizzardo portarono Garibaldi a decretare la pena di morte per determinati reati.
Il 4 giugno chiamò esercito meridionale i suoi uomini, mentre il 13 sciolse i gruppi dei picciotti. Era rimasto senza adeguate risorse, ma giunsero vari rinforzi a partire da Carmelo Agnetta giunto il 1º giugno con i suoi 89 uomini, Salvatore Castiglia, Enrico Cosenz e Clemente Corte. Le donne palermitane tesserono la nuova bandiera dell'esercito: un drappo nero ornato di rosso con l'effigie di un vulcano al centro.
Giunse il generale Tommaso Clary e inviò il colonnello Ferdinando Beneventano del Bosco, vice in passato di Von Mechel, a Milazzo: il 20 luglio ci fu lo scontro. Inizialmente Garibaldi dava ordini dal tetto di una casa, poi scese nella mischia e infine salì sull'unica loro nave a disposizione, la Tükory e cannoneggiando la città ottenne il ritiro delle truppe nemiche. La vittoria costò ai soldati di Garibaldi 800 fra morti e feriti.

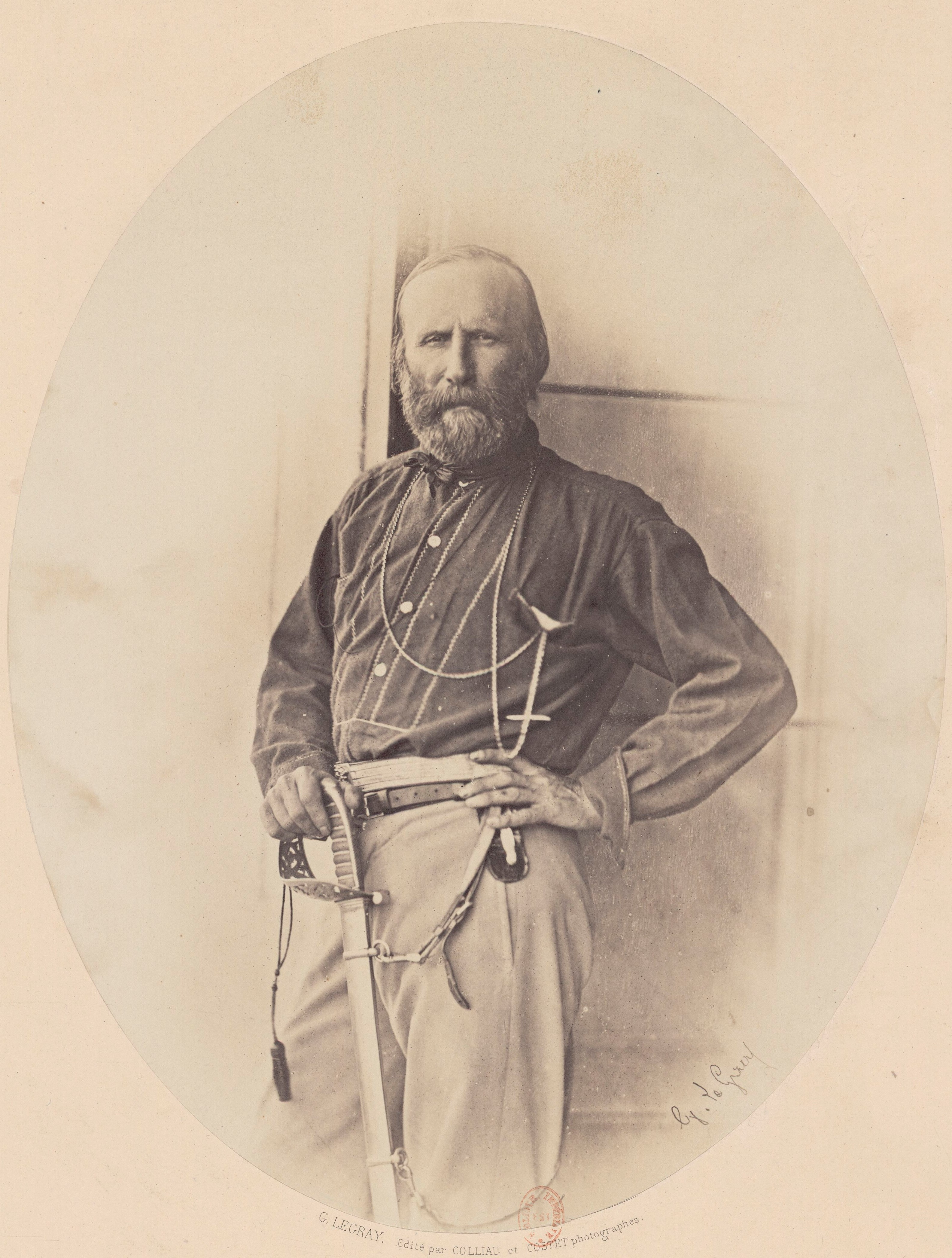
Garibaldi fotografato a Palermo nel luglio 1860

Il 27 luglio Garibaldi giunse a Messina. Lo stesso giorno ricevette una lettera dal conte Giulio Litta Modignani il mittente era Vittorio Emanuele, nella missiva si leggeva una richiesta a desistere nell'impresa di sbarcare sul territorio napoletano, a questa prima seguì una seconda, letta a voce o consegnata un suggerimento di non seguire l'ordine impartitogli. in ogni caso Garibaldi rispose, sempre il 27 luglio, negativamente alla richiesta espressa.
Il 1º agosto anche Siracusa e Augusta vennero liberate. Tempo prima aveva formato un governo con 6 dicasteri che divennero 8. Il 7 giugno, abolì la tassa sul macinato, pretese che parte del demanio dei comuni venisse diviso fra i combattenti, fondò un istituto militare dove venivano raccolti i ragazzi abbandonati e diede un sussidio alle famiglie in povertà della città di Palermo, cercando nel frattempo l'appoggio dei ceti dominanti. Chiese l'invio di Agostino Depretis a cui venne affidato l'amministrazione civile, mentre Cavour si preoccupava per le intenzioni del nizzardo.
I contadini di Bronte insorsero contro i possidenti, uccidendone una quindicina nell'attacco; il console inglese a Catania si interessò della questione, per cui venne inviato il colonnello Giuseppe Poulet che risolse il tutto pacificamente. Il console non gradì il gesto, e venne inviato Bixio in quella che definirà in una lettera alla moglie come «missione maledetta» portando l'arresto di 300 persone, una multa imposta alle famiglie, anche le più abbienti, e la fucilazione di 5 persone, il 10 agosto.

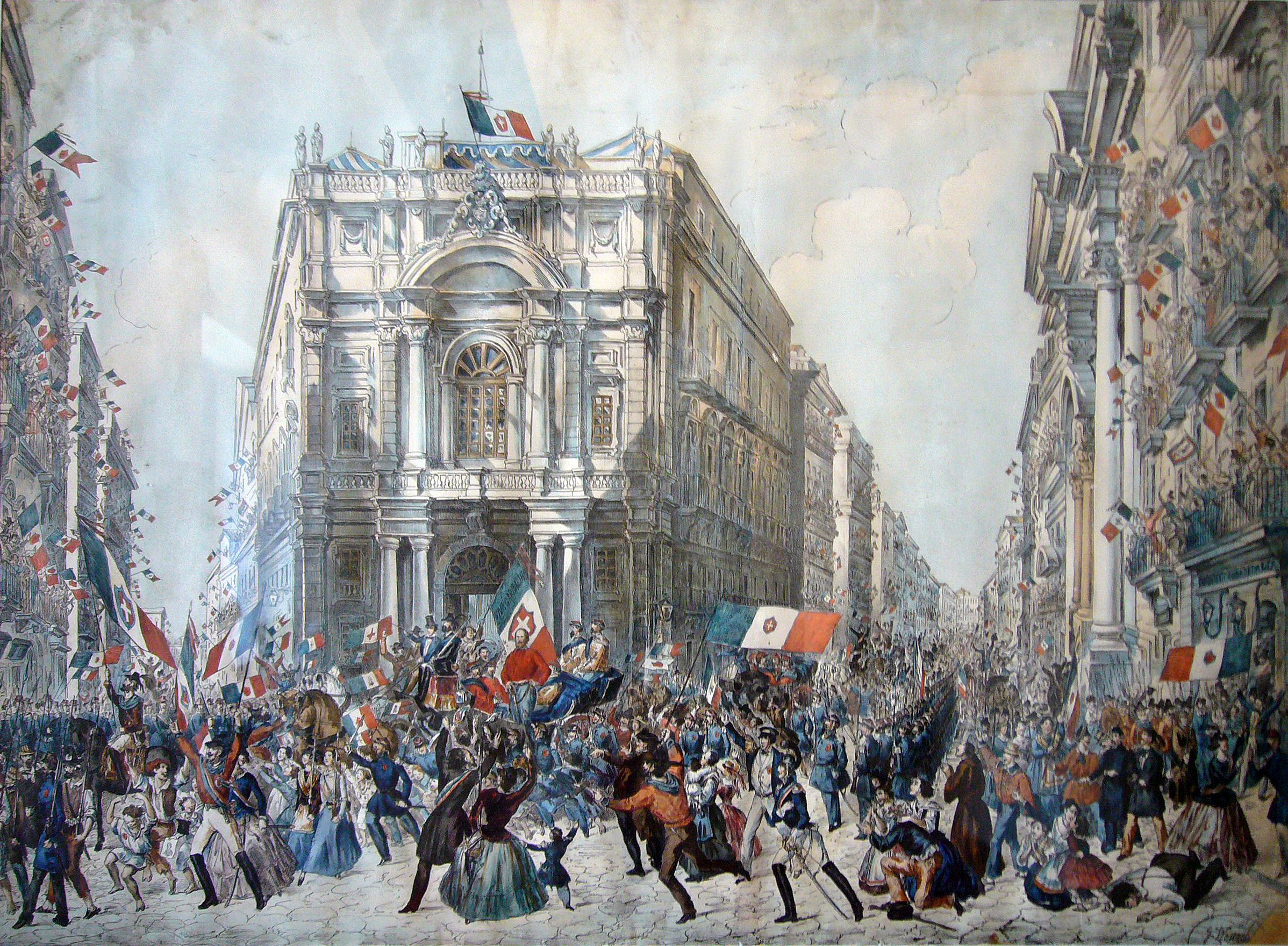
Ingresso di Garibaldi a Napoli il 7 settembre 1860 (Napoli, Museo civico di Castel Nuovo)

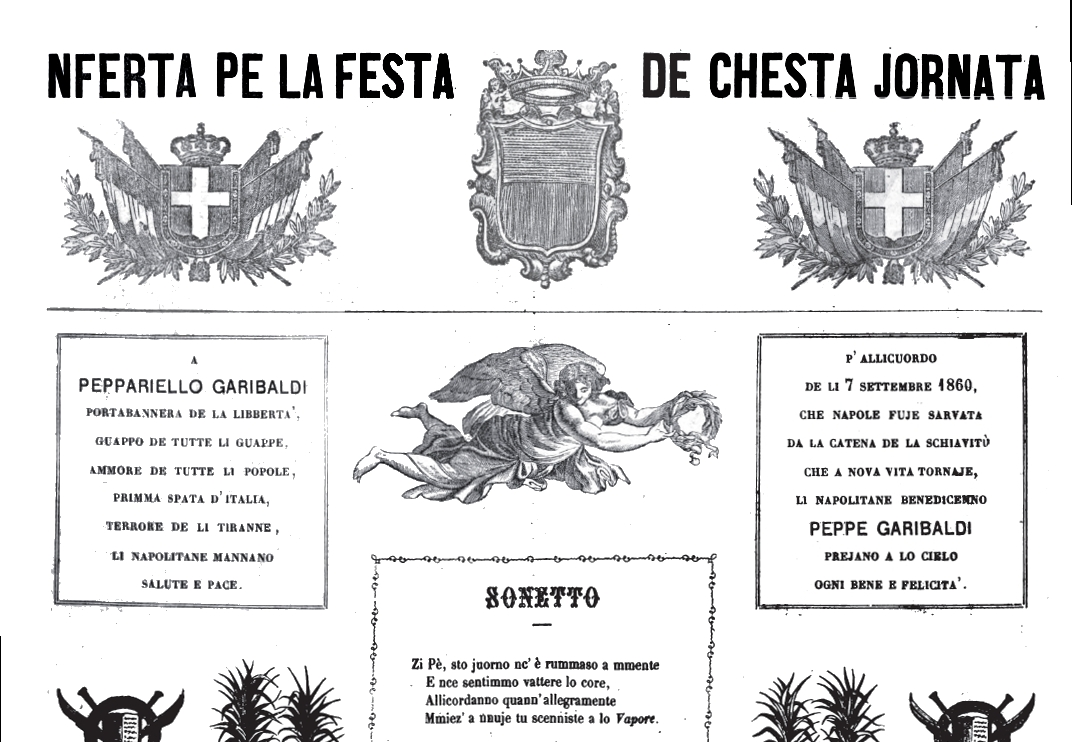
Manifesto in dialetto napoletano celebrante l'anniversario dell'ingresso di Garibaldi a Napoli

Garibaldi tentò i primi attacchi alla penisola senza successo: l'8 agosto Benedetto Musolino attraversò lo Stretto a capo di una spedizione di 250 uomini, ma l'assalto al forte di Altafiumara venne respinto e i garibaldini costretti a rifugiarsi sull'Aspromonte, mentre la Tükory fallì l'arrembaggio al Monarca che si trovava ancorato al porto di Castellammare di Stabia il 13 agosto 1860. A bordo dei due piroscafi, giunti dalla Sardegna, il Torino e il Franklin Garibaldi e i suoi uomini sbarcarono a Mèlito Porto Salvo (vedi: Sbarco a Melito), vicino a Reggio (Calabria), il 19 agosto 1860.
Aggirarono e sconfissero i borbonici, comandati dal generale Carlo Gallotti, nella battaglia di Piazza Duomo a Reggio Calabria il 21 agosto. I due generali borbonici Fileno Briganti e Nicola Melendez forti di quasi 4 000 uomini, senza l'appoggio di Giuseppe Ruiz de Ballesteros, si arresero a Garibaldi il 23 agosto 1860. Briganti venne ucciso dai suoi stessi soldati. Il 30 agosto ebbero la meglio sul generale Giuseppe Ghio. Il 2 settembre l'Esercito meridionale arrivò in Basilicata a Rotonda (la prima provincia continentale del regno a insorgere contro i Borboni), e cominciò una rapida marcia verso nord, che si concluse, il 7 settembre, con l'ingresso in Napoli.
La capitale era stata abbandonata dal re Francesco II il 5 settembre, mentre quasi tutta la sua flotta si era arresa. Garibaldi aveva scelto Caserta per dispiegare le sue forze; nel frattempo, in una sua breve assenza, il 19 settembre 1860 Turr inviò trecento uomini a Caiazzo; il dittatore, tornando, decise di rinforzare il presidio con altri 600 uomini, contro i 7 000 soldati borbonici che attaccarono il 21 settembre; non saranno sufficienti: le perdite ammonteranno fra morti, feriti e prigionieri a circa 250. Il generale Giosuè Ritucci prese il comando delle truppe borboniche. Utilizzerà circa 28 000 soldati nell'attacco sferrato il 1º ottobre. Il nizzardo nella battaglia utilizzò strategicamente la ferrovia: viaggiava in carrozza e quando il veicolo venne attaccato lui continuò a piedi per dare ordini alle truppe. Johann Lucas von Mechel, ora generale, che doveva appoggiare con le sue truppe quelle di Ritucci, venne fermato da Bixio, e si ritirarono, mentre le truppe di Giuseppe Ruiz de Ballesteros fermarono la loro avanzata. Garibaldi decise di richiamare circa 3 000 soldati stanziati a Caserta e divise gli uomini inviandone una metà a Sant'Angelo attaccando i borbonici alle spalle comandati da Carlo Afan de Rivera, respingendo l'assalto. La battaglia del Volturno vide perdite maggiori fra le file dei garibaldini: quasi 1 900 contro i 1 300, ma il giorno dopo vennero catturati poco più di 2 000 soldati borbonici, disorientati, non avendo ricevuto nuove istruzioni.
Dopo le votazioni per il plebiscito che si tennero il 21 ottobre, Garibaldi approfittò della vittoria di Enrico Cialdini sul generale borbonico Scotti Douglas per superare il Volturno il 25 ottobre; incontrò Vittorio Emanuele II il 26 ottobre 1860, lungo la strada che portava a Teano, e gli consegnò la sovranità sul Regno delle Due Sicilie. Garibaldi accompagnò poi il re a Napoli il 7 novembre e, il 9 novembre si ritirò nell'isola di Caprera, partendo con il piroscafo americano Washington, dopo aver ringraziato l'ammiraglio George Mundy.
Desideroso di presentare il progetto di istituzione di una guardia nazionale mobile, dove sarebbero confluiti i volontari dai 18 ai 35 anni, si recò nella capitale. Il 18 aprile 1861 giunto alla camera, nel suo discorso, affermò che il brigantaggio nel mezzogiorno era dovuto in parte allo scioglimento dell'esercito meridionale, avvenuto poco tempo prima, e ne chiedeva la ricostituzione. Inoltre Garibaldi ravvisava nel brigantaggio «una questione sociale, la quale non si poteva risolvere con il ferro e con il fuoco», individuandone i responsabili nel governo e nella borghesia. Secondo una testimonianza di Crispi, Garibaldi, amareggiato da questa guerra fratricida, quando gli riferirono che i briganti non accennavano ad arrendersi nonostante le misure drastiche del governo, avrebbe esclamato: «quanto eroismo miseramente sciupato! cotesti uomini, traviati dal delitto, sarebbero stati soldati valorosi all'appello della patria!»; ritornò quindi a Caprera.

### Guerra di secessione americana
Nella primavera del 1861, mentre le truppe unioniste collezionavano una serie di pesanti insuccessi nei confronti delle truppe confederate, il colonnello Candido Augusto Vecchi scrisse al giornalista statunitense Henry Theodore Tuckerman ipotizzando una partecipazione del generale alla guerra civile americana. Il 2 maggio era apparsa sul New York Daily Tribune una lettera scritta in argomento dal Nizzardo. Il console statunitense ad Anversa, James W. Quiggle, l'8 giugno scrisse a Garibaldi, offrendogli un posto di comando nell'esercito nordista. L'ambasciatore statunitense Henry Shelton Sanford volle accertarsi delle vere intenzioni del generale, che intanto aveva scritto su tale questione a Vittorio Emanuele.
Le richieste avanzate dal Nizzardo riguardavano un impegno deciso per l'emancipazione degli schiavi e l'essere nominato comandante in capo di tutto l'esercito: con queste premesse, la trattativa si arenò. Nell'autunno del 1862 Canisius, console americano a Vienna, riprese i contatti; tuttavia Garibaldi, ferito e reduce dall'Aspromonte, si trovava detenuto a Varignano e in caso di accettazione si sarebbe prospettato un delicato caso diplomatico. Seguirono passi da parte di William H. Seward, segretario di stato di Abraham Lincoln, per far decadere senza esito la proposta.

### Mancata liberazione di Roma

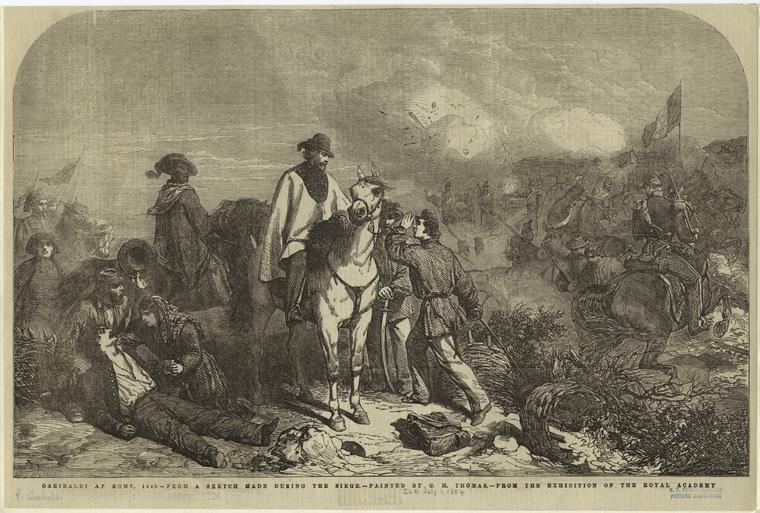
Garibaldi a Roma. Schizzo realizzato da George Housman Thomas durante l'assedio di Roma.

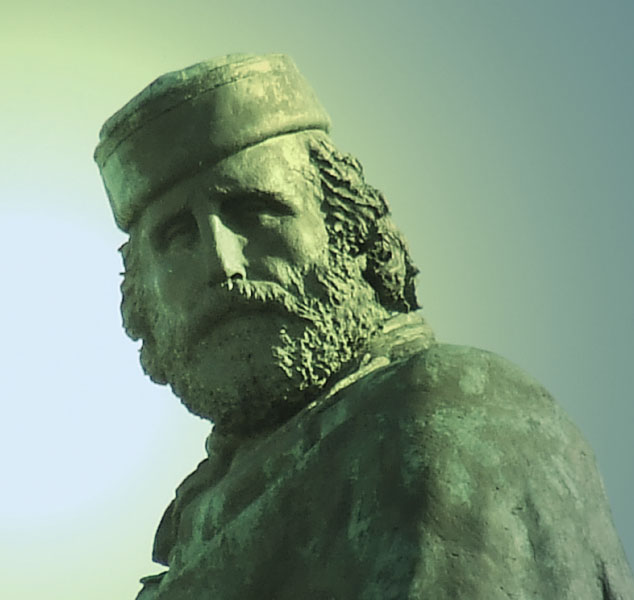
Monumento di Roma, piazzale del Gianicolo, dettaglio.

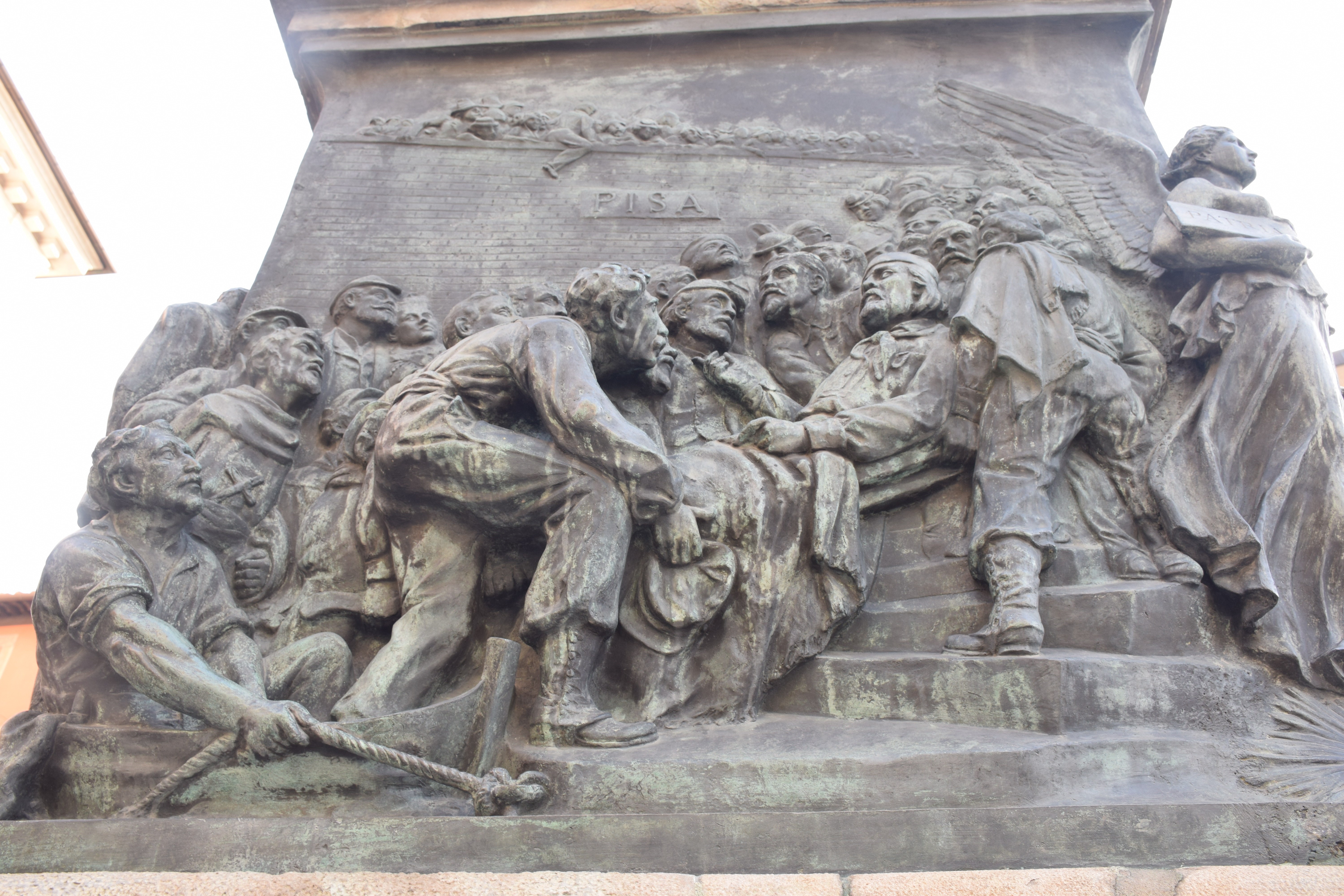
Pisa, Piazza Garibaldi, dettaglio dell'arrivo a Pisa dopo il ferimento sull'Aspromonte

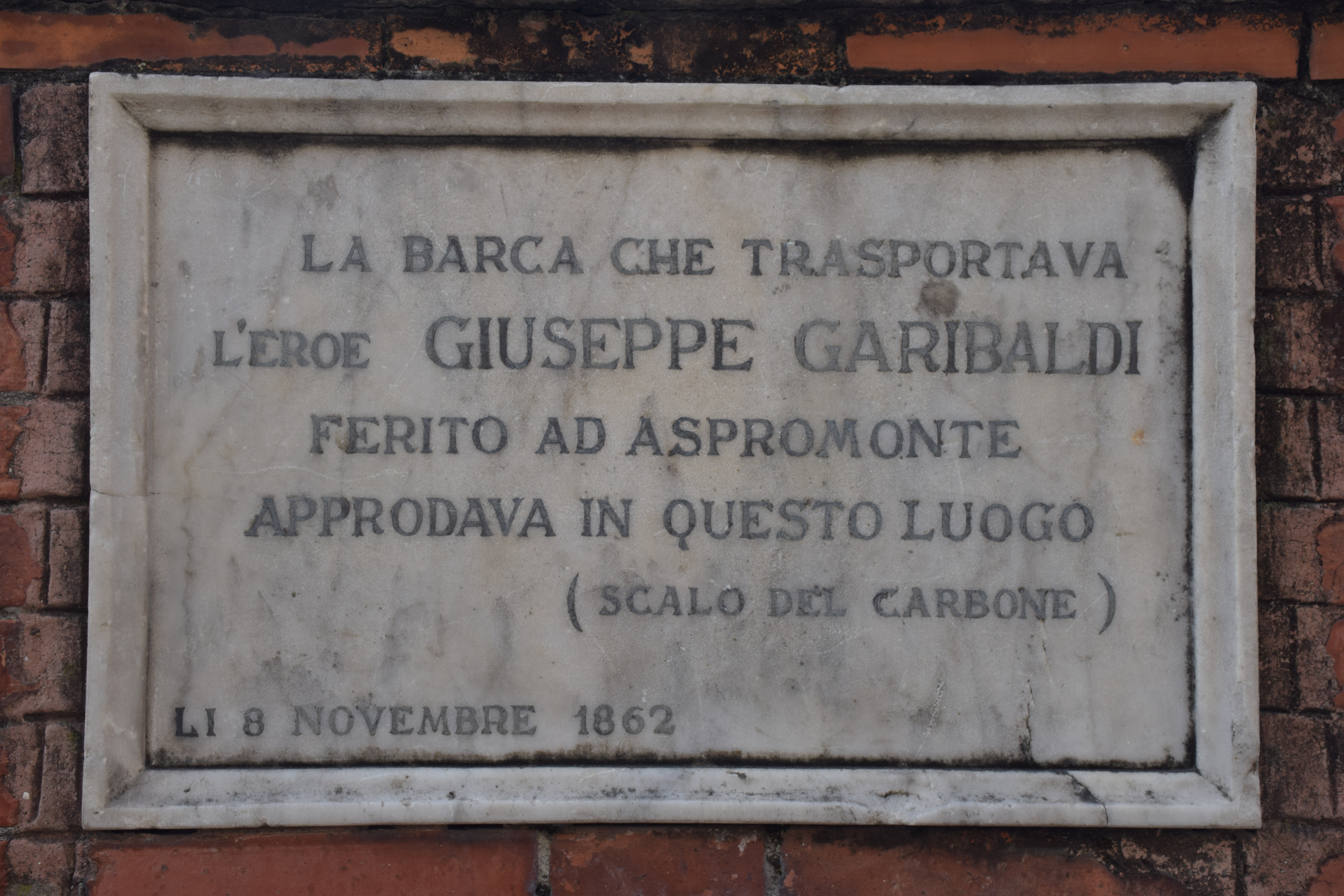
La lapide sul lungarno Pacinotti di Pisa

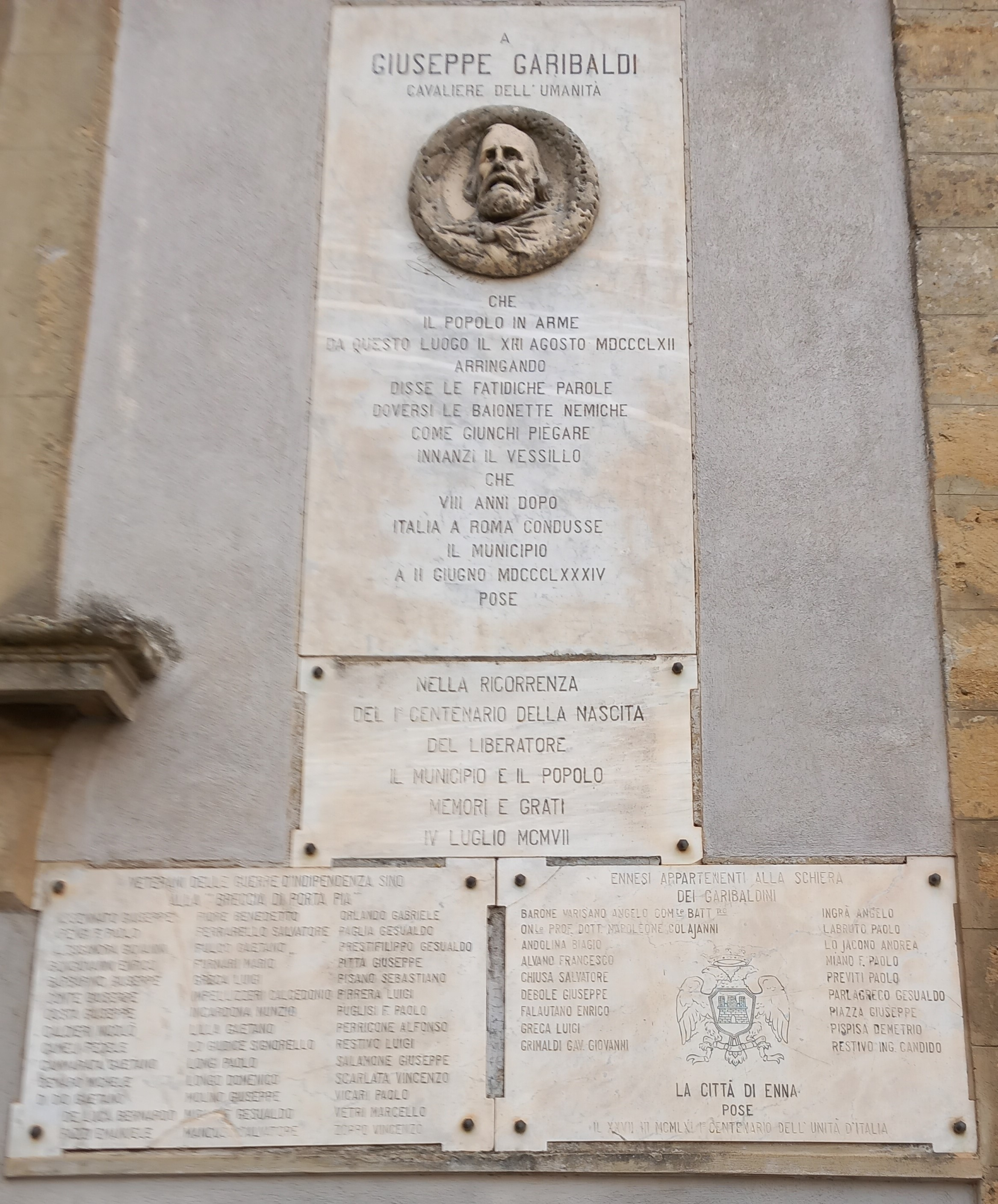
Testimonianza del passaggio ad Enna di Garibaldi

Per l'intera esistenza Garibaldi colse ogni occasione per liberare Roma dal potere temporale; grazie al successo passato, nel 1862, organizzò una nuova spedizione, senza considerare che Napoleone III, l'unico alleato del neonato Regno d'Italia, proteggeva Roma stessa. Il 27 giugno 1862 Garibaldi si era imbarcato sul Tortoli a Caprera per la Sicilia. Durante un incontro commemorativo della spedizione dei mille, si convinse a marciare verso Roma (vedi anche: Roma o morte) e trovò 3 000 uomini nei pressi di Palermo pronti a seguirlo. Il 13 agosto arringò il popolo ad Enna, e il 19 incontrò la popolazione di Catania a Misterbianco.
Prese due navi, la Dispaccio e la Generale Abbatucci, partendo di sera, costeggiando gli scogli, eluse le navi di Giovanni Battista Albini. Il 25 agosto 1862, alle 4 del mattino, sbarcava in Calabria, fra Melito di Porto Salvo e capo dell'Armi. Con duemila uomini, continuò la marcia, non seguendo la costa per via del fuoco di una nave; si inoltrarono quindi per il massiccio dell'Aspromonte. La sera del 28 agosto si contarono 1 500 uomini; il 29 agosto si scontrarono con le truppe di Emilio Pallavicini a cui il governo di Torino aveva affidato circa 3 500 uomini.
I bersaglieri aprirono il fuoco, ma Garibaldi ordinò di non rispondere: tuttavia alcuni dei suoi uomini gli disubbidirono, al che il nizzardo, per far cessare il fuoco, si alzò e venne ferito due volte: nella coscia sinistra e al collo del piede destro, nel malleolo. L'episodio della sua ferita sarà ricordato in una celebre ballata popolare su un ritmo di una marcia dei bersaglieri.
Dopo circa quindici minuti, quando Garibaldi cadde, il combattimento cessò: si contarono 7 morti e 14-24 feriti nell'esercito regio e 5 morti e 20 feriti fra i seguaci di Garibaldi.

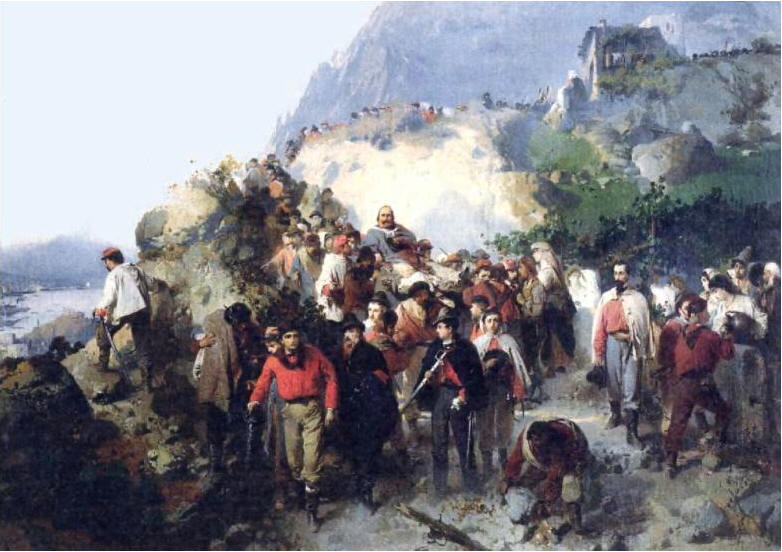
Garibaldi ferito nell'Aspromonte.

La cosiddetta giornata dell'Aspromonte fruttò al generale l'arresto. Venne imbarcato sulla pirofregata Duca di Genova, raggiungendo prima Scilla e poi il 2 settembre giunse a La Spezia venendo rinchiuso nel carcere militare del Varignano.. Fu curato dai medici Di Negro, Palasciano e Bertani, ma, in considerazione della sua notorietà, accorsero al suo capezzale Richard Partridge da Londra, Nikolaj Ivanovič Pirogov dalla Russia e Auguste Nélaton dalla Francia.
Vittorio Emanuele, per festeggiare il matrimonio nel 1862 della figlia Maria Pia con Luigi I re del Portogallo, amnistiò i rivoltosi il 5 ottobre dello stesso anno. Garibaldi il 22 fu trasportato alla Spezia all'Albergo "Città di Milano" e venne visitato da Auguste Nélaton, che gli applicò uno specillo di propria invenzione in porcellana, che aveva la proprietà di individuare il piombo. La cosa rese possibile al chirurgo fiorentino Ferdinando Zannetti di operarlo il 23 novembre per estrarre la palla di fucile. L'operazione avvenne a Pisa nell’Albergo delle Tre Donzelle, nell’appartamento al primo piano, in cui alloggiava con i familiari e il suo seguito. Il 20 dicembre dello stesso anno, partì di notte, via Canale dei Navicelli, per non suscitare troppo clamore, data la presenza di tanti suoi sostenitori. Venne trasportato sulla nave Sardegna per Caprera. In seguito partì per l'Inghilterra.
Che il tentativo del 1862 fosse velleitario, lo provarono i successivi eventi del 1867.
Nel 1864 Garibaldi diventa Gran Maestro del Grande Oriente d'Italia, principale ordine massonico italiano. 
Garibaldi conobbe nel 1866 Petko Kiryakov Kaloyanov, più noto come Capitano Petko Voyvoda, durante una sua visita in Italia. Diventarono ben presto amici e Petko fu ospite di Garibaldi per alcuni mesi. Garibaldi lo aiutò a organizzare il "Battaglione Garibaldi" nella rivolta di Creta del 1866-1869, costituito da 220 italiani e 67 bulgari, che eroicamente combatterono al comando di Petko Voyvoda nella coraggiosa difesa della causa ellenica.

### Terza guerra d'indipendenza

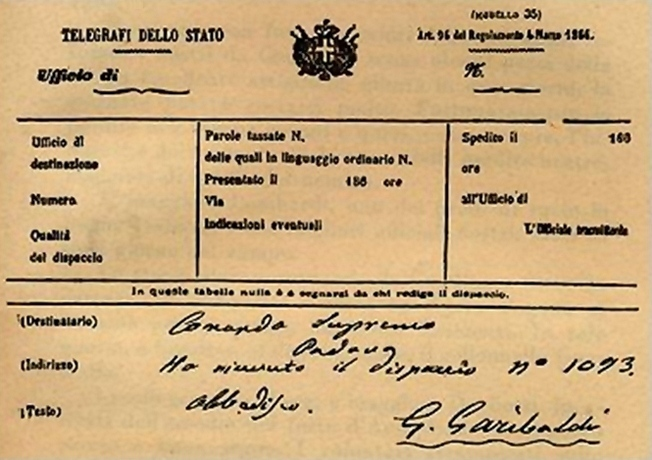
Il telegramma di Garibaldi.

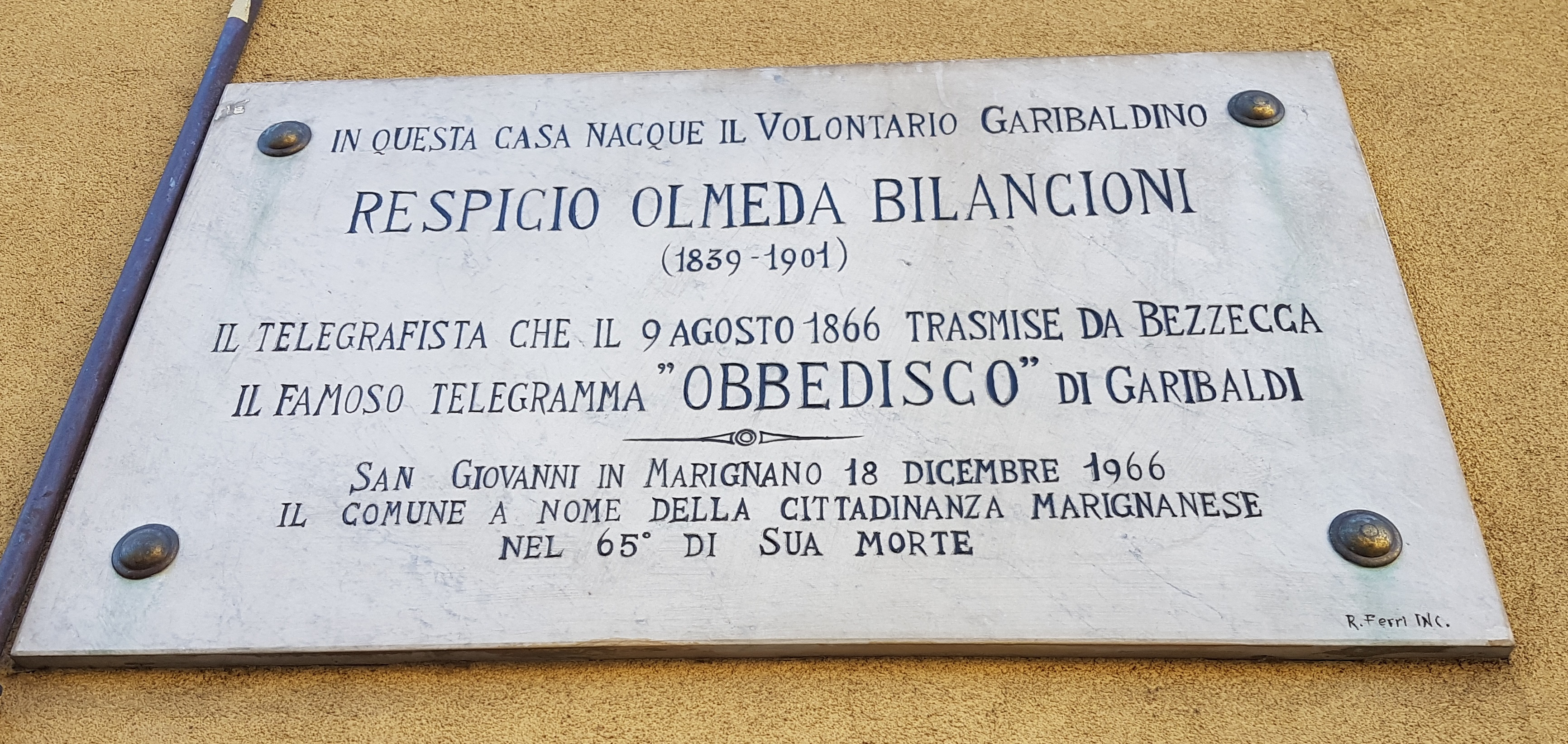
Lapide commemorativa del telegramma inviato da Garibaldi.

Il 6 maggio 1866 si formarono dei Corpi Volontari: Garibaldi doveva assumerne il comando, ma invece di 15 000 persone previste si presentarono in 30 000 persone. Sul Piemonte il 10 giugno Garibaldi partì raggiungendo i suoi uomini. Alla fine si contarono 38 000 uomini e 200 cavalieri, ma di questi utilizzerà inizialmente solo 10 000. Contro di lui il generale Kuhn von Kuhnenfeld con 17 000 uomini. Doveva agire in una zona di operazioni secondaria, le prealpi tra Brescia e il Trentino, a ovest del Lago di Garda, con l'importante obiettivo strategico di tagliare la via fra il Tirolo e la fortezza austriaca di Verona.
Ciò avrebbe lasciato agli Austriaci la sola via di Tarvisio per approvvigionare le proprie forze e fortezze fra Mantova e Udine. L'azione strategica principale era, invece, affidata ai due grandi eserciti di pianura, affidati a La Marmora e a Cialdini. Garibaldi operò inizialmente a copertura di Brescia, dopo piccole vittorie del 24 giugno e quella del Ponte Caffaro il 25 giugno 1866. Il 3 luglio avvenne la battaglia di Monte Suello, dove venne ferito, lasciando il comando a Clemente Corte.
Il 16 luglio respinse una manovra del generale nemico a Condino; il 21 luglio gli austriaci presero Bezzecca; Garibaldi, avendo notato che i suoi uomini stavano ritirandosi, diede nuove disposizioni riuscendo a respingere l'avanzata e a far ritirare il nemico. Si apriva la strada verso Riva del Garda e quindi l'imminente occupazione della città di Trento. Salvo essere fermato dalla firma dell'armistizio di Cormons. Il 3 agosto ricevette con telegramma di abbandonare il territorio occupato rispose telegraficamente: «Ho ricevuto il dispaccio nº 1073. Obbedisco». "Obbedisco" passò alla storia come un motto del Risorgimento italiano e simbolo della disciplina e dedizione di Garibaldi.
Il telegramma fu inviato dal garibaldino marignanese Respicio Olmeda in Bilancioni il 9 agosto 1866 da Bezzecca, evento ricordato su una lapide collocata sulla facciata della sua casa natale in via Roma n. 79 a San Giovanni in Marignano (RN). Il corpo dei volontari venne sciolto il 1º settembre; in seguito ci fu l'episodio di Verona.

### Seconda campagna per Roma
Nel 1867, approfittando della popolarità derivatagli dalla vittoria di Bezzecca, Garibaldi stava ritentando l'impresa di invadere Roma. Promosse una raccolta che chiamò «Obolo della Libertà» contrapponendolo all'«Obolo di San Pietro», e si interessò al centro insurrezionale romano, formando un Centro dell'emigrazione con sede a Firenze. Partecipò al Congresso internazionale della pace, il 9 settembre 1867 a Ginevra, dove venne eletto presidente onorario.
Preparò un attacco contando sulla rivolta interna della città; dopo una serie di rimandi, senza l'appoggio dello stato, il 23 settembre partì da Firenze, ma il giorno dopo il 24 settembre 1867 venne arrestato. Il presidente del consiglio Urbano Rattazzi agì in tempo facendo arrestare Garibaldi a Sinalunga, e portato nella Cittadella di Alessandria. 25 deputati protestarono per l'accaduto: essendo il nizzardo stato eletto nel Mezzogiorno, veniva a infrangersi l'immunità parlamentare e i soldati che dovevano sorvegliarlo ascoltavano i suoi proclami dalla finestra della prigione. Venne poi portato il 27 settembre prima a Genova e poi a Caprera, isola in quarantena per colera, dove era prigioniero, sorvegliato a vista e l'isola controllata dalla Regia Marina.
Organizzò una rocambolesca fuga utilizzando Luigi Gusmaroli come suo sosia. Mentre l'uomo sostituì Garibaldi, il nizzardo lasciò l'isola il 14 ottobre stendendosi su un vecchio beccaccino comprato anni prima e nascosto. Giunse all'isolotto di Giardinelli, e, dopo aver guadato, arrivò a La Maddalena alloggiando dalla signora Collins. Con Pietro Susini e Giuseppe Cuneo giunsero in Sardegna, dopo essersi riposati ripartirono il 16 ottobre e dopo aver viaggiato a cavallo per 15 ore, il 17 si imbarca raggiungendo in seguito Firenze il 20. Qui il 22 indirizzava al popolo il grido O Roma o morte. Partito da Terni raggiungendo Passo Corese il 23, contava fra i suoi uomini circa 8 000 volontari, in quella che venne riconosciuta come "Campagna dell'Agro Romano per la liberazione di Roma". Dopo un primo attacco a Monterotondo il 25 ottobre prese il 26 ottobre 1867 la piazzaforte pontificia bruciando la porta utilizzando un carro infuocato penetrandovi con i suoi uomini.
Giunse il 29 a Castel Giubileo e dopo a Casal de' Pazzi, il 30 sino all'alba del 31 rimase in vista di Roma ma non ci fu la rivolta che attendeva e ritirò le sue truppe. Garibaldi non sapeva del proclama del re che aveva sedato gli animi rivoltosi, malgrado il sacrificio dei fratelli Cairoli (Scontro di Villa Glori) e il sacrificio a Roma della Tavani Arquati e di Monti e Tognetti decapitati nel 1868.
Decise di recarsi a Tivoli: la partenza era prevista il 3 novembre alle 3 di notte ma venne posticipata alle 11, erano circa in 4 700 giunti a Mentana incontrano i 3 500 pontifici guidati da Hermann Kanzler, ma riuscirono a farli retrocedere; sopraggiunsero quindi i 3 000 francesi guidati da Charles De Failly, dotati del fucile Chassepot a retrocarica in quella che verrà chiamata la battaglia di Mentana. Di fronte al fuoco Garibaldi continuò l'attacco ma a una successiva carica annunciata venne fermato da Canzio, decise quindi il ritiro delle truppe.
Partì con un treno da Orte alla volta di Livorno, ma presso la stazione di Figline Valdarno venne nuovamente arrestato e rinchiuso a Varignano il 5 novembre, vi restò sino al 25 novembre, dopodiché tornò a Caprera. Come deputato si dimise nell'agosto del 1868.

### Campagne in Francia
Durante la guerra franco-prussiana del 1870-1871, Garibaldi offrì i suoi servigi alla neonata Terza Repubblica francese. Joseph-Philippe Bordone, con il battello Ville de Paris, raggiunse la Corsica e, per ingannare la sorveglianza della marina italiana, continuò il viaggio su una piccola barca. Indi prese a bordo Garibaldi, che sbarcò a Marsiglia il 7 ottobre 1870, recandosi poi nella capitale provvisoria francese, Tours. I primi ordini di Léon Gambetta furono quelli di occuparsi di qualche centinaio di volontari; il nizzardo rifiutò di eseguire l'ordine, ottenendo il comando delle truppe della cosiddetta «Armata dei Vosgi», i cui uomini furono inizialmente 4 500. Stabilì dunque il quartier generale a Dôle e poi l'11 novembre a Autun.
Nello stesso mese predispose una spedizione vittoriosa, compiuta da Ricciotti. Digione intanto era caduta in mani tedesche, comandate da Augusto Werder, e poi era stata abbandonata per l'avanzata delle truppe francesi. Sentenziò la pena di morte al colonnello Chenet perché abbandonò la sua postazione durante il combattimento, ma graziato dagli stessi francesi, la condanna non venne eseguita.

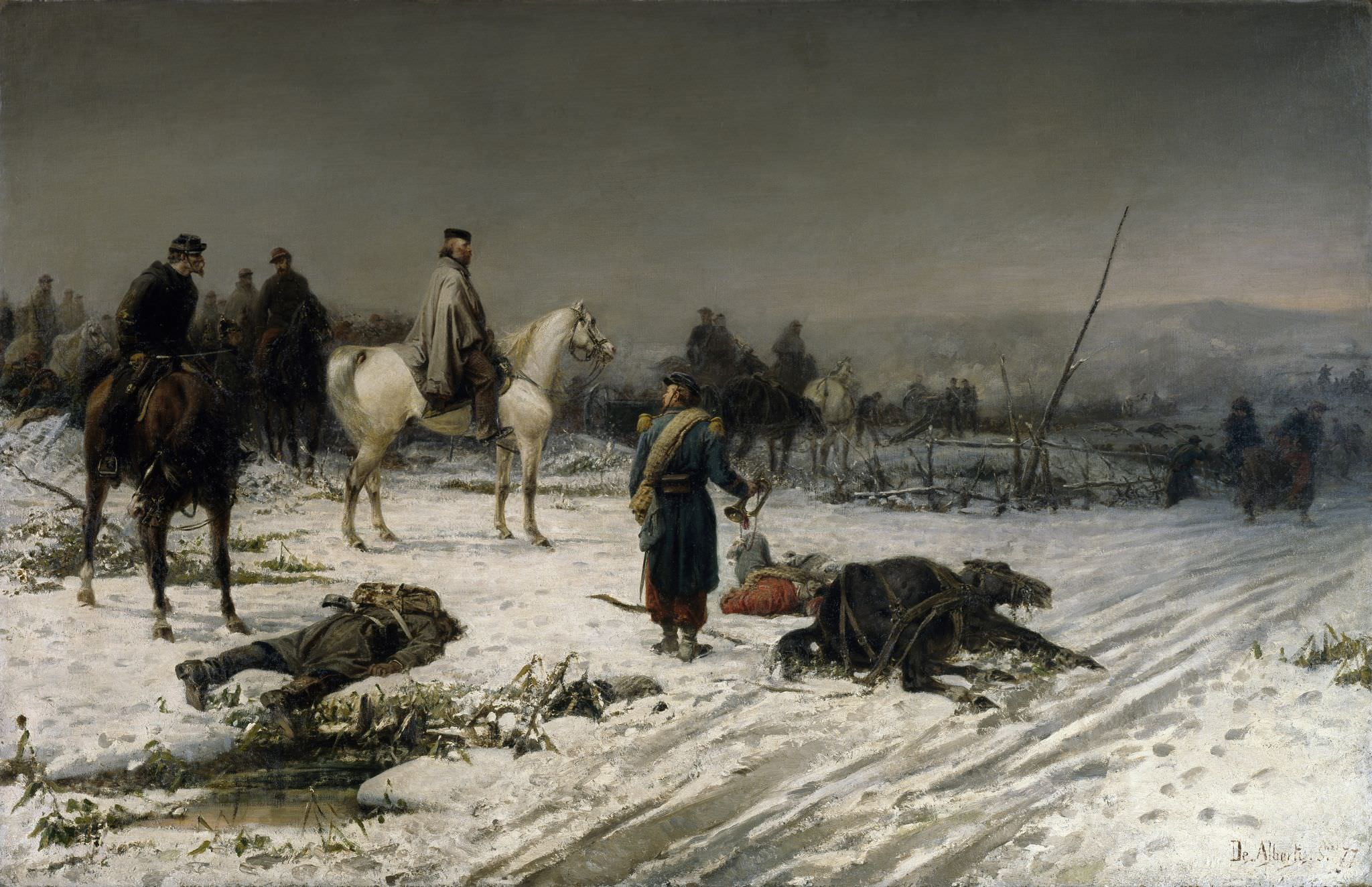
Garibaldi a Digione

Garibaldi occupò la città e la difese dall'attacco del 21 gennaio. Dopo tre giorni di combattimenti - in cui, per la prima ed unica volta in quella guerra, fu presa loro la bandiera - i prussiani si ritirarono. Fra i 4 000-6 000 uomini prussiani le perdite furono circa 700.
Il 29 gennaio venne stipulato un armistizio di alcune settimane, che non tenne conto della zona del sud-est e quindi dei soldati dell'Armata del Vosgi. Il 31 gennaio le truppe di Garibaldi vennero attaccate, il generale sottraendosi allo scontro diresse i suoi uomini in una zona compresa nell'armistizio. Quando terminò la guerra la sua armata fu l'unica che rimase sostanzialmente intatta, con minime perdite.
Nel febbraio 1871, dopo la proclamazione della Terza Repubblica francese, nelle elezioni politiche tenutesi l'8 febbraio, Garibaldi venne eletto deputato all'Assemblea nazionale francese, provvisoriamente insediatasi a Bordeaux, come secondo deputato di Algeri dopo Gambetta. La sua speranza era di far abrogare il trattato di Torino del 1860 con cui la Contea di Nizza era stata ceduta a Napoleone III. La richiesta di restituzione all'Italia sfociò nei Vespri nizzardi, avvenuti tra l'8 e il 10 febbraio, che vennero militarmente repressi, con cariche di cavalleria e numerosi arresti. Nella seduta dell'8 marzo il primo dei non eletti contestò la legittimità dell'elezione di Garibaldi.

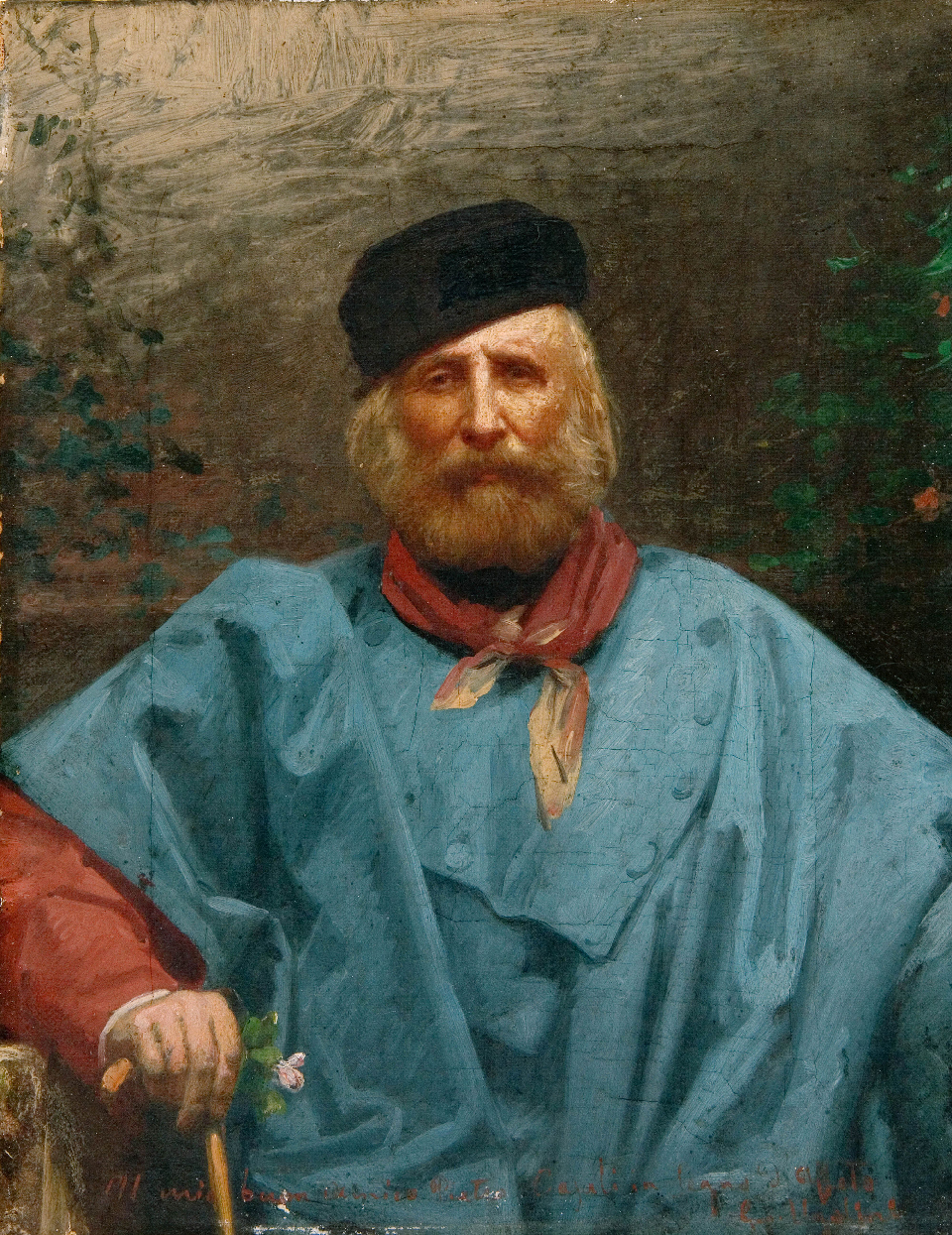
Giuseppe Ugolini - Giuseppe Garibaldi - Museo del Tricolore

Victor Hugo si alzò a parlare in sua difesa, affermando che soltanto Garibaldi era intervenuto in difesa della Francia, al contrario di nazioni o re, affermazione che suscitò aspre polemiche.
Fu impedito a Garibaldi di tenere il suo discorso all'Assemblea Nazionale e, per protesta, il giorno successivo si dimise. La sua dichiarazione di rinuncia all'incarico fu lungamente applaudita dall'opposizione e da parte della maggioranza. Alla folla di francesi che attendeva Garibaldi fuori dall'Assemblea, egli così si rivolse: «Io ho sempre saputo distinguere la Francia dei preti dalla Francia repubblicana, che sono venuto a difendere con la devozione di un figlio».

### Società protettrice degli animali
Durante la battaglia di San Antonio dell'8 febbraio 1846, sbucò dalle linee argentine, per raggiungere quelle della Legione Italiana, un cane chiamato poi Guerrillo (a volte citato nei testi come Guerillo o Guerello), finendo con una zampa spezzata da un colpo di fucile. Garibaldi lo soccorse e lo adottò, portandolo con sé anche nel viaggio di rientro in Italia del 1848. Divenne celebre nelle cronache dei tempi come il cane a tre zampe che seguiva Garibaldi e il suo attendente Andrea Aguyar, tenendosi costantemente all'ombra sotto l'uno o l'altro cavallo. Non è dato sapere come e quando sia morto. Scomparve dalle cronache dopo l'Assedio di Roma del 1849 e si ipotizza che sia perito in tale circostanza.
Garibaldi fu anche un difensore dei diritti degli animali. A seguito dell'acquisto da parte sua di metà dell'isola di Caprera, avvenuto nel 1856 e finalizzato a fare del luogo la propria residenza, Garibaldi – come scrive lo storico Denis Mack Smith – «più tardi si fece sempre più vegetariano; lo stretto contatto con la solitaria natura gli diede l'eccentrica credenza che gli animali e perfino le piante avessero un'anima cui non si doveva nuocere. Divenuto mezzo vegetariano, rinunciò quasi interamente anche a bere; ma ritenne il consueto gusto per i sigari».
Nel 1871 fu promossa da Garibaldi la prima società in Italia per la protezione degli animali: la Regia società torinese protettrice degli animali contro i maltrattamenti che gli animali subivano sia in campagna sia in città, specie da parte dei guardiani e dei conducenti. Affermava Garibaldi: «Proteggere gli animali contro la crudeltà degli uomini, dar loro da mangiare se hanno fame, da bere se hanno sete, correre in loro aiuto se estenuati da fatica o malattia, questa è la più bella virtù del forte verso il debole».

### Ultimi anni e morte a Caprera

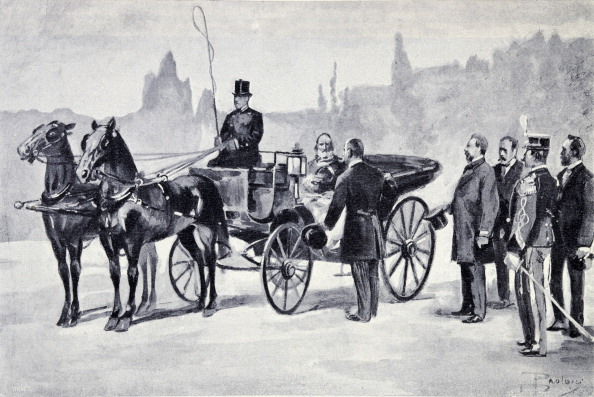
L'incontro tra Garibaldi e Umberto I

Garibaldi coniò per l'Associazione Internazionale dei Lavoratori il detto «l'Internazionale è il sole dell'avvenire»; prendendo posizione in favore della Comune di Parigi, fu eletto deputato alla nuova Assemblea Nazionale francese in diversi dipartimenti metropolitani: Savoia, Parigi, Basso Reno, Digione e Nizza. Accettò la nomina per poi dare le dimissioni.
Garibaldi propose un piano ideato da Alfredo Baccarini per risolvere il problema delle continue inondazioni del Tevere a Roma, che prevedeva lo scavo di un «porto-canale» a Fiumicino, collegando poi l'urbe direttamente al mare; tale progetto venne scartato per gli elevati costi (62 milioni di lire) che avrebbe comportato. Nel giugno del 1872 Benedetto Cairoli propose una legge sul suffragio universale, mentre Garibaldi il 1º agosto pubblicò un «Appello alla Democrazia». Intanto le sue condizioni di salute peggiorarono, soprattutto a causa dell'artrite deformante: dal 1873 ebbe bisogno delle stampelle e nel 1880 non poté praticamente più deambulare, dovendo quindi servirsi di una carrozzina.
Il 21 aprile 1879 convocò in congresso 92 personalità rappresentative della democrazia (ne intervennero in 62), in cui chiese l'abolizione del giuramento ed espresse il suo appoggio al suffragio universale. L'iniziativa ebbe seguito, il 26 aprile, con la formazione della Lega della Democrazia composta da 44 membri (dei quali 16 vennero nominati nella commissione esecutiva), che diede alle stampe un giornale omonimo. Il movimento avrà successo: alle elezioni di ottobre 1882 i votanti passarono da 620 000 a circa 2 000 000.

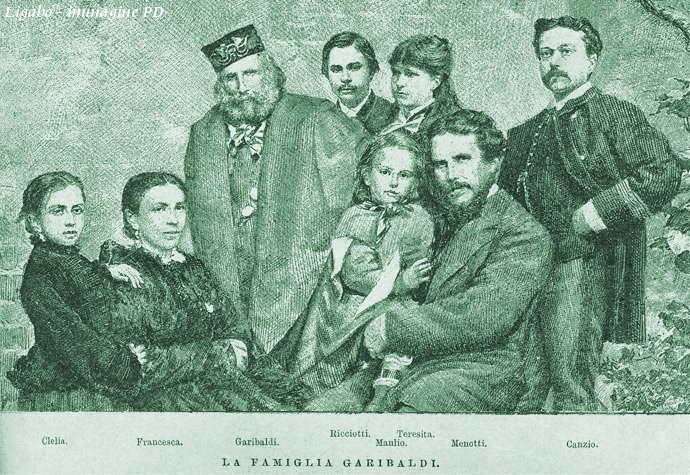
La famiglia Garibaldi nel 1878

Parallelamente si dedicà alla stesura di romanzi: nel 1870 uscirono Clelia, ambientato nel 1849 a Mentana, e Cantoni il volontario, dedicato ad Achille Cantoni, il volontario forlivese che gli salvò la vita nel corso della battaglia di Velletri del 1849. Nel 1874 fu pubblicato I Mille, la storia di una donna, Marzia, che si traveste da uomo per unirsi ai volontari. Rivisitò le Memorie nel 1871-1872, giungendo nella rievocazione alla campagna dei Vosgi: rispetto alla versione precedente del testo inasprì i toni contro Mazzini e la Chiesa. Redasse in seguito Manlio, un resoconto delle sue avventure in Sud America e del suo ritorno in Italia. I proventi dei libri diminuirono nel corso del tempo. Nella sua vita non si limitò a questi scritti, ma compose anche due inni militari, un poema autobiografico in endecasillabi, un carme alla morte e vari sonetti e rime, poi raccolti e pubblicati.
Il 2 dicembre 1874 Pasquale Stanislao Mancini propose al parlamento di concedere un vitalizio al condottiero; il 19 dicembre la Camera approvò la mozione (si contarono 307 si e 25 no), mentre il Senato fece altrettanto solo il 21 maggio 1875. La pensione era di 50 000 lire annue con l'aggiunta di una rendita. Garibaldi inizialmente rifiutò, per poi accettarla l'anno successivo.

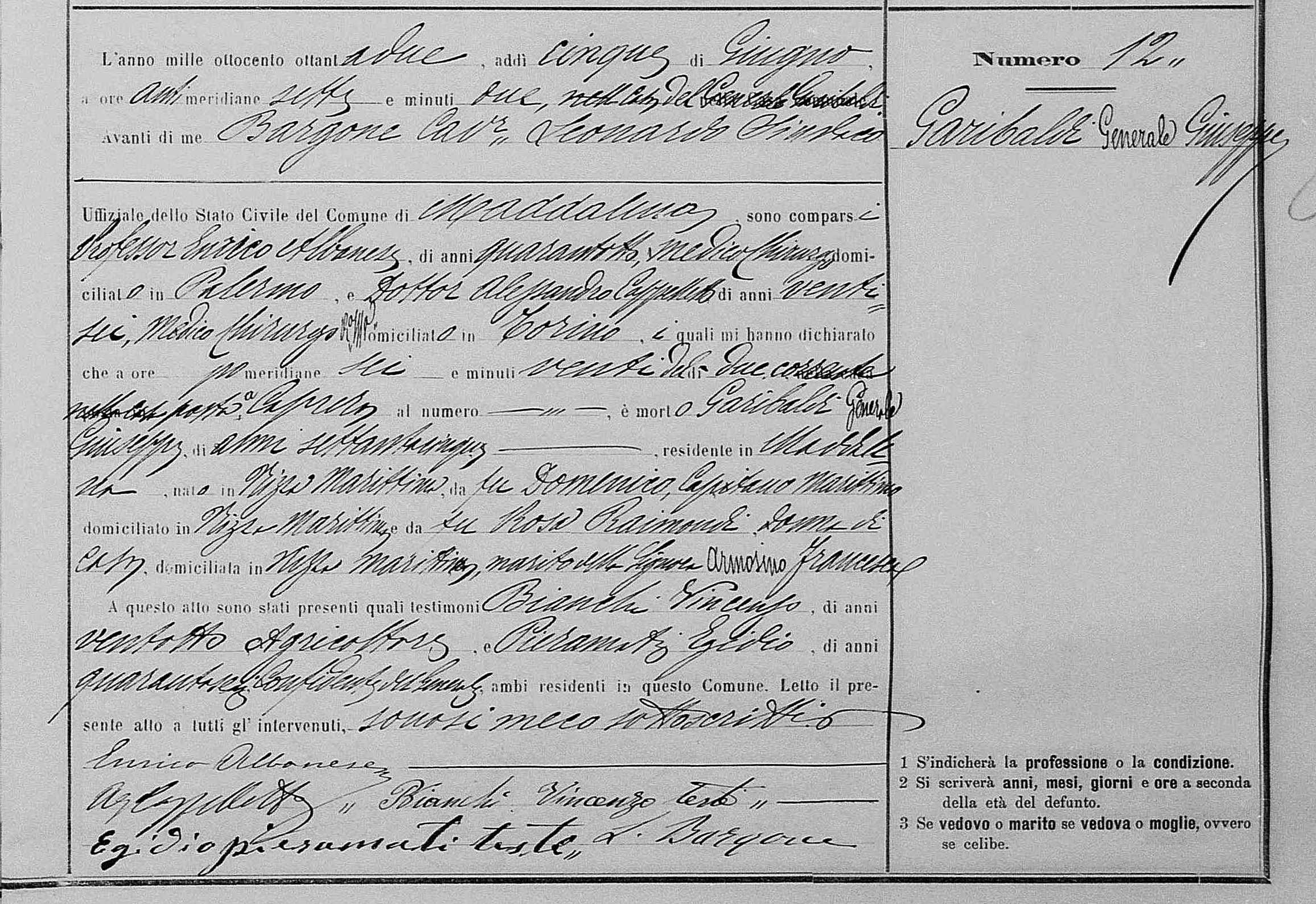
Atto di morte di Giuseppe Garibaldi

Il 26 gennaio 1880 sposò la piemontese Francesca Armosino, sua compagna da 14 anni e dalla quale ebbe tre figli. Nel 1882 fece il suo ultimo viaggio in occasione del sesto centenario dei Vespri: per tale ricorrenza partì il 18 gennaio, recandosi dapprima a Napoli fino al 24 marzo, per poi spostarsi a Palermo il 28 marzo; durante il tragitto nella città regnò il silenzio in segno di rispetto. Ritornerà a Caprera il 17 aprile. Poco dopo il ritorno la bronchite di cui già soffriva peggiorò; per tre giorni Garibaldi venne alimentato artificialmente e assistito dal dottor Alessandro Cappelletto, medico della nave da guerra Cariddi, ancorata nell'isola vicina di La Maddalena. Il condottiero morì il 2 giugno 1882 alle 18:22, all'età di quasi 75 anni, per una paralisi della faringe che gli impedì di respirare. Nel testamento, una copia del quale è esposta nella casa-museo sull'isola di Caprera, Garibaldi chiedeva espressamente la cremazione delle proprie spoglie; questo desiderio fu disatteso, poiché la salma venne imbalsamata e quindi deposta nel piccolo cimitero di famiglia del cosiddetto Compendio Garibaldino di Caprera, in un sepolcro chiuso da una massiccia pietra grezza di granito, recante la sola iscrizione Garibaldi.

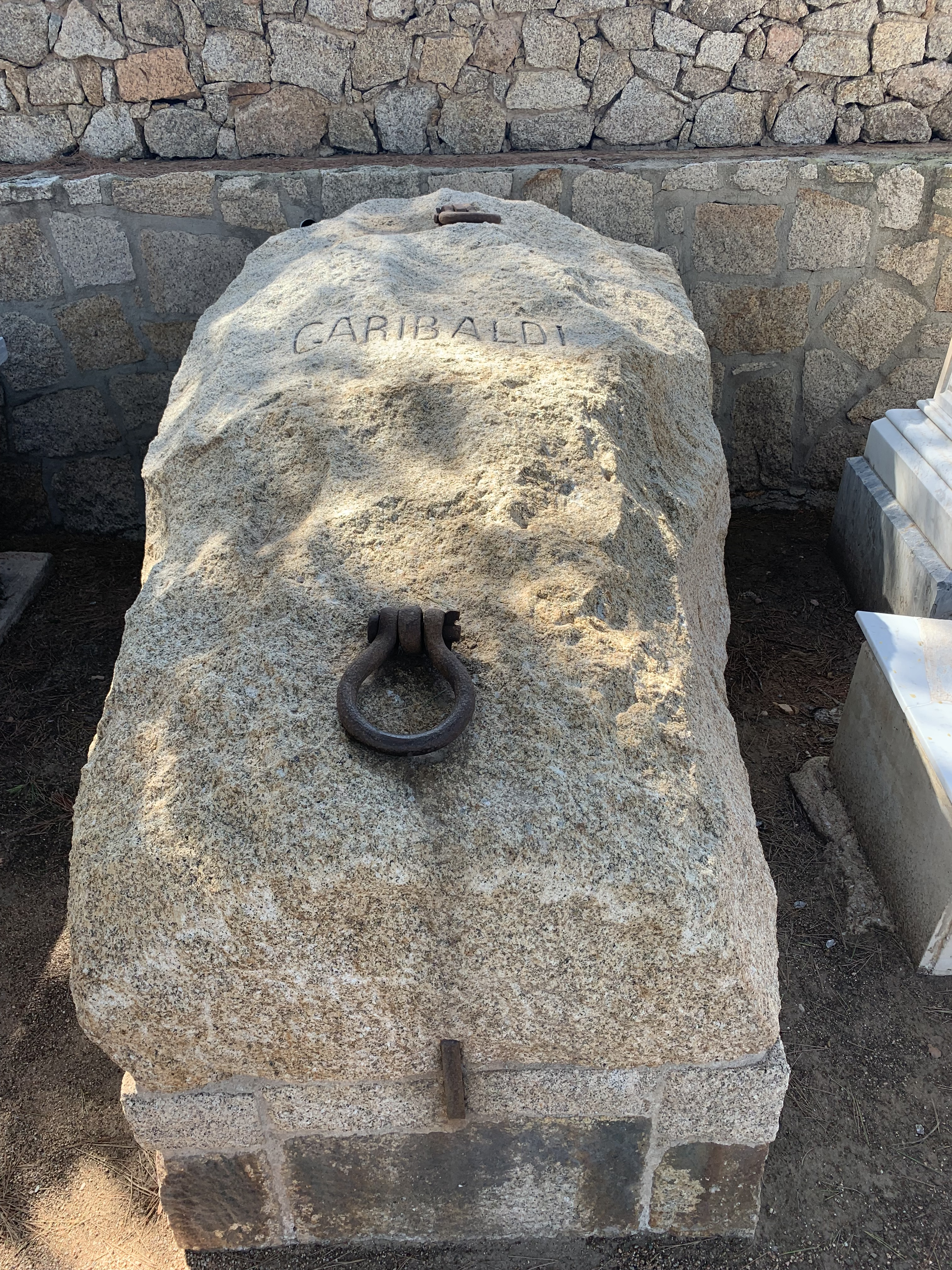
La tomba di Garibaldi, a Caprera

Le sue ultime parole, secondo quanto assicurato in seguito da Francesca Armosino, furono: «Muoio con il dolore di non vedere redente Trento e Trieste». Garibaldi, massone e anticlericale convinto, deista ma non ateo inserì nel proprio testamento anche alcuni passaggi tesi a sventare eventuali tentativi di attribuirgli una conversione alla religione cattolica negli ultimi attimi della vita: 
La concezione religiosa di Garibaldi non è mai stata chiara ed omogenea, e la storiografia tende ad escluderlo dalle tradizionali ortodossie religiose. Nemico del clero e della Chiesa, Garibaldi non è tuttavia mai stato miscredente, ma sempre profondamente religioso. Più volte il generale si dichiarò cristiano, pur rimanendo un nemico giurato della Chiesa e del Papa, mentre alla fine della sua vita si avvicinò come già detto al deismo massonico. In generale, comunque, la sua non chiara dimensione religiosa viene comunemente intesa come una personale sintesi de "l’ateismo, lo spiritismo, il deismo, un vago cristianesimo liberale".

## Cronologia
- 1807: nasce a Nizza;

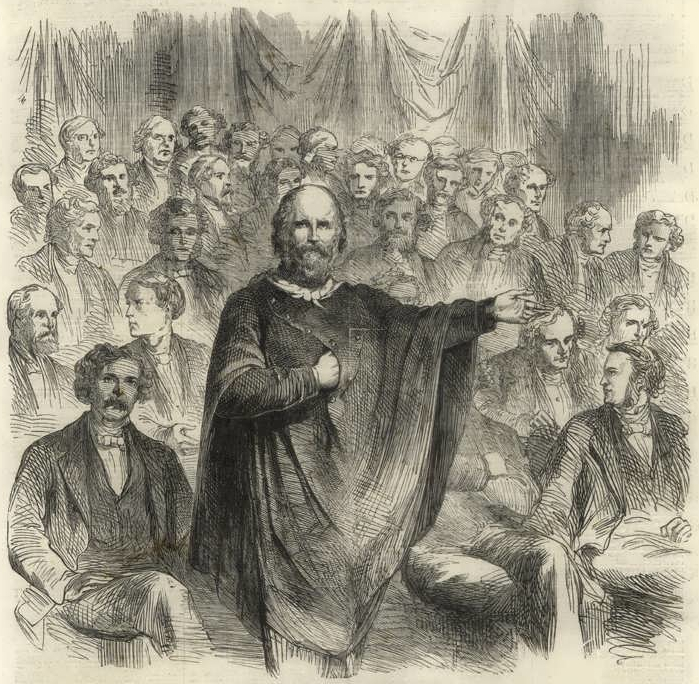
Torino, 18 aprile 1861. Prima seduta del neocostituito Parlamento Nazionale in cui Garibaldi pronuncia un discorso contro il governo di Cavour

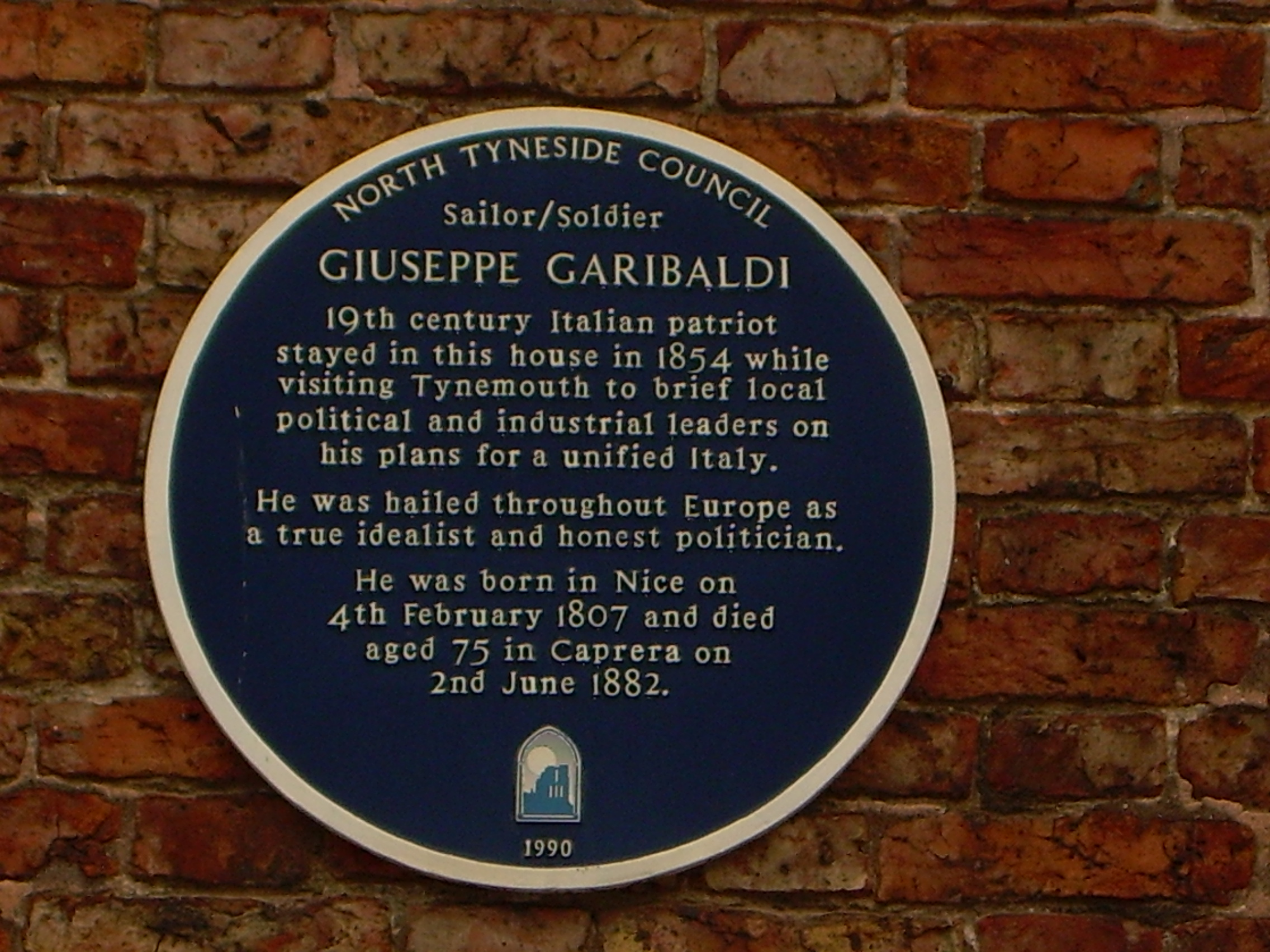
Targa commemorativa del viaggio in Inghilterra

Lapide dedicata a Garibaldi, situata a Catania

- 1821: è iscritto nei registri dei marinai;
- 1824: primo viaggio in mare verso il Mediterraneo orientale;
- 1833: a Taganrog entra in contatto con i mazziniani;
- 1834: partecipa ai moti di Genova;
- 1835: parte esule da Marsiglia verso il Sud America;
- 1839: combatte con il Rio Grande do Sul contro il Brasile centralista;
- 1839: incontra Anita, che sposerà nel 1842 e dalla quale avrà 4 figli (Menotti nel 1840, Rosita nel 1843, Teresita nel 1845 e Ricciotti nel 1847);
- 1843: combatte con i "Colorados" uruguaiani alleati con gli Unitari argentini contro i "Blancos" dell'ex presidente uruguaiano Oribe, alleati con i federalisti argentini di Rosas;
- 1849: combatte per la difesa della Repubblica Romana. Il 4 agosto, presso Ravenna, muore la moglie Anita;
- 1852: si reca da Lima (Perù) a Canton (colonia del Portogallo sulla costa cinese) per commerciare guano;
- 1859: partecipa alla Seconda guerra d'Indipendenza come generale dell'esercito piemontese, al comando dei Cacciatori delle Alpi;
- 1860: spedizione dei Mille;
- 1862: nell'intento di liberare Roma, parte dalla Sicilia con 2 000 volontari, ma è fermato sull'Aspromonte;
- 1864: si reca a Londra, dove è accolto trionfalmente e incontra Henry John Temple, III visconte Palmerston e Giuseppe Mazzini;
- 1866:
  - Partecipa alla terza guerra d'Indipendenza. Comanda un corpo di volontari che combatte in Trentino. Sconfigge gli austriaci a Bezzecca;
  - Viene eletto alle elezioni politiche nel collegio di Lendinara-Occhiobello, anche se poi optò per il suo vecchio collegio di Andria, e al suo posto venne eletto Giovanni Acerbi;
- 1867:
  - A settembre partecipa a Ginevra al Congresso per la pace;
  - A ottobre si mette a capo dei volontari che hanno invaso il Lazio, ma viene fermato il 3 novembre a Mentana;
- 1870-71: partecipa alla guerra franco-prussiana a fianco dei francesi;
- 1874: viene eletto deputato del Regno;
- 1879: fonda a Roma la Lega della Democrazia;
- 1882: muore a Caprera il 2 giugno.

## Personalità

### Il pensiero politico
Garibaldi non può definirsi propriamente un politico professante una precisa ideologia; in un'epoca in cui fiorivano molti ideali politici egli non aderì apertamente a nessuno di essi. Garibaldi attaccò il clericalismo, il conservatorismo, l'assolutismo e qualsiasi ordinamento sociale che fosse basato sull'ingiustizia e la violenza. Del 1865 sono le sue parole:" Ma avete mai inteso che io appartenga a qualche partito? Io ho sempre inteso di appartenere alla nazione italiana" e nel 1867, in un congresso a Ginevra, chiariva: "Noi non vogliamo abbattere le monarchie per fondare repubbliche, ma vogliamo distruggere l'assolutismo per fondare sulle sue rovine la libertà e il diritto". Egli proclamò una protesta ideale sociale che tuttavia non gli fu riconosciuta dal filosofo anarchico Pierre-Joseph Proudhon che lo accusava di aver intrapreso, assieme a Mazzini, un'unificazione italiana sotto il segno della monarchia sabauda e quindi un'opera di centralizzazione dello Stato a scapito del federalismo rispettoso delle libertà locali delle diverse popolazioni italiane.
I maggiori protagonisti della storia risorgimentale italiana non lo riconobbero come un sostenitore dei loro programmi politici. Per Mazzini, Garibaldi, dopo l'impresa dei Mille, con la cessione delle sue conquiste al re era da considerarsi come un traditore e a sua volta Garibaldi nel suo Memoriale giudica duramente Mazzini:
Peggiori il giudizio e il sentimento del re Vittorio Emanuele II nei confronti di chi gli aveva donato tanta parte d'Italia:
Secondo lo storico Alfonso Scirocco Garibaldi è «un idealista senza ideologie» e « [...] un cittadino del mondo. ... sposò i grandi ideali di libertà di tutti i popoli, tanto che nel 1867 partecipò al Congresso della pace a Ginevra e inviò messaggi di solidarietà a tutti i paesi che combattevano per la libertà.»
Scirocco arriva ad accostare alla sua figura quella di Che Guevara anch'esso «ricordato non come patriota che si è battuto per il suo popolo, ma come simbolo di libertà per tutti gli uomini della Terra».

#### Garibaldi e Cavour

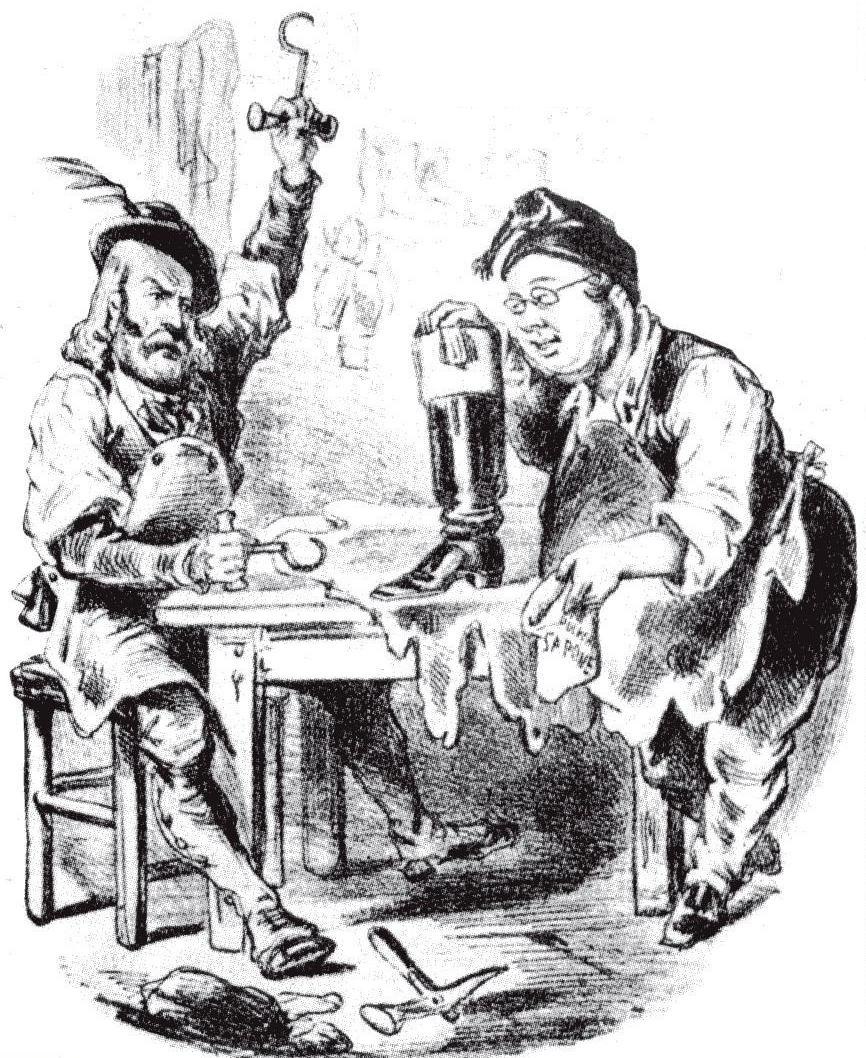
Garibaldi e Cavour intenti a costruire lo stivale (l'Italia) in una vignetta satirica del 1861

Garibaldi non ebbe mai rapporti sereni con Cavour. Da un lato, semplicemente non aveva fiducia nel pragmatismo e nella realpolitik di Cavour, ma provava anche risentimento personale per aver ceduto la sua città natale di Nizza alla Francia, nel 1860. Garibaldi confidò al suo medico curante Enrico Albanese: 
Certo, scrivendo all'ambasciatore sardo in Francia, Cavour prometteva all'imperatore che avrebbe fermato Garibaldi. Ma, in realtà, non ostacolò seriamente la partenza da Quarto della spedizione dei Mille. Permise a diversi ufficiali dell'Esercito sabaudo di raggiungere Garibaldi in Sicilia. Infine, inviò le truppe che permisero la definitiva sconfitta di Francesco II.

#### LaLega della democrazia
Con la fondazione a Roma nel 1879 della Lega della democrazia e dell'omonimo giornale Garibaldi sembrò voler seriamente realizzare un concreto programma politico che si proponesse di conseguire il suffragio universale maschile, l'abolizione del giuramento di fedeltà dei deputati alla monarchia, la laicizzazione dello Stato, la confisca e la distribuzione dei beni ecclesiastici, un programma di lavori pubblici che prevedesse anche la bonifica dell'agro romano (in accordo con il particolare interesse che Garibaldi aveva per il mondo contadino).
Ancora una volta però «per lo scarso intuito politico di Garibaldi» la lega non riuscì a costituirsi come un vero partito politico. Analoga l'interpretazione di Giovanni Spadolini: «la presenza dell'eroe [...] non aveva giovato allo sviluppo politico della "Lega della democrazia" e le sue contraddizioni, i suoi sbandamenti, le diverse influenze che su di lui si intrecciarono, finivano per confondere i seguaci e paralizzarne l'azione».
Secondo altri autori in effetti, la Lega non si trasformò in un partito politico strutturato per le divisioni presenti all'interno dello stesso mondo repubblicano e democratico.
La presenza di Garibaldi dunque, sembrava essere importante sia per gli aderenti alla lega che per l'opinione pubblica democratica per i quali il generale era un mito che avrebbe dovuto unificare ogni divergenza. Inoltre la stampa, e non solo quella democratica, dava ampio spazio alle iniziative di Garibaldi. Ma in realtà non esisteva un preciso «pensiero garibaldino», né Garibaldi aveva la capacità di organizzare materialmente un partito, per cui, nonostante la sua carismatica presenza, non si produssero, per il contrasto tra mito e politica, quegli effetti politici che rendessero efficace la sua funzione unificante. Al di là della presenza di Garibaldi, l'associazione inoltre era troppo diversificata nei suoi componenti, divisi tanto ideologicamente che, alla fine, ogni iniziativa politica sfumava nelle sue conclusioni concrete.

### Garibaldi e l'unificazione italiana
La figura di Garibaldi è assolutamente centrale nel quadro del Risorgimento italiano, ed è stata oggetto di numerose analisi storiografiche, politiche e critiche. La popolarità di Garibaldi, la sua capacità di sollevare le folle e le sue vittorie militari diedero non solo un contributo determinante all'unificazione dello Stato italiano, ma anche lo premiarono con una popolarità enorme tra i contemporanei – solo a titolo di esempio si possono citare le trionfali elezioni (nel 1860, poi nel 1861 al Parlamento subalpino e poi italiano) ovvero il trionfo che gli venne tributato a Londra nel 1864 – e presso i posteri.
Numerose furono, anche, le sconfitte. Fra le quali particolarmente brucianti furono quelle dell'Aspromonte e di Mentana in quanto lo opposero a una parte rilevante dell'opinione pubblica italiana, che, in tutti gli altri episodi della sua vita, lo aveva grandemente amato.
Epigrafe di Mario Rapisardi»

### Appartenenza massonica

Giuseppe Garibaldi con le insegne di Sovrano grande ispettore generale, 33º ed ultimo grado del Rito Scozzese Antico ed Accettato

La carriera di Garibaldi nella massoneria cominciò con la sua iniziazione nel 1844 nella Loggia "Asil de la Vertud" a Montevideo, afferente al Rito antico e primitivo di Memphis e Misraim, fondato da Cagliostro. Nel dicembre 1861, durante la prima assemblea costituente del Grande Oriente italiano di Torino, ricevette il titolo onorifico di "Primo massone d'Italia" e l'11 marzo 1862 il Grande Oriente di Palermo gli conferì tutti i gradi del Rito scozzese antico ed accettato dal 4º al 33º (a condurre il rito furono sei massoni, tra cui Francesco Crispi) e fu nominato Presidente del Supremo Consiglio, culminò poi con la suprema carica di Gran maestro del Grande Oriente d'Italia sedente in Torino e con la carica di Gran Hyerophante del Rito di Memphis e Misraim nel 1881. Tra i più famosi garibaldini, molti erano i massoni, come Nino Bixio, Giacomo Medici, Stefano Turr. Durante il soggiorno a Ischia nel 1864, dove si teneva un consiglio di guerra, Garibaldi dette le dimissioni da Gran Maestro dell'ordine per troppi problemi di salute.

### Interesse anglosassone per Garibaldi

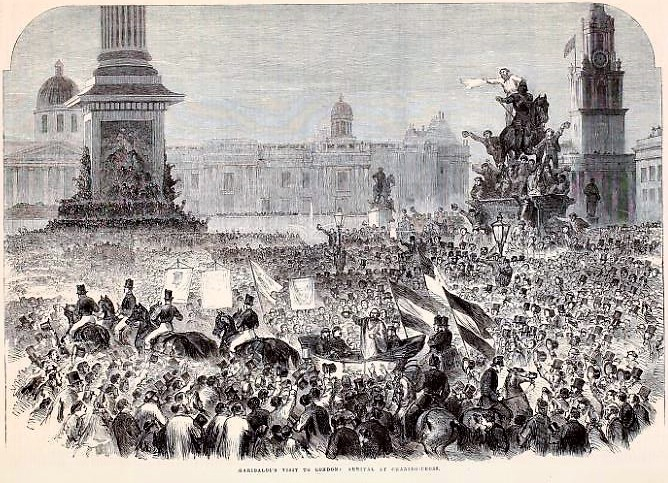
Garibaldi accolto a Charing Cross, Londra (1864)

Già dal 1849, quando combatteva in difesa della Repubblica Romana, la figura di Garibaldi era molto famosa in Inghilterra, certamente più che in altri paesi europei e tali sentimenti di affetto e apprezzamento per l’Eroe dei due mondi sono confermati nel 1864 dalla straordinaria accoglienza che Garibaldi ricevette all’epoca della sua visita in Inghilterra, superiore a qualsiasi altro evento inglese ottocentesco, tranne, forse la processione per il giubileo della regina.
Secondo lo storico britannico Trevelyan nell’Inghilterra del XIX secolo l’ammirazione per Garibaldi era originata dalle simpatie britanniche per la causa dell’indipendenza italiana, ma anche da alcune caratteristiche della personalità dell’Eroe dei due mondi, recepite particolarmente dagli anglosassoni, che vedevano in Lui il “rover”, l’errante di grandi spazi per terra e per mare, il combattente contro le avversità, il difensore degli oppressi, il patriota, l’uomo umano e generoso, tutte queste caratteristiche riunite in un solo uomo.
Il Trevelyan affermava nel 1907 che l’Inghilterra era il paese europeo dove la passione per la causa della libertà e unità italiana era più forte e disinteressata e dove sarebbe stata sempre collegata a nomi come Byron e Shelley, di Palmerston e Gladstone, Browning e Swinburne.

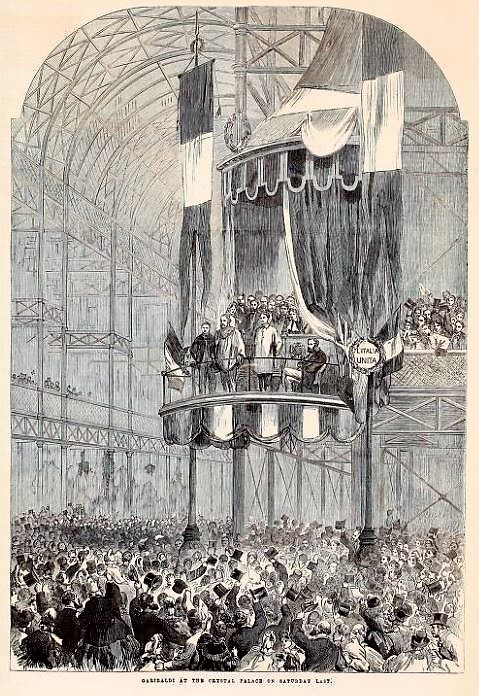
Garibaldi al Crystal Palace di Londra (1864)

L’interesse per Garibaldi era presente negli ambienti culturali anglosassoni già nel 1849, quando Hugh Forbes era al fianco di Garibaldi nella difesa della Repubblica Romana, lo stesso Forbes seguirà Garibaldi anche nella campagna del 1860-61, risalendo dalla Sicilia verso Napoli assieme ad altri ufficiali britannici: Percy Wyndham, John Dunne a capo di un battaglione di siciliani che lo chiamavano “Milordo”, Peter Cunningham, John Whitehead Peard, il “sosia” di Garibaldi con busto al Gianicolo e svariate decine di altri volontari, che saranno poi raggiunti dalla Legione Britannica, corpo di circa 600 volontari partito con il maggiore Styles dal porto di Harwich per sbarcare a Napoli il 15 ottobre, prendendo parte in pratica ad un solo combattimento a Sant’Angelo alle mura di Capua, perché l’arrivo dell’esercito di Vittorio Emanuele II porrà fine alla impresa garibaldina.
Secondo The Illustrated London News del 20 ottobre 1860, il numero complessivo di volontari britannici partiti per raggiungere Garibaldi avrebbe raggiunto e superato il migliaio.
L’interesse degli inglesi per la causa italiana era favorito anche dalla presenza sul suolo britannico di esuli italiani, che assieme a Mazzini facevano conoscere agli anglosassoni i problemi dell’unità italiana, anche tramite associazioni come la “People’s International League” fondata nel 1847, sostituita dopo il 1856 dalla “Emancipation of Italy Fund Committee” con Aurelio Saffi, Jessie White e Felice Orsini che effettuavano tour di conferenze per il pubblico anglosassone interessato.

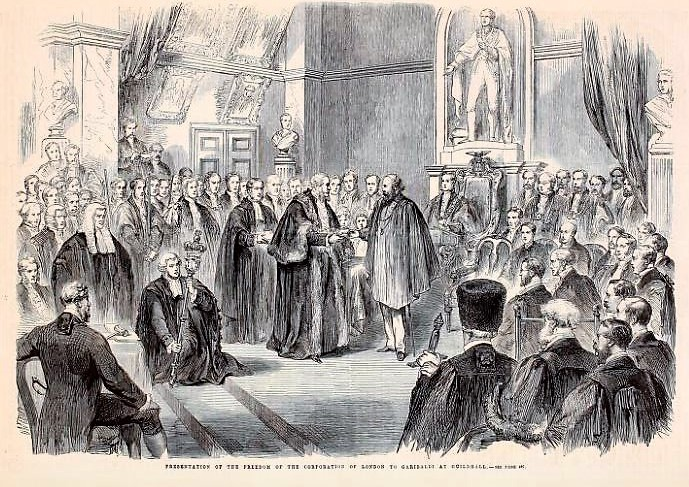
Garibaldi alla Guildhall di Londra (1864)

Altre associazioni britanniche filo-italiane anche di raccolta fondi erano la "Italian refugee fund” del 1849, la “Society of the Friends of Italy” sostenuta anche da Caroline Ashurst Stansfeld, il “Garibaldi Fund” del 1859, che nel 1860 con le sue sezioni locali raccoglieva finanziamenti per la causa dell’unità italiana a Glasgow, Edimburgo, Londra, Aberdeen, Liverpool, Sheffield, Birmingham, Bilston, Darlaston, Dudley, Leeds, Newcastle, Rochdale, Bristol, Lisburn, Manchester.
Nel 1860 venne fondato il Garibaldi Special Fund per finanziare l'invio in Italia della Legione Britannica o Garibaldi Excursionists per evitare problemi diplomatici, seguita dopo il 1860 dalla Garibaldi Italian Unity Committee, per il completamento dell’unità italiana con gli altri territori ancora da annettere.
Anche se è trascorso molto tempo dalle affermazioni dello storico Trevelyan, possiamo senz’altro affermare che l’interesse per Garibaldi, le sue imprese e la sua personalità è ancora ben presente nell’ambiente culturale anglosassone, oltre che in tanti altri paesi.

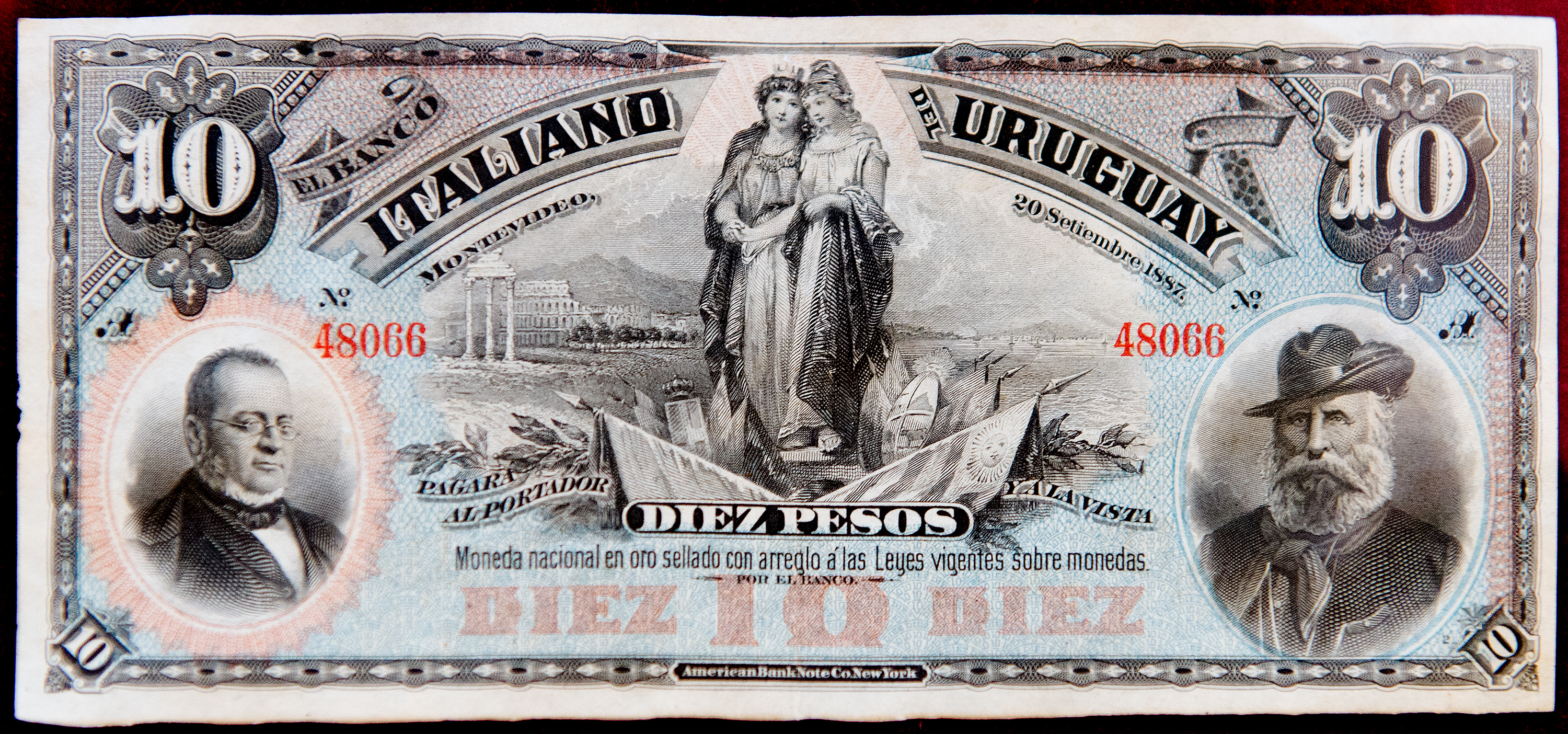
Banconota uruguyana del 1887 raffigurante Cavour e Garibaldi

### Garibaldi e il sosia inglese Peard
Anche se è poco noto, al Gianicolo di Roma tra i busti dei patrioti sul Gianicolo è presente un busto dedicato a John Whitehead Peard, intitolato “Il garibaldino inglese”, mentre nel Dizionario Biografico Inglese è citato come “L’inglese di Garibaldi”. Peard era un capitano dei ranger della Cornovaglia che, colpito dalla personalità di Garibaldi, decise di seguirlo durante alcune sue campagne militari in Italia.
Sbarcato in Sicilia con la spedizione Medici, durante la spedizione dei Mille Peard veniva spesso scambiato e acclamato dalle folle come Garibaldi. Peard, d'accordo con gli altri ufficiali garibaldini, decise di sfruttare questo fatto per inviare false informazioni telegrafiche da Eboli, disorientando i comandi borbonici, che pensarono di abbandonare Salerno, dove Peard entrò acclamato, con il consenso dello stesso Garibaldi.

### Cittadinanza onoraria
A Garibaldi è stata conferita la cittadinanza onoraria di San Marino il 24 aprile del 1861. Precedentemente, il 30 luglio del 1849, Giuseppe Garibaldi, braccato dalle truppe austriache, trovò scampo per sé e i suoi armati nella Repubblica del Titano.

### Impiego linguistico
In italiano la parola garibaldino, nata come sostantivo per indicare chi combatteva con il generale, è utilizzata anche come aggettivo, con il significato di audace ed eroico, oppure riferito a imprese organizzate con molta passione, ma senza un'approfondita preparazione e senza grandi infrastrutture a supporto.

### Appellativi
L'appellativo di "duce" era stato dato dai garibaldini al loro comandante, Garibaldi. La parola deriva dal latino dux "condottiero" o "guida", della storia romana (dal verbo ducere, "condurre"), e com'è noto, sarà mutuata da Gabriele D'Annunzio per l'impresa di Fiume e infine da Benito Mussolini, al quale è ormai legata nella storiografia politica e nell'immaginario.
Il soprannome eroe dei due mondi lo condivide con il generale francese eroe della guerra d'indipendenza americana Gilbert du Motier de La Fayette.
Garibaldi venne appellato dalla storiografia successiva anche come "braccio del Risorgimento", così come Mazzini ne era la "mente".

### Impegno civile
Garibaldi, pur ritenendo lecita l'uccisione di nemici in battaglia, traditori in tempo di guerra e di soldati disertori o colpevoli di furto, a partire dal 1861 si batté per l'abolizione della pena di morte, proponendo varie volte una legge che la abolisse dal codice penale vigente.
Come detto, il generale fu un grande amante della natura e degli animali, dei quali si volle circondare anche nella sua residenza di Caprera; questo grande amore si palesò quando nel 1871, anno nel quale Giuseppe Garibaldi, su esplicito invito di una nobildonna inglese, lady Anna Winter, contessa di Southerland, incaricò il suo medico personale, il dottor Timoteo Riboli, con studio in Torino, al n.2 dell'attuale via Lagrange, di costituire una Società per la Protezione degli Animali, annoverando la signora Winter e Garibaldi come soci fondatori e presidenti onorari; oggi la società è nota come Ente Nazionale Protezione Animali (ENPA). Attualmente l'ENPA è il più antico e importante ente di protezione e salvaguardia animale in Italia. In seguito a queste riflessioni e azioni animaliste, Garibaldi divenne quasi vegetariano in tarda età e rinunciò alla caccia, che era stata una sua grande passione fin da giovane, in nome del rispetto della vita degli animali.
Un altro grande impegno dell'eroe dei due mondi, come accennato, fu quello per la pace tra i popoli: nonostante le numerose guerre, egli riteneva lecito usare la forza militare solo per liberare le nazioni e difendersi dai nemici, manifestando altrimenti una forte convinzione pacifista e umanitaria.
Garibaldi criticò le misure prese contro il brigantaggio postunitario dal nuovo governo italiano, come l'uso della legge marziale e la feroce repressione, nonché la rigida estensione della leva militare obbligatoria piemontese al sud Italia, che giudicava controproducente, preferendo l'entusiasmo volontaristico che aveva animato i suoi eserciti.

### Reparti militari
- Legione italiana
- Cacciatori delle Alpi
- I Mille
- Esercito meridionale
- Corpo Volontari Italiani

### Opere
- Cantoni il volontario (romanzo)[412]
- Clelia, il governo dei preti (romanzo)[413]
- Lettere a Speranza von Schwartz[414]
- Memorie[415]
- I Mille (pubblicato nel 1874)
- Poema autobiografico[416]
- Manlio (romanzo postumo, 1948)

### Compagne di Garibaldi
Dopo la morte di Anita, Garibaldi intesse relazioni sentimentali con diverse donne. Si accompagnò con la nobile inglese Emma Roberts fino al 1856 e a lei intitolò una delle sue navi. Altra donna ricordata dal Garibaldi era la contessa Maria Martini della Torre, conosciuta a Londra nel 1854, Di breve durata fu il rapporto con Paolina Pepoli vedova trentenne, nipote di Gioacchino Murat.
La baronessa di origini inglesi Maria Esperance von Schwartz, figlia di un banchiere, vedova del cugino del padre che si era suicidato, vide per la prima volta il nizzardo nel 1849, poi nel 1857 giunse a Caprera e vi ritornò l'anno seguente, quando Garibaldi le chiese di diventare la madre dei suoi figli la donna volle rifletterci sopra. In seguito i sentimenti si indebolirono, anche a causa di un'altra donna, Battistina Ravello, che serviva Garibaldi a Caprera. Da lei nel 1859 ebbe una figlia, chiamata Anita e battezzata con il nome di Anna Maria Imeni.
Altra donna importante nella vita di Garibaldi fu Giuseppina Raimondi, la giovane ragazza colpì l'eroe per il coraggio dimostrato, i due si sposarono a Fino Mornasco il 24 gennaio 1860, ma presto ricevette una lettera che lo avvertì di un amante della donna, Garibaldi chiese alla donna se fosse vero quello che vi era scritto e Raimondi, già incinta, non negò nulla. Garibaldi, assistito da Pasquale Stanislao Mancini, chiese l'annullamento del matrimonio. Il Tribunale di Roma, tuttavia, respinse la richiesta e i due impugnarono la sentenza alla Corte d'Appello di Roma, che con sentenza del 14 gennaio 1880 dichiarava nullo il matrimonio.
Dal 1865 avrà il conforto di Francesca Armosino, sua terza moglie, con cui aveva ben 41 anni di differenza. Era la balia dei figli di sua figlia Teresita. Da lei ebbe tre figli di cui uno morì a 18 mesi.

### Figli di Garibaldi

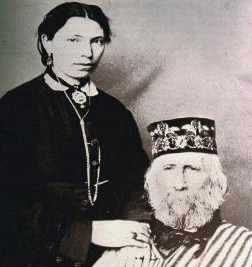
Garibaldi con l'ultima moglie Francesca Armosino; nell'ultima parte della sua vita Garibaldi viene spesso fotografato da seduto, perché si trovava costretto a muoversi su una sedia a rotelle

Garibaldi, dalla prima moglie Anita, morta nel 1849 presso Ravenna, ebbe 4 figli:
- Domenico Menotti[427] (16 settembre 1840 – 22 agosto 1903). Morì a Roma (per aver contratto la malaria) all'età di 62 anni.
- Rosa, detta Rosita (1843 – 23 dicembre 1845), morta per vaiolo all'età di 2 anni a Montevideo.
- Teresa (22 febbraio 1845 – 5 gennaio 1903), detta Teresita, in ricordo della sorella del padre morta in tenera età, moglie del Generale garibaldino Stefano Canzio.
- Ricciotti (24 febbraio 1847 – 17 luglio 1924).

Dalla domestica Battistina Ravello, invece, Garibaldi ebbe:
- Anna Maria Imeni Garibaldi, detta Anita (5 maggio 1859 – 25 agosto 1875).

Ebbe tre figli invece dalla terza moglie Francesca Armosino:
- Clelia (16 febbraio 1867 – 2 febbraio 1959), ultima sopravvissuta dei figli dell’eroe dei due mondi e ultima abitante della casa bianca. Ha dedicato tutta la vita alla memoria del padre.
- Rosa (10 luglio 1869 – 1º gennaio 1871).
- Manlio (23 aprile 1873 - 12 gennaio 1900), morto di tubercolosi a 26 anni.

È possibile che Garibaldi abbia avuto una figlia naturale, Giannina Repubblica Fadigati (8 ottobre 1868 – 24 novembre 1954), ufficialmente figlia del nobile cremonese Paolo Fadigati, amico e seguace di Garibaldi. La nascita di Giannina Repubblica non sarebbe stata frutto di un tradimento, ma di un vero e proprio accordo tra Garibaldi e i coniugi Fadigati: Paolo Fadigati sarebbe stato infatti un ammiratore talmente fervente dell'Eroe dei Due Mondi da voler "allevare un figlio di sangue garibaldino".

## Nella cultura di massa

### Filatelia
Le emissioni filateliche realizzate in Italia, per onorare l'eroe dei due mondi, Giuseppe Garibaldi sono numerose.
L'effigie di Garibaldi compare sui primi francobolli commemorativi italiani emessi nel 1910 per celebrare la liberazione della Sicilia e il Plebiscito dell'Italia Meridionale. Questi sono i primi francobolli italiani commemorativi a non recare solo l'effigie del re o lo stemma dei Savoia. Inoltre erano venduti soltanto in Meridione e in Sicilia con un sovrapprezzo, non indicato sul francobollo, di 5 centesimi ed erano utilizzabili soltanto per la corrispondenza diretta all'interno del regno.
Nel 1932 fu dedicata la lunga serie di 17 francobolli per celebrare il cinquantenario della morte. Altri 2 francobolli vennero emessi nel 1957 per il 150º anniversario della nascita.
Il volto di Garibaldi appare anche nella serie del 1959 per il centenario della seconda guerra di indipendenza; nella serie del 1960 per il centenario della spedizione dei Mille; nel 1970 per il centenario della partecipazione di Garibaldi alla guerra franco-prussiana e nel 1982 è stato celebrato il centenario della morte.
L'ultimo francobollo che gli è stato dedicato è stato emesso nel 2011 per celebrare i 150 dell'Unità d'Italia.
Oltre all'Italia anche la Repubblica di San Marino, l'Unione Sovietica, l'Uruguay, gli Stati Uniti d'America e il Principato di Monaco hanno dedicato delle emissioni filateliche a Giuseppe Garibaldi. La Francia, nonostante sia molto legata alla figura di Garibaldi, non gli ha mai dedicato un francobollo. Nel 2007, in occasione del Bicentenario Garibaldino, un'iniziativa popolare ha indetto una petizione online per far emanare un francobollo dedicato all'Eroe dei due Mondi.
Filatelica italiana

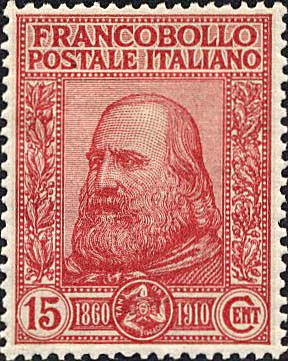
Regno d'Italia 1910 - Liberazione della Sicilia
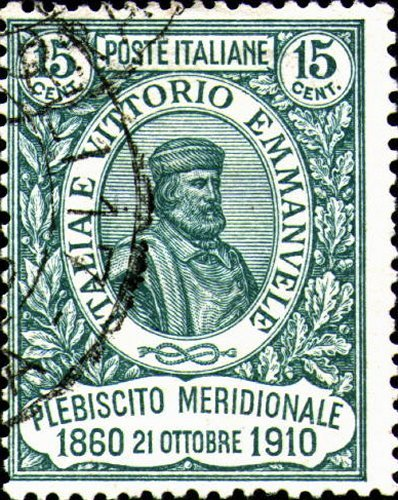
Regno d'Italia 1910 - Plebiscito Meridionale
Garibaldi con Nino Bixio (francobollo del Regno d'Italia del 1932 per il cinquantenario Garibaldino)
Francobollo del Regno d'Italia del 1932 cinquantenario Garibaldino - francobollo espresso aereo, il primo al mondo
Francobollo del Regno d'Italia del 1932 - Cinquantenario Garibaldino
Repubblica Italiana 1957 per il 150º anniversario della nascita e il 75º anniversario della morte di Giuseppe Garibaldi
Repubblica Italiana 1959 per il centenario della seconda guerra di indipendenza - Garibaldini alla battaglia di San Fermo
Repubblica Italiana 1959 centenario della seconda guerra di indipendenza: Vittorio Emanuele II, Garibaldi, Cavour e Mazzini
Repubblica Italiana 1960 - Centenario della spedizione dei Mille
Repubblica Italiana 1970 - Centenario della partecipazione garibaldina alla guerra franco-prussiana
Repubblica Italiana 1982 - Centenario della morte di Giuseppe Garibaldi
Repubblica Italiana 2007 - Bicentenario della nascita di Giuseppe Garibaldi
Repubblica Italiana 2011 - 150º anniversario dell'Unità d'Italia
Repubblica Italiana 2011 - 150º anniversario della cittadinanza onoraria sammarinese a Garibaldi

Filatelica mondiale

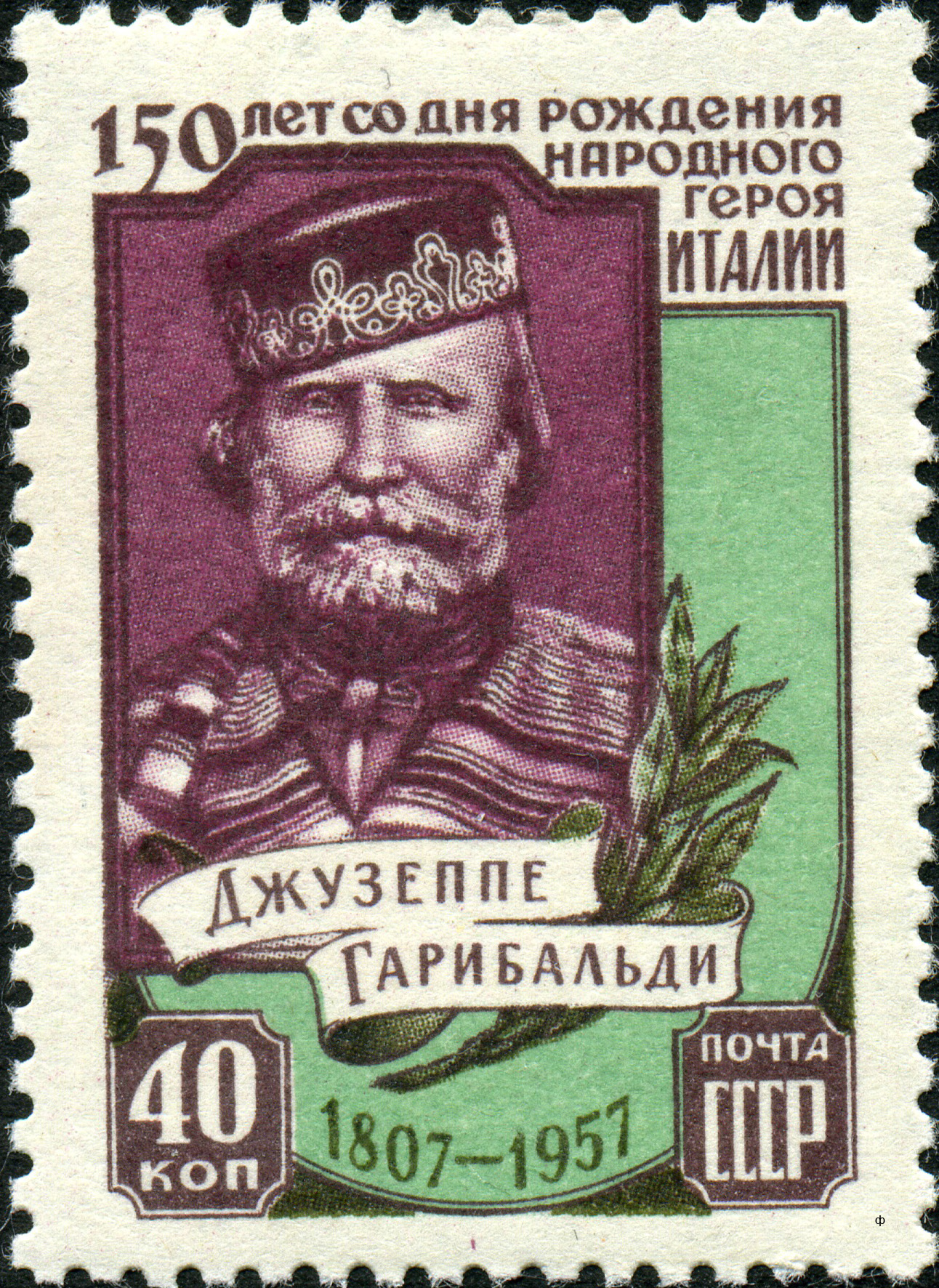
Unione Sovietica 1957
Stati Uniti d'America 1959 - Campioni della Libertà -
Unione Sovietica 1982 - Centenario della morte di Garibaldi -
Repubblica di San Marino 2007 - Bicentenario della nascita di Garibaldi -
Principato di Monaco 2007 - Bicentenario della nascita di Garibaldi -
Uruguay
Uruguay 1882-1982
Uruguay 2007 - Bicentenario della nascita di Garibaldi -
Uruguay 2007 - Bicentenario della nascita di Garibaldi -

### Numismatica
La firma di Garibaldi, manoscritta, compare sulla cartamoneta da 100 lire "Soccorso a sollievo dei romani" emessa il 30 aprile del 1867 per finanziare la liberazione di Roma.
Nel 1943 il volto di Garibaldi è stato raffigurato sui bozzetti delle nuove banconote italiane, realizzati negli USA dalla American Bank Note Company di New York per la Banca d'Italia. Erano previsti tre tagli da 100, 500 e 1.000 lire, ma il progetto, seppure in fase molto avanzata, non fu portato a termine.

### Marineria
Garibaldi fu nel tempo comandante della Marina uruguayana e a capo della Marina dittatoriale siciliana.
Nel tempo molte sono le imbarcazioni a lui intitolate:
- tra quelle civili, degna di nota è la goletta Leone di Caprera, costruita da emigrati italiani, che, nel 1880, con tre uomini di equipaggio, compì la traversata atlantica dall'Uruguay all'Italia.
- tra le navi militari l'attuale portaeromobili Garibaldi, il precedente Garibaldi, incrociatore leggero poi trasformato in incrociatore missilistico che ha servito sia nella Regia Marina, sia nella Marina Militare, durante la seconda guerra mondiale e andando più indietro nel tempo l'incrociatore protetto Garibaldi affondato nel corso della prima guerra mondiale e la pirofregata Garibaldi. Il cacciatorpediniere Leytenant Ilin della classe Orfej, appartenente alla Marina imperiale russa, fu rinominato Garibaldi il 3 luglio 1919 dal nuovo governo sovietico, salvo cambiare nome in Voykov il 14 febbraio 1928[432].

### Monumenti a Garibaldi
In gran parte delle città italiane esiste almeno una statua di Garibaldi, quasi tutte queste statue hanno una caratteristica comune, in esse lo sguardo di Garibaldi è sempre rivolto verso Roma, città che non riuscì mai a conquistare.
La statua presente sull'isola di Caprera invece guarda verso le Bocche di Bonifacio in direzione della sua nativa Nizza. Nella stessa Nizza esiste un altro monumento nella omonima piazza Garibaldi che rivolge lo sguardo verso Torino. Il primo monumento all'eroe ancora vivente fu posto nel 1867 ad opera di Alessandro Puttinati a Luino sul lago Maggiore, dove Garibaldi combatté il 15 agosto 1848 la sua prima battaglia in territorio italiano contro una guarnigione austriaca, mentre il primo ad essere eseguito appena dopo la morte fu il busto di Stefano Galletti a San Marino. Anche a S. Eufemia d'Aspromonte si può visitare un piccolo museo ove sono raccolti oggetti dei garibaldini e dove sono esposte fotografie dell'epoca. Vive ancora, protetto da transenne, il pino gigantesco al quale l'eroe si appoggiò dopo essere stato ferito.

#### Monumenti italiani

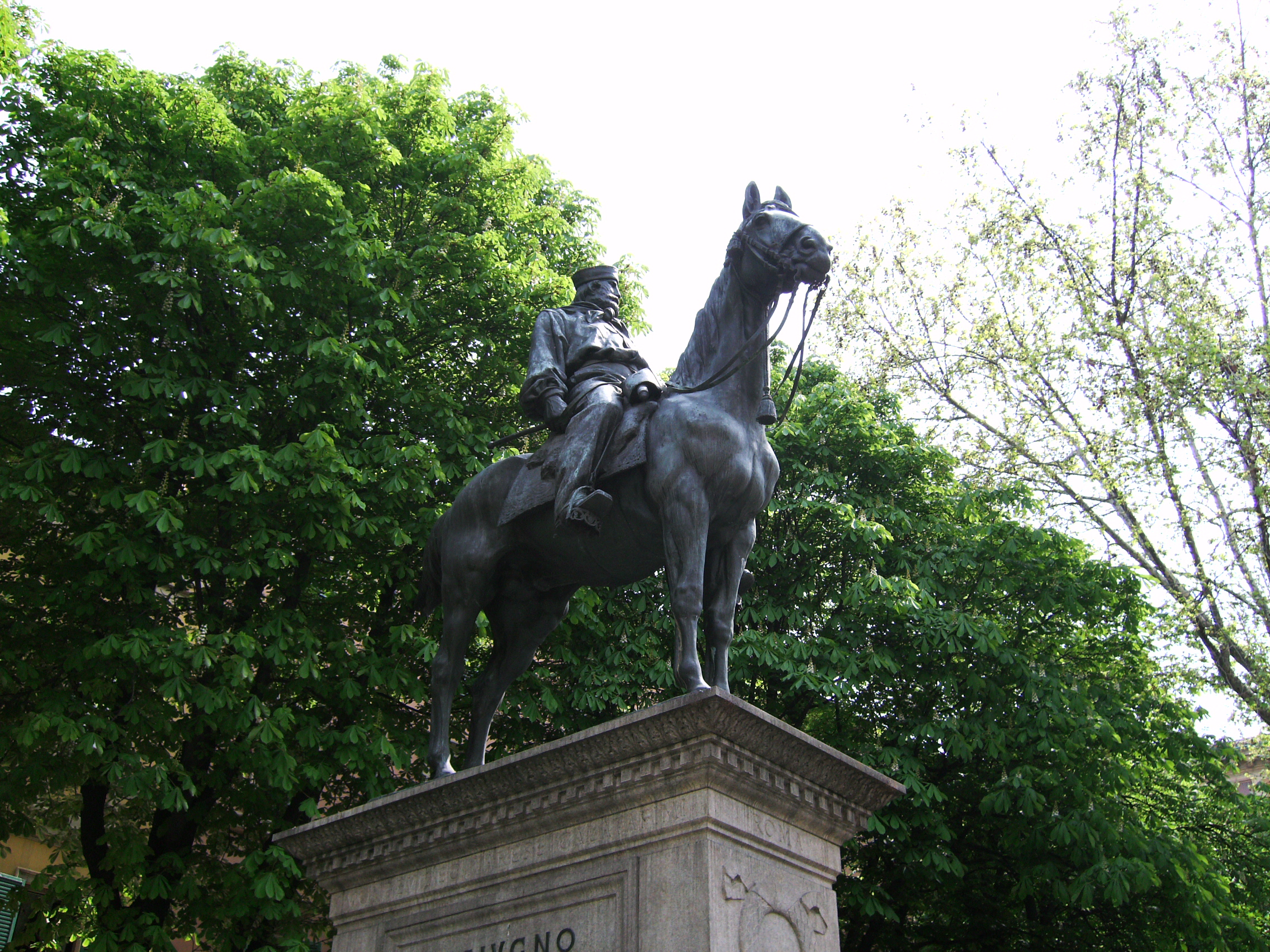
Bologna: in via Indipendenza
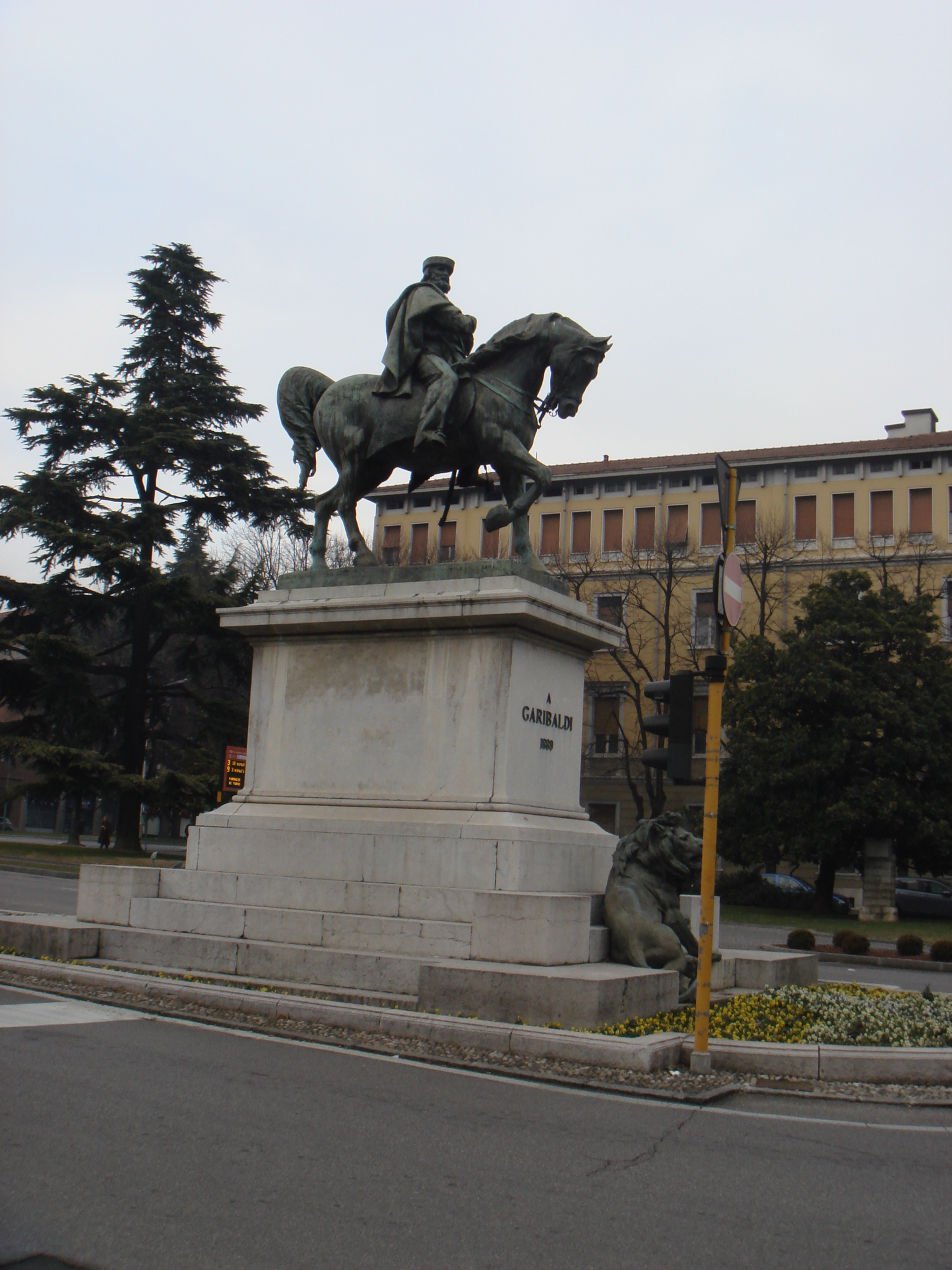
Brescia: nell'omonima piazza
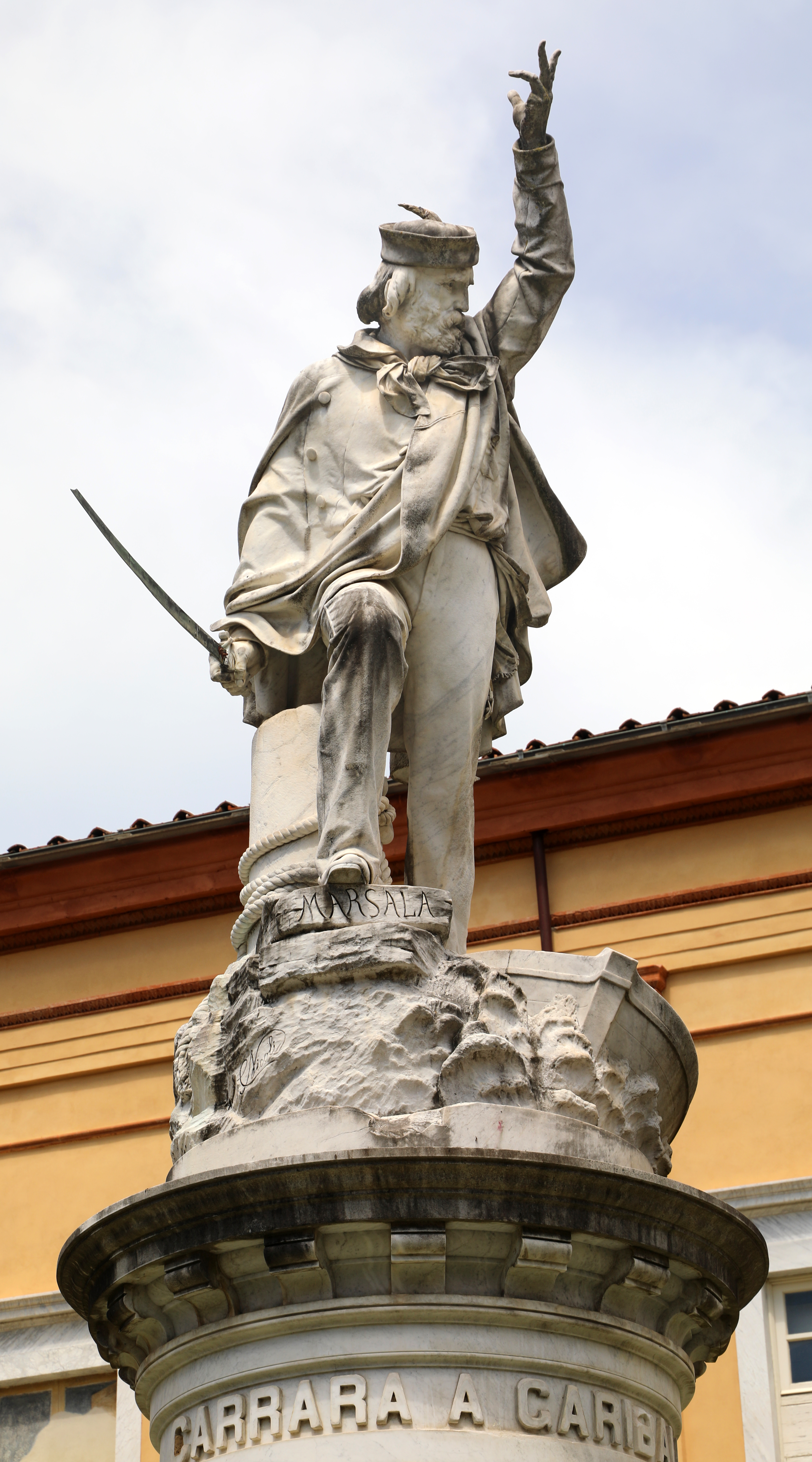
Carrara: nell'omonima piazza
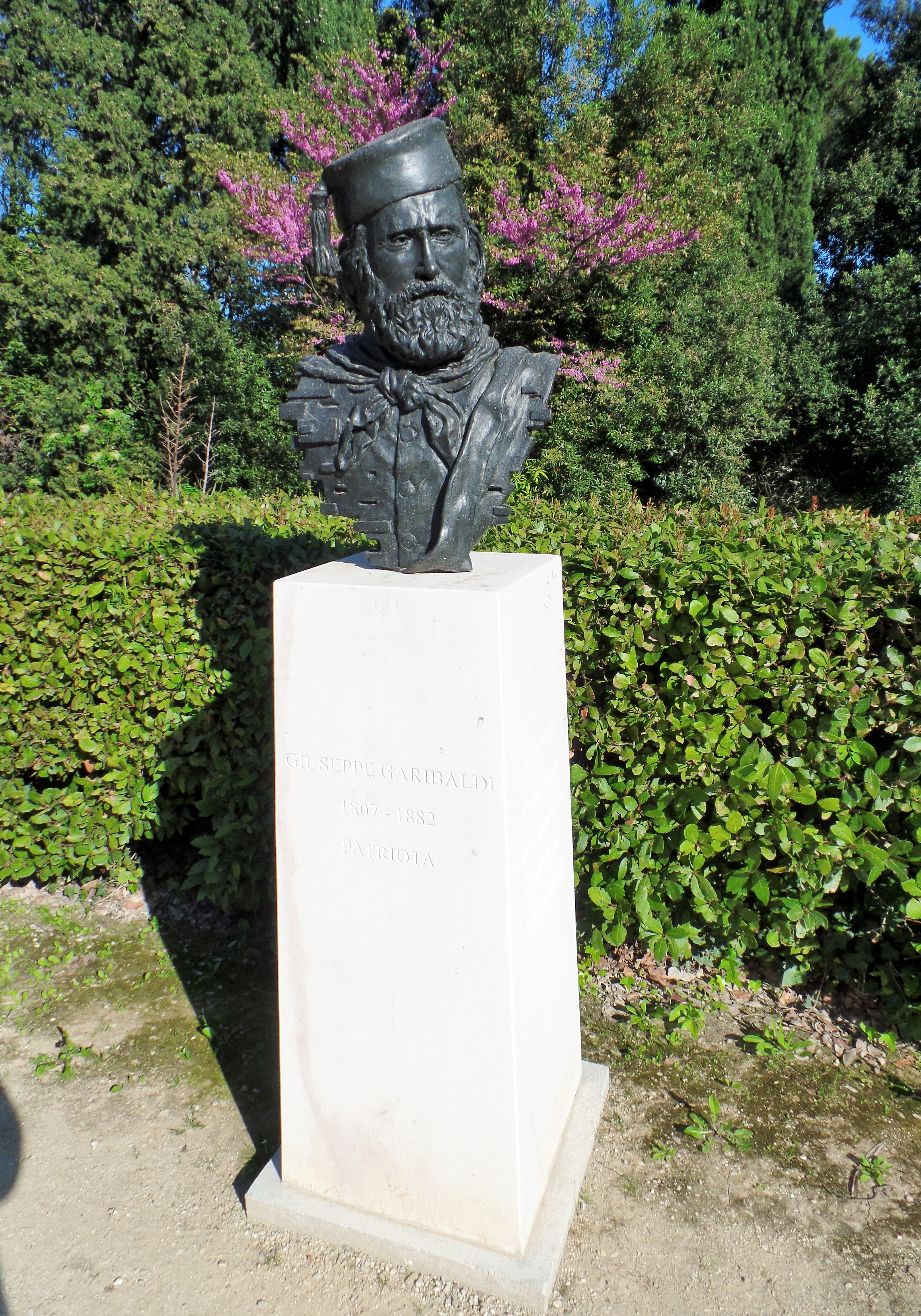
Castelfidardo Parco di Antonio Giusti 2017
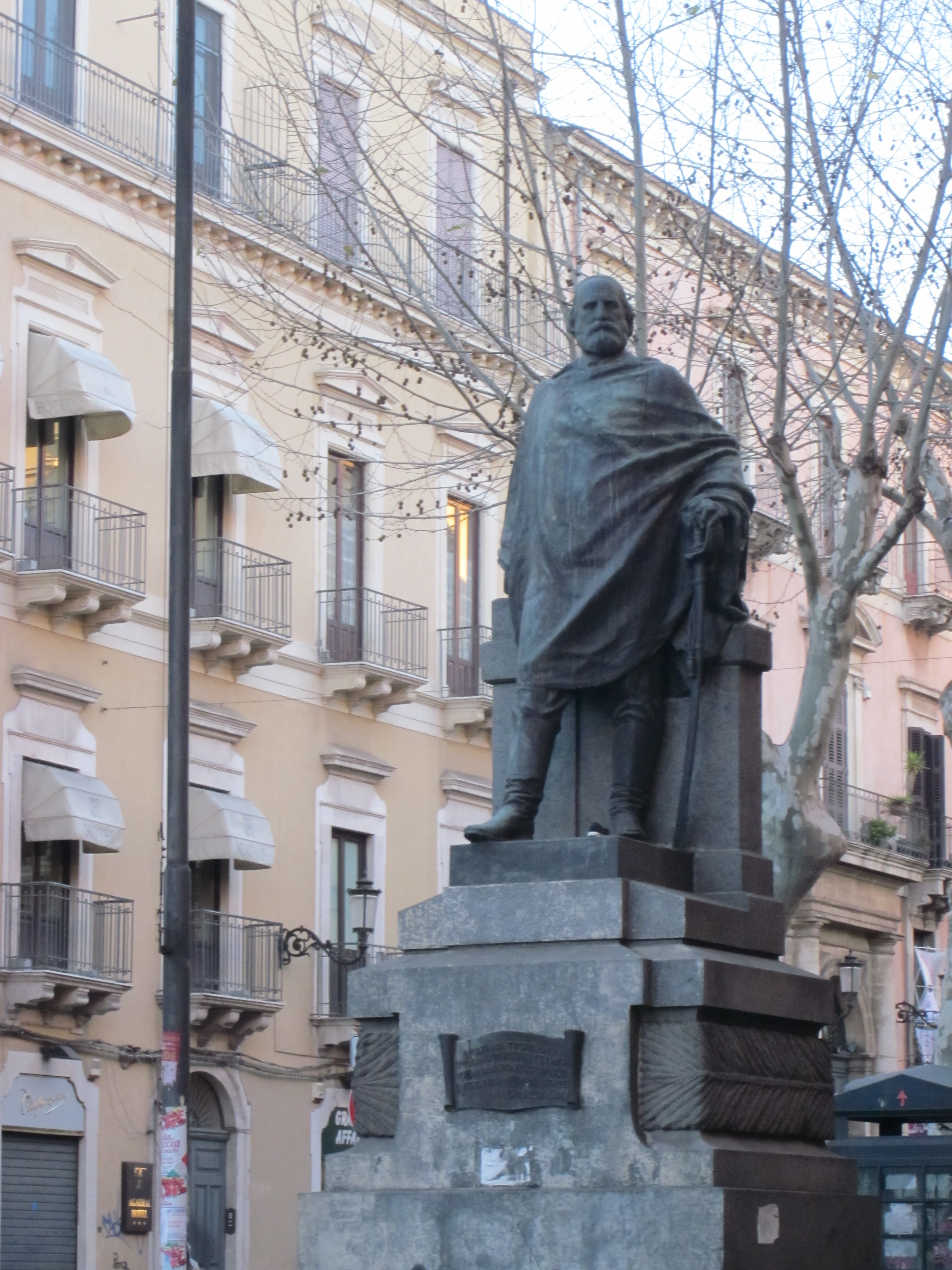
Catania: in via Etnea
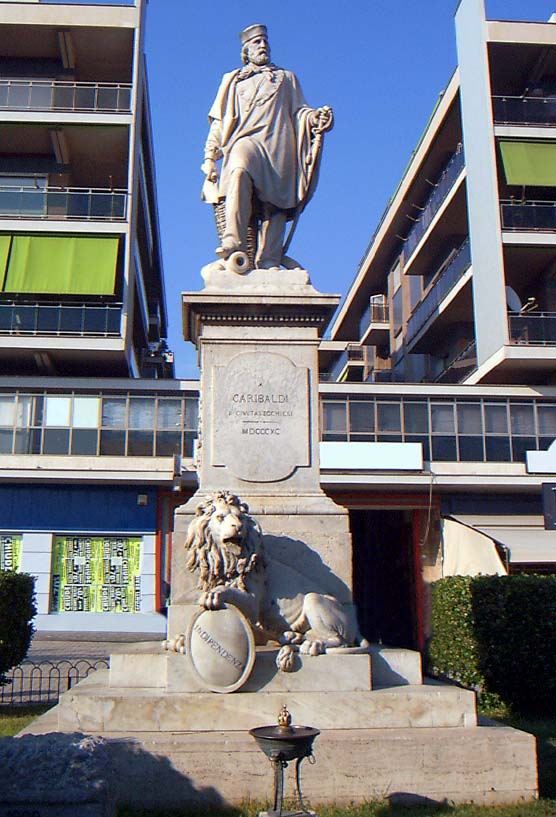
Civitavecchia (Roma): nell'omonimo viale
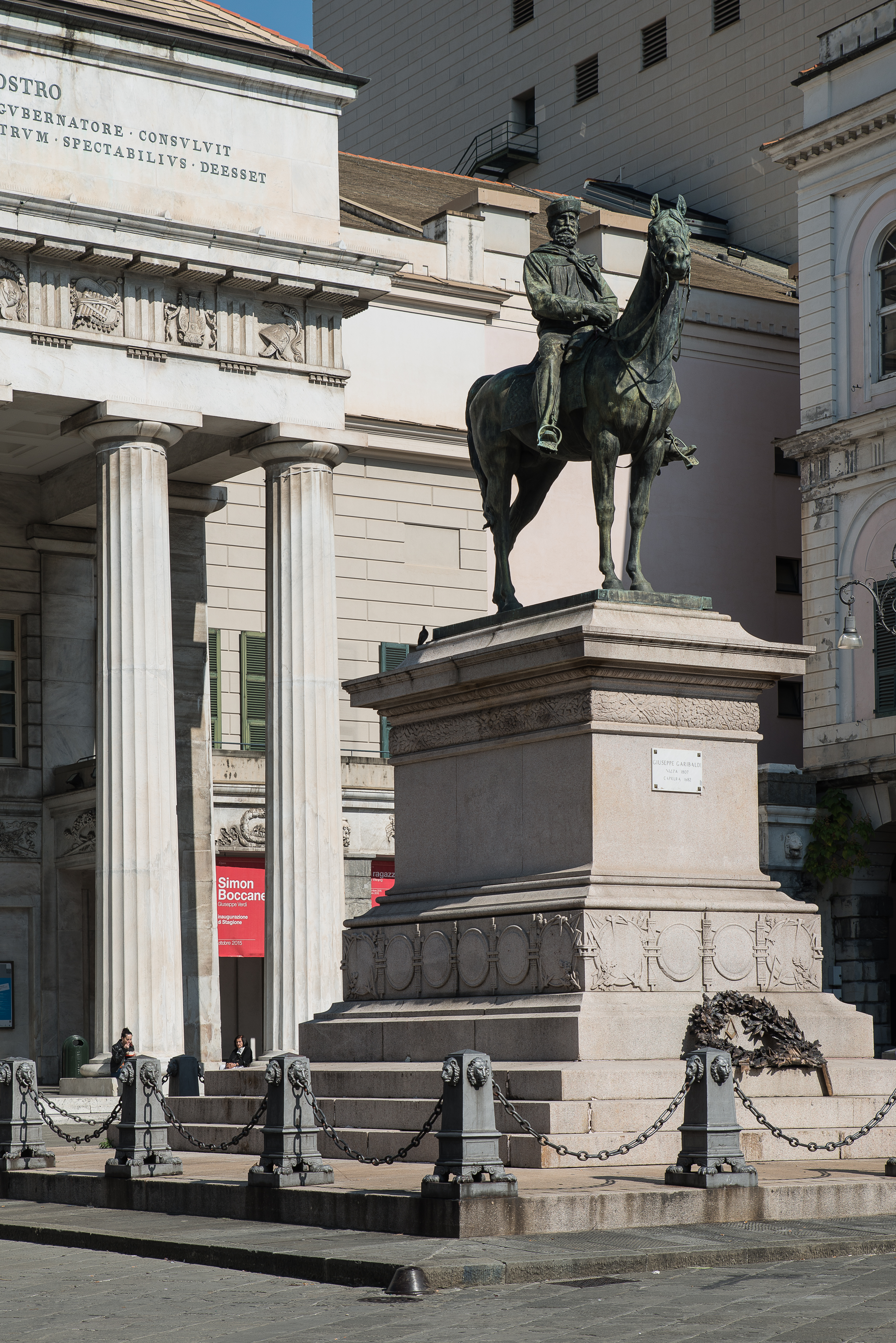
Genova: in piazza De Ferrari
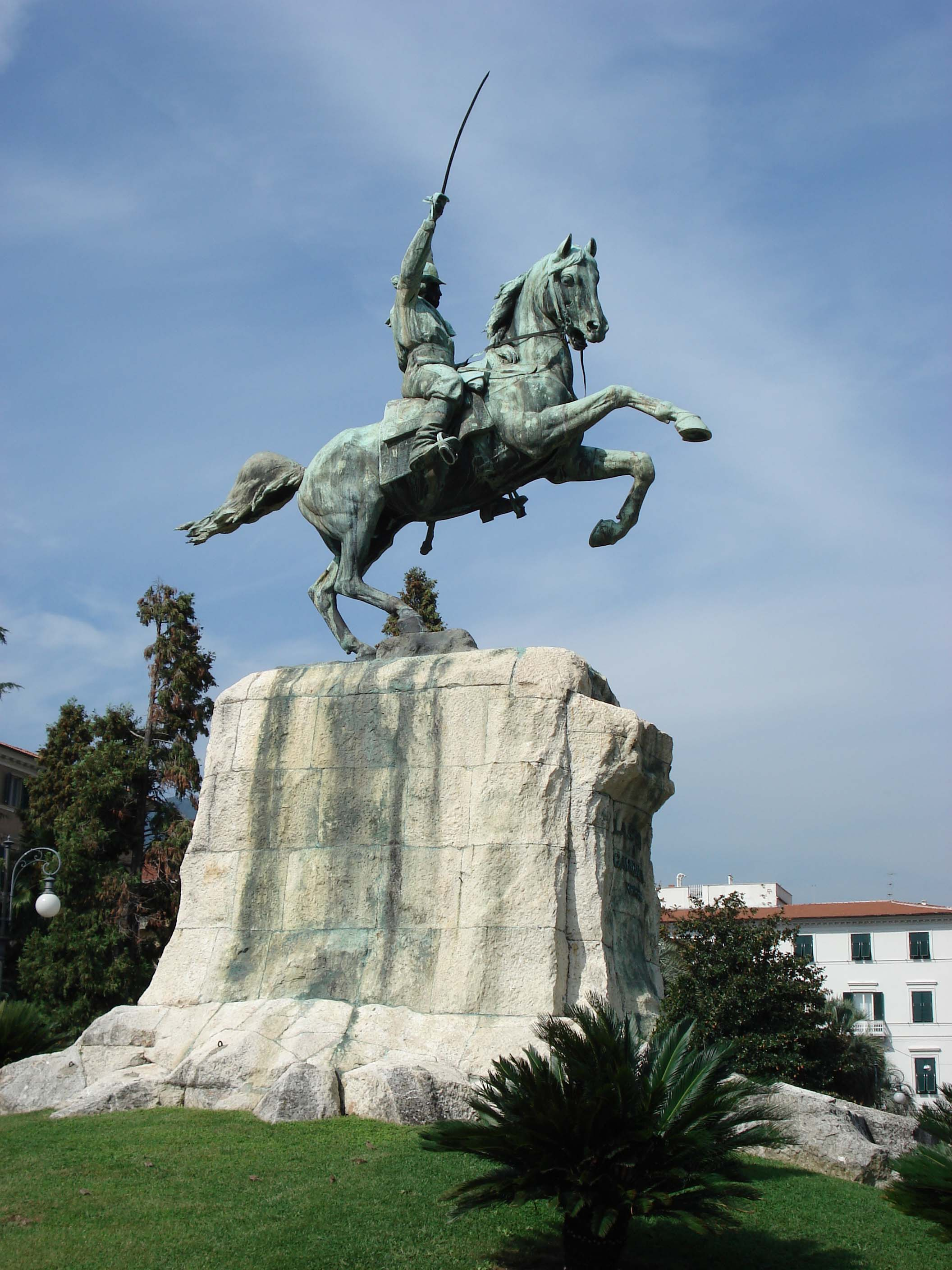
La Spezia: nei giardini pubblici
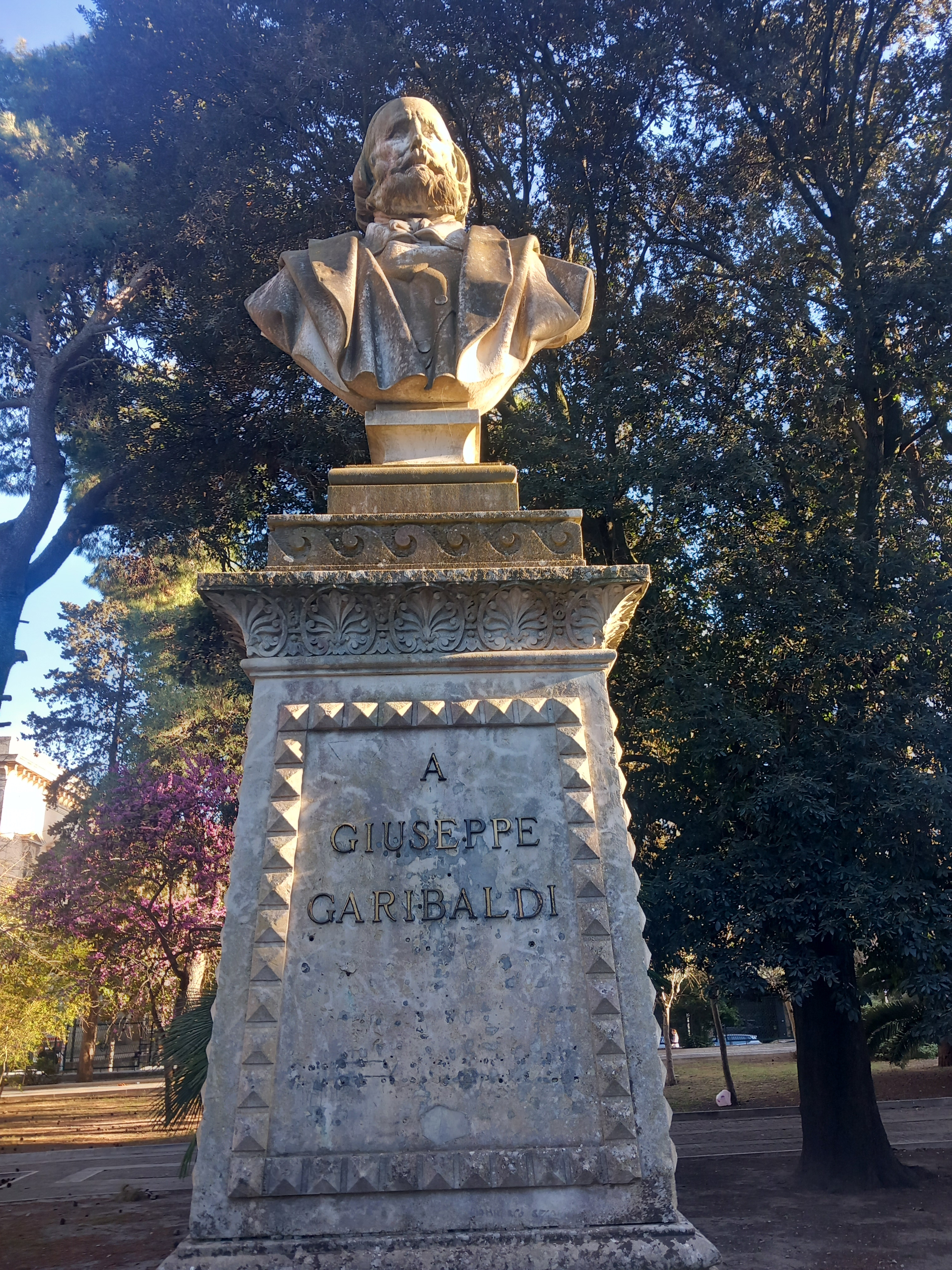
Lecce: busto negli omonimi giardini
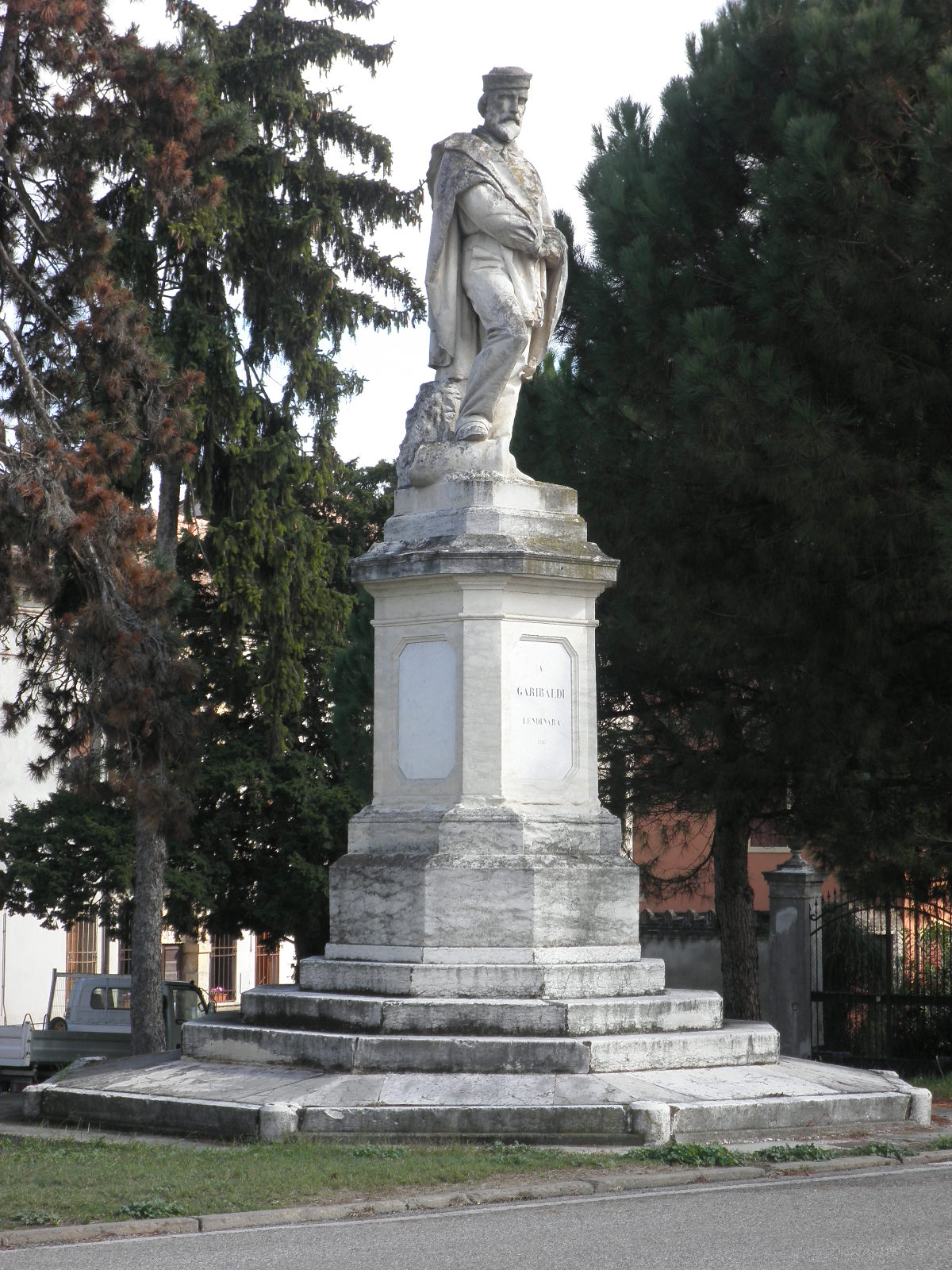
Lendinara (Rovigo): nell'omonima via
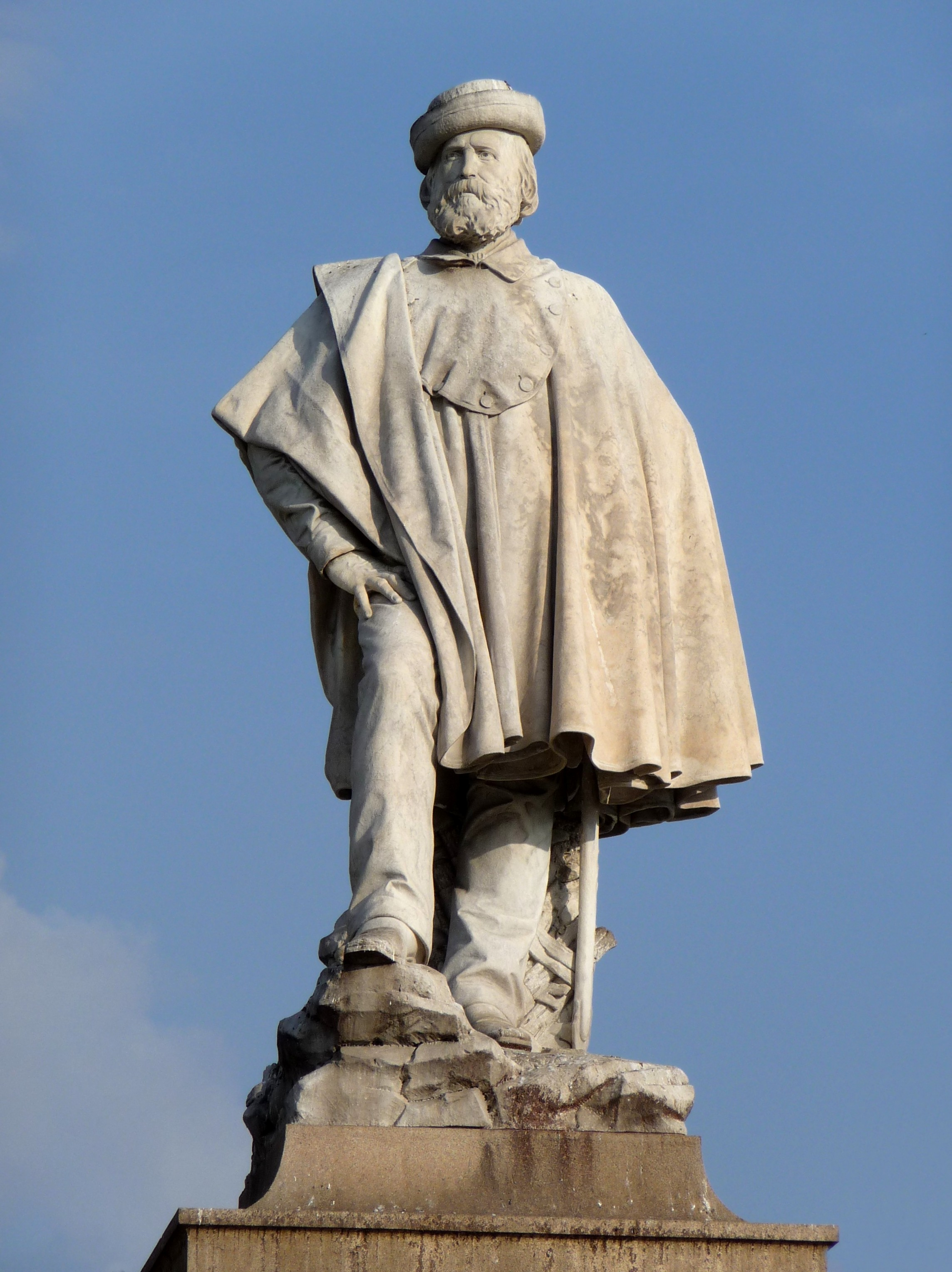
Livorno: nell'omonima piazza
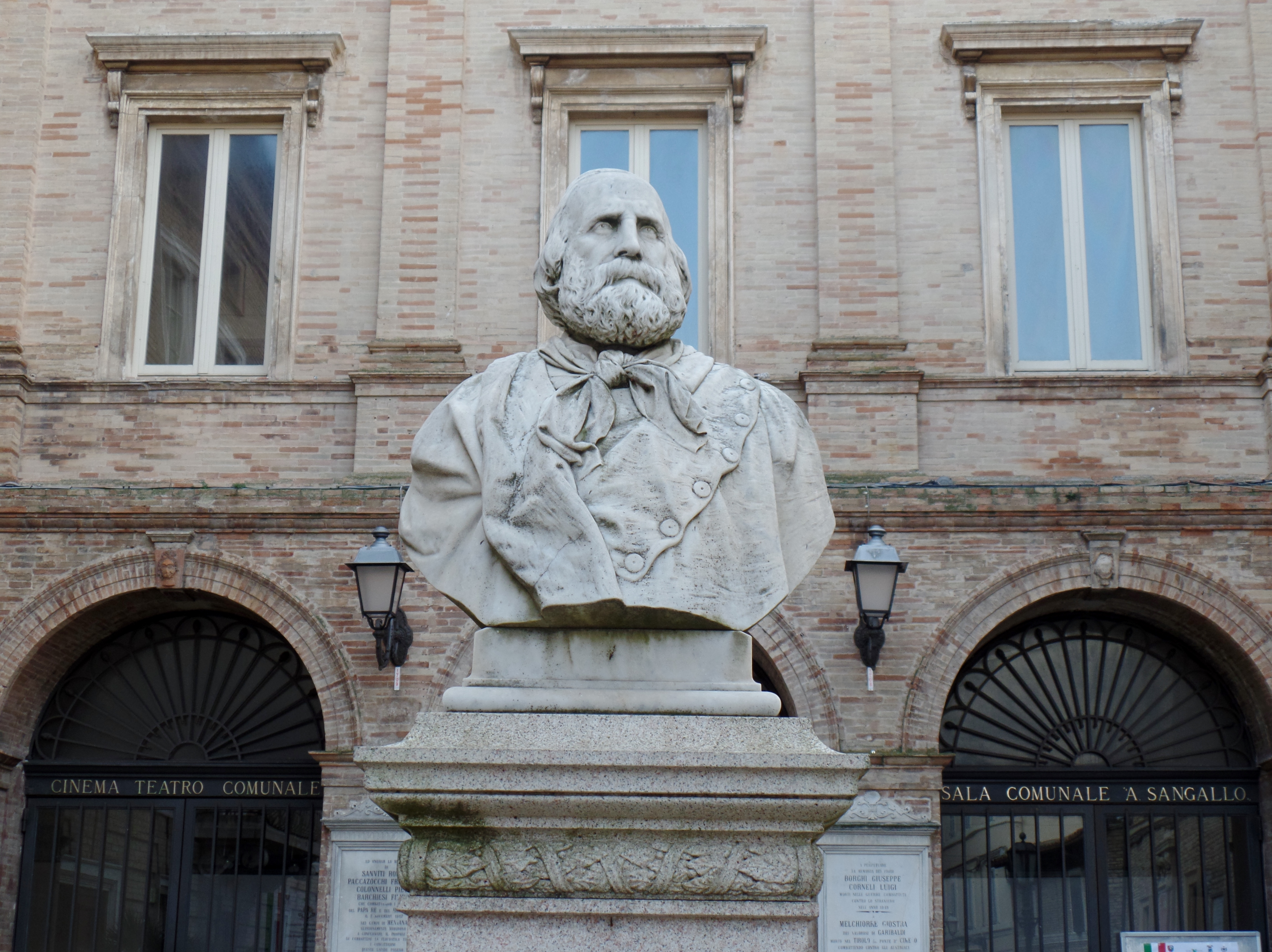
Loreto (Ancona): nell'omonima piazza
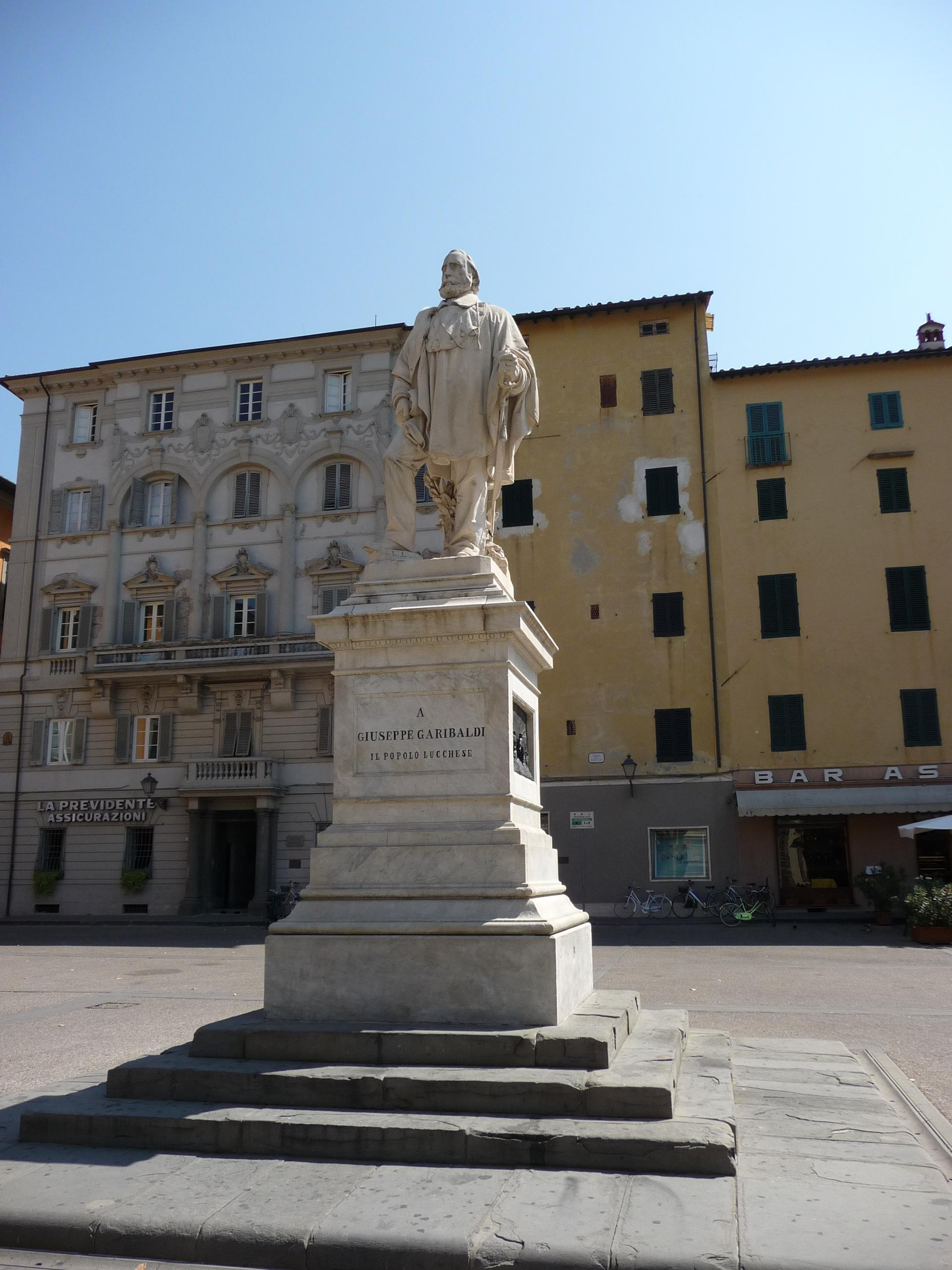
Lucca: in piazza del Giglio
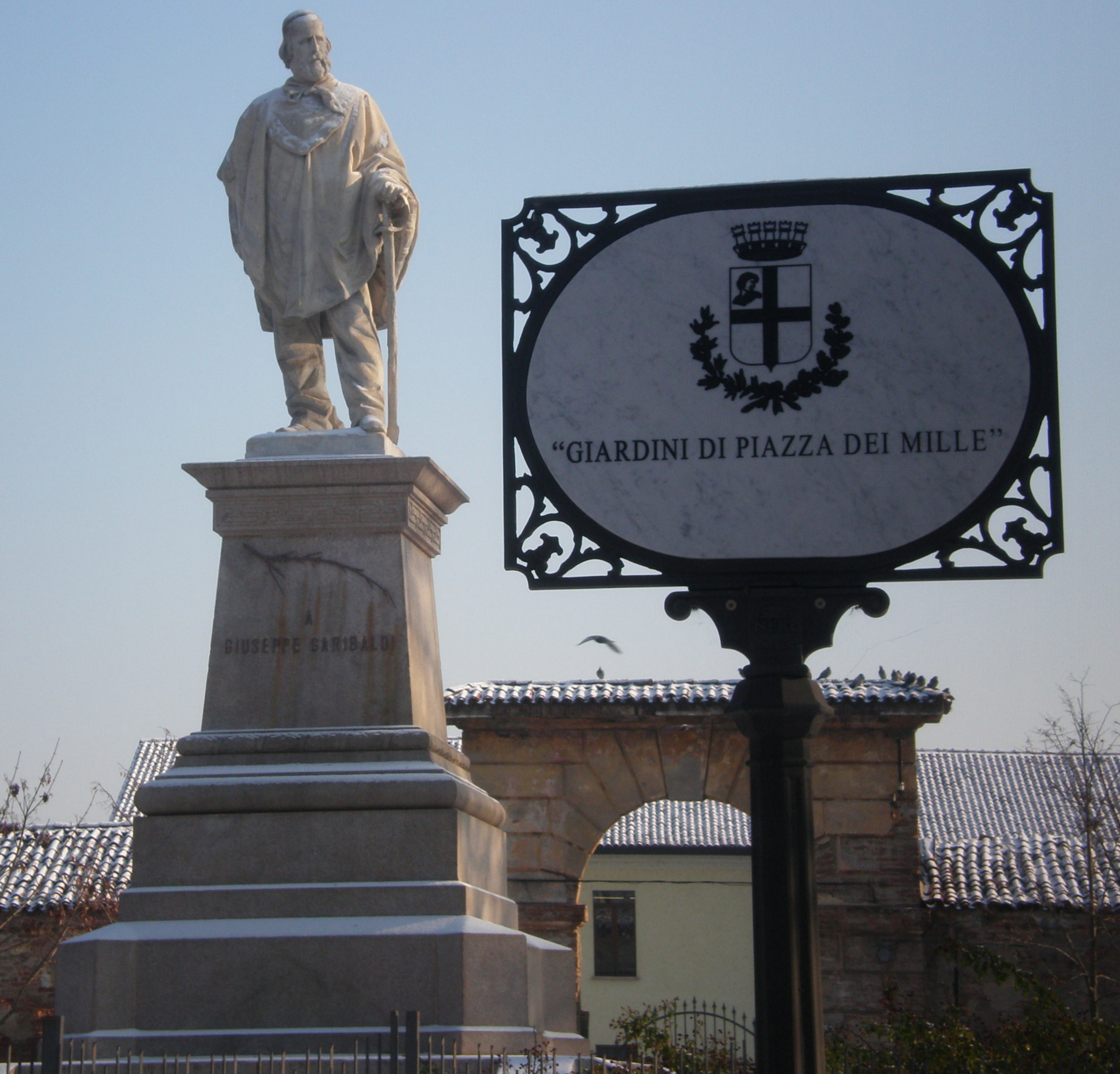
Mantova: in piazza dei Mille
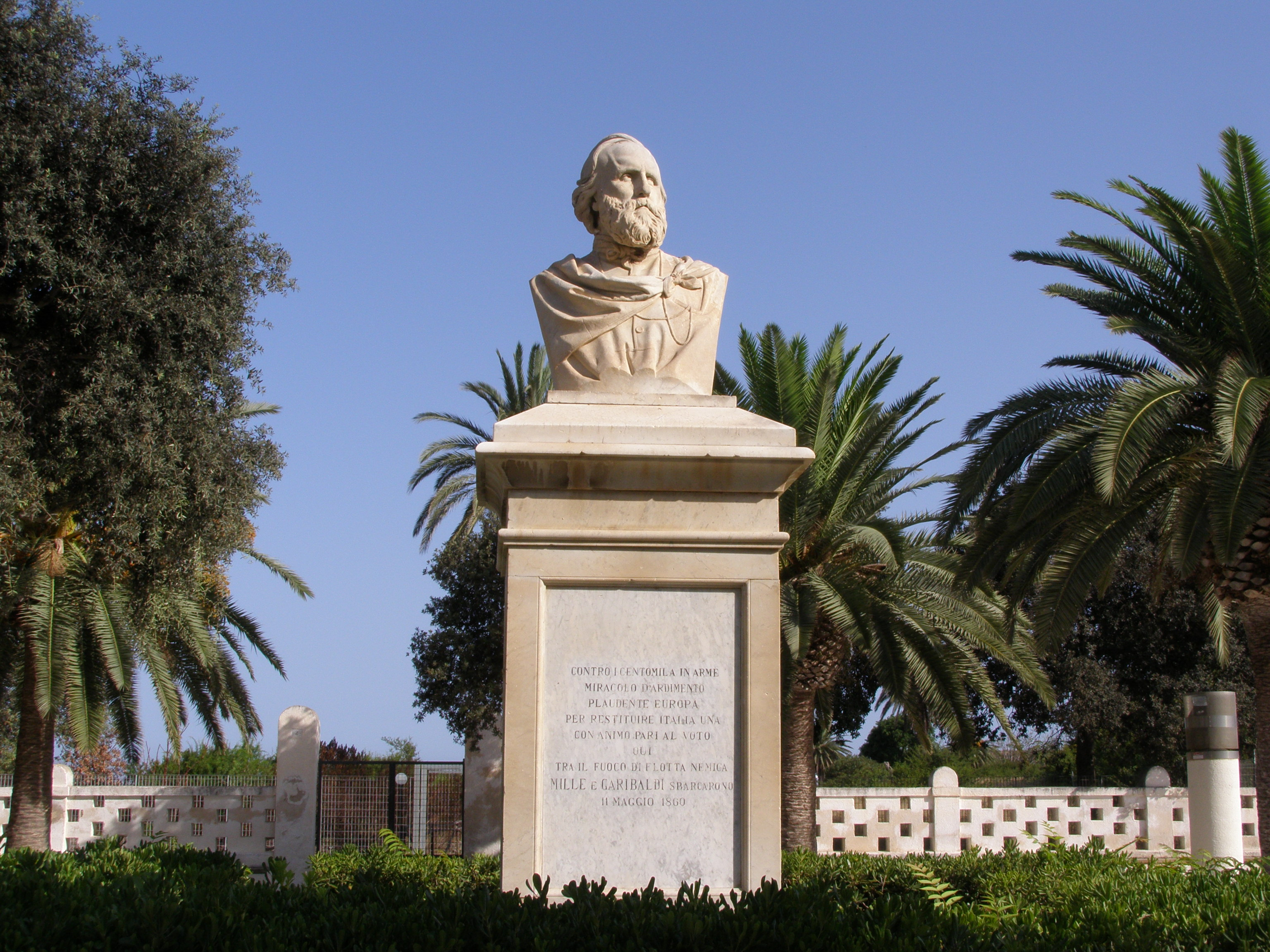
Marsala: in piazza della Vittoria
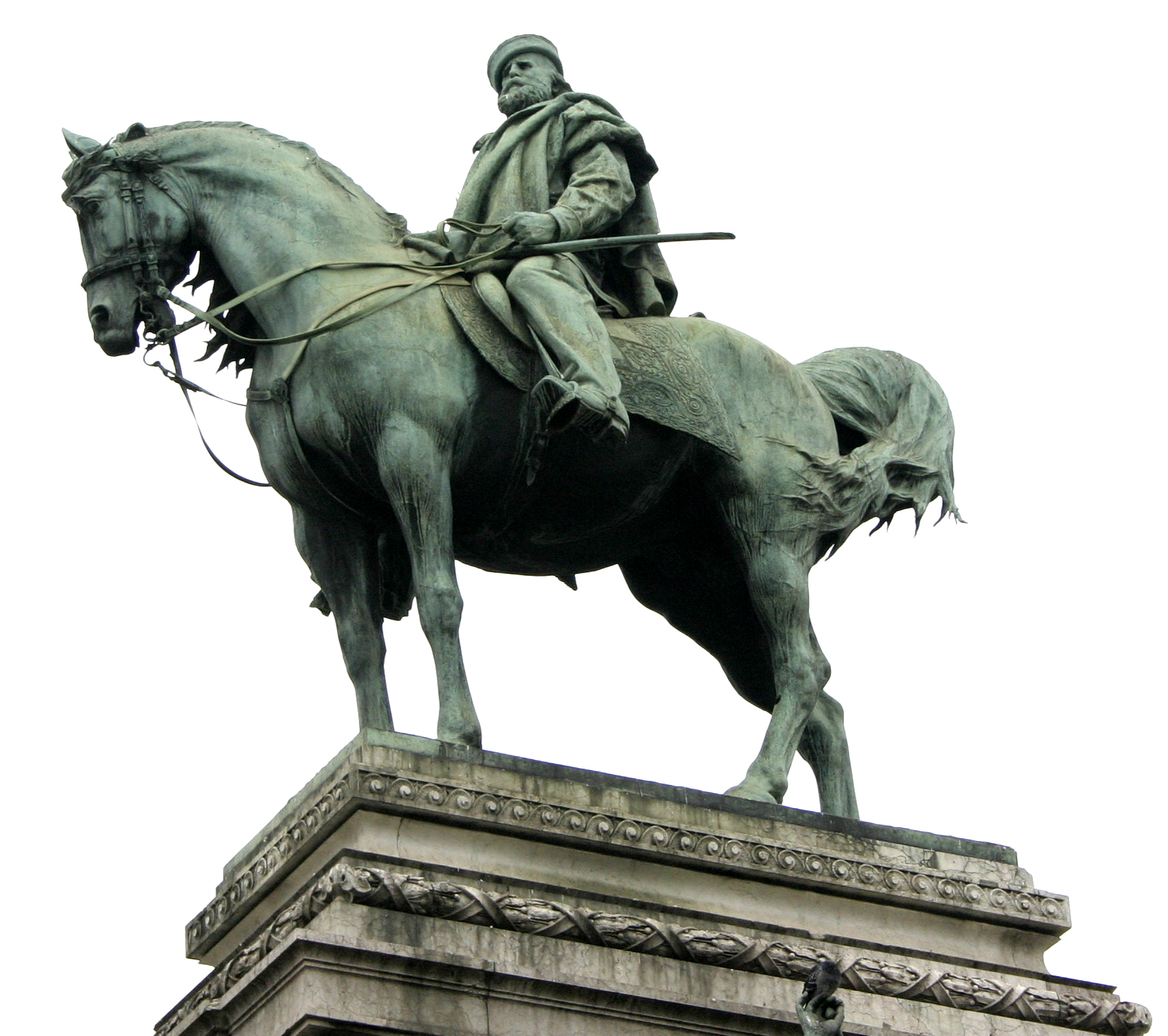
Milano: in piazzale Cairoli
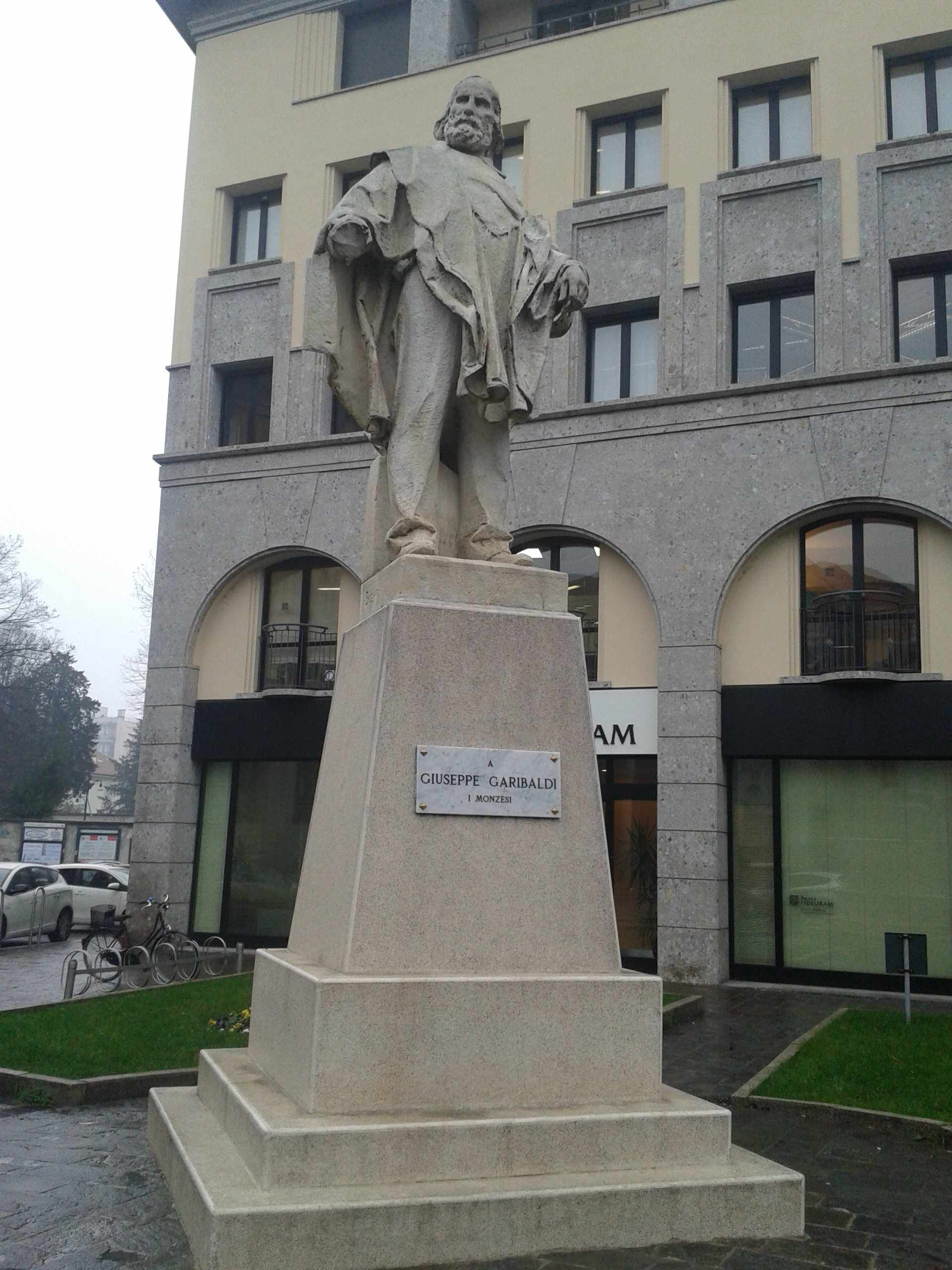
Monza: nell'omonima piazza
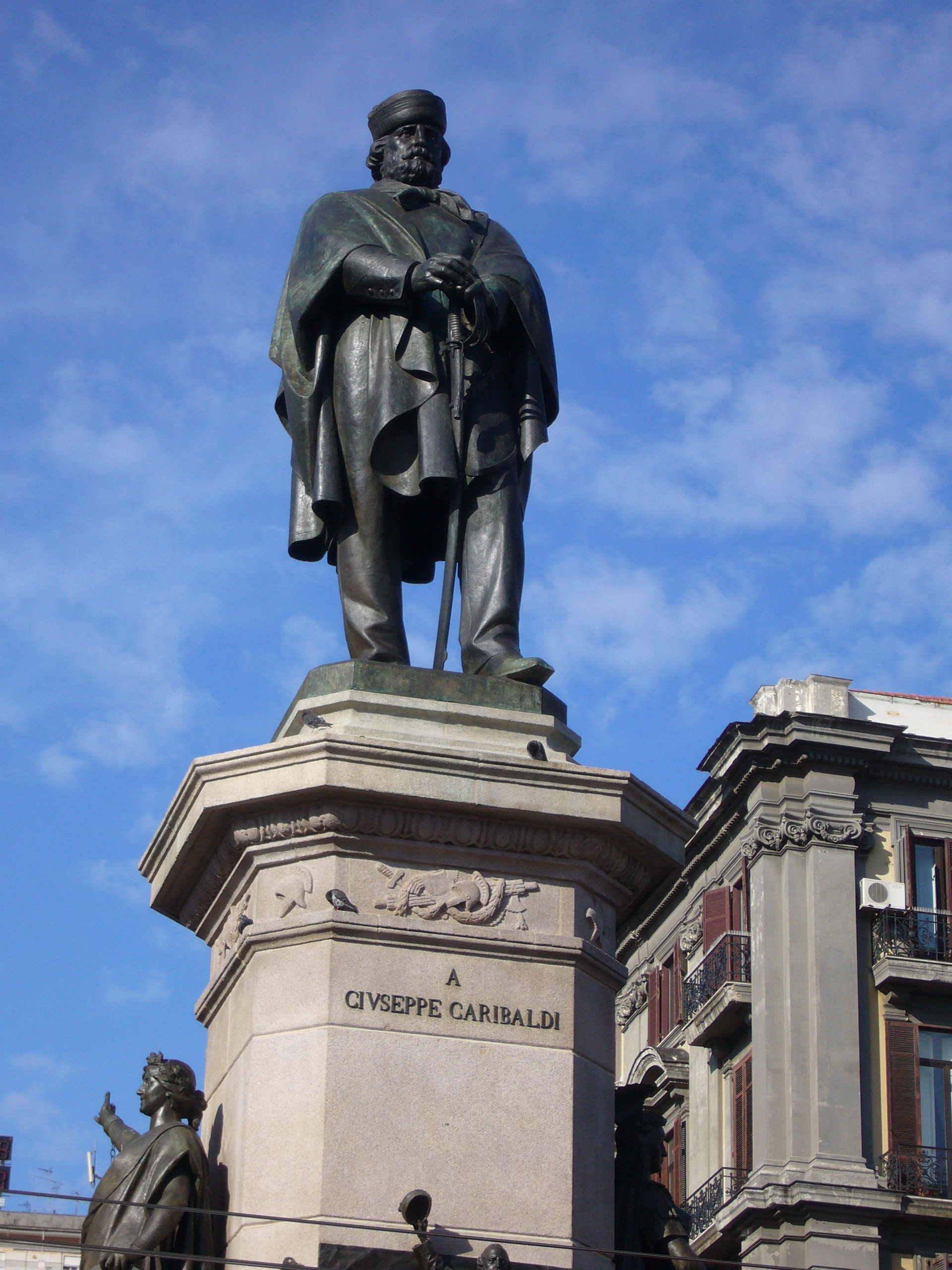
Napoli: nell'omonima piazza
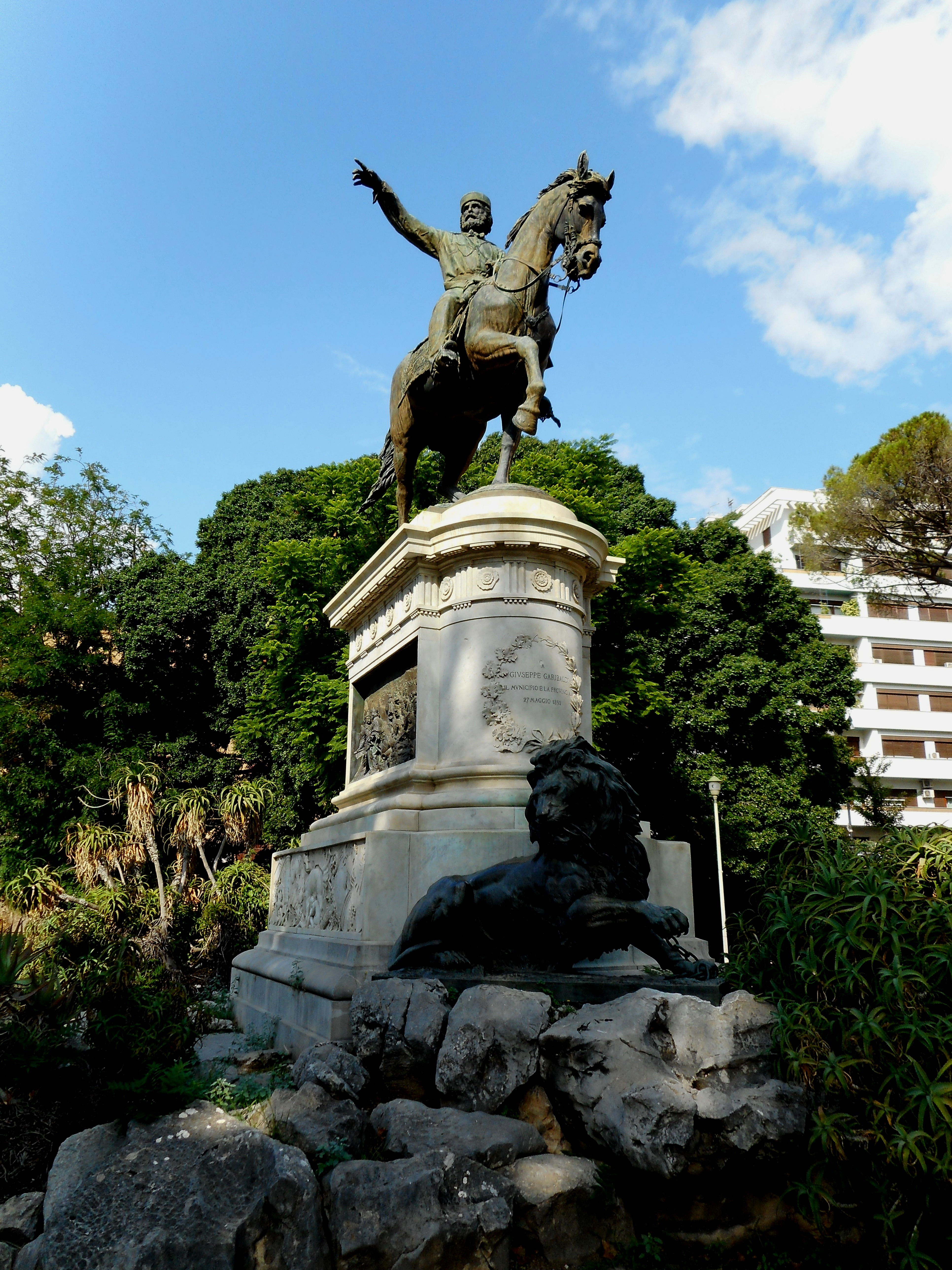
Palermo: nella villa Falcone e Morvillo in via della Libertà
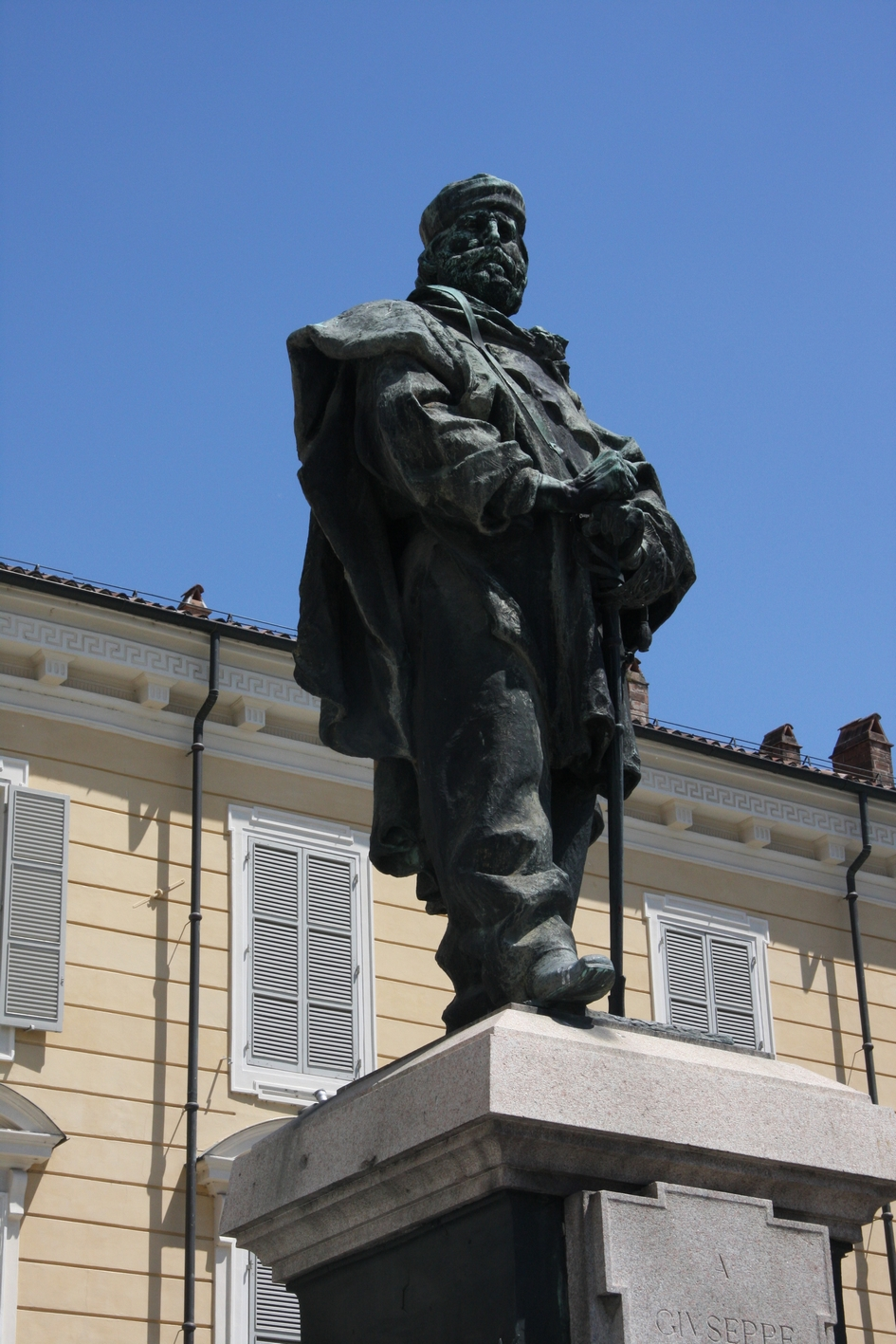
Parma: nell'omonima piazza
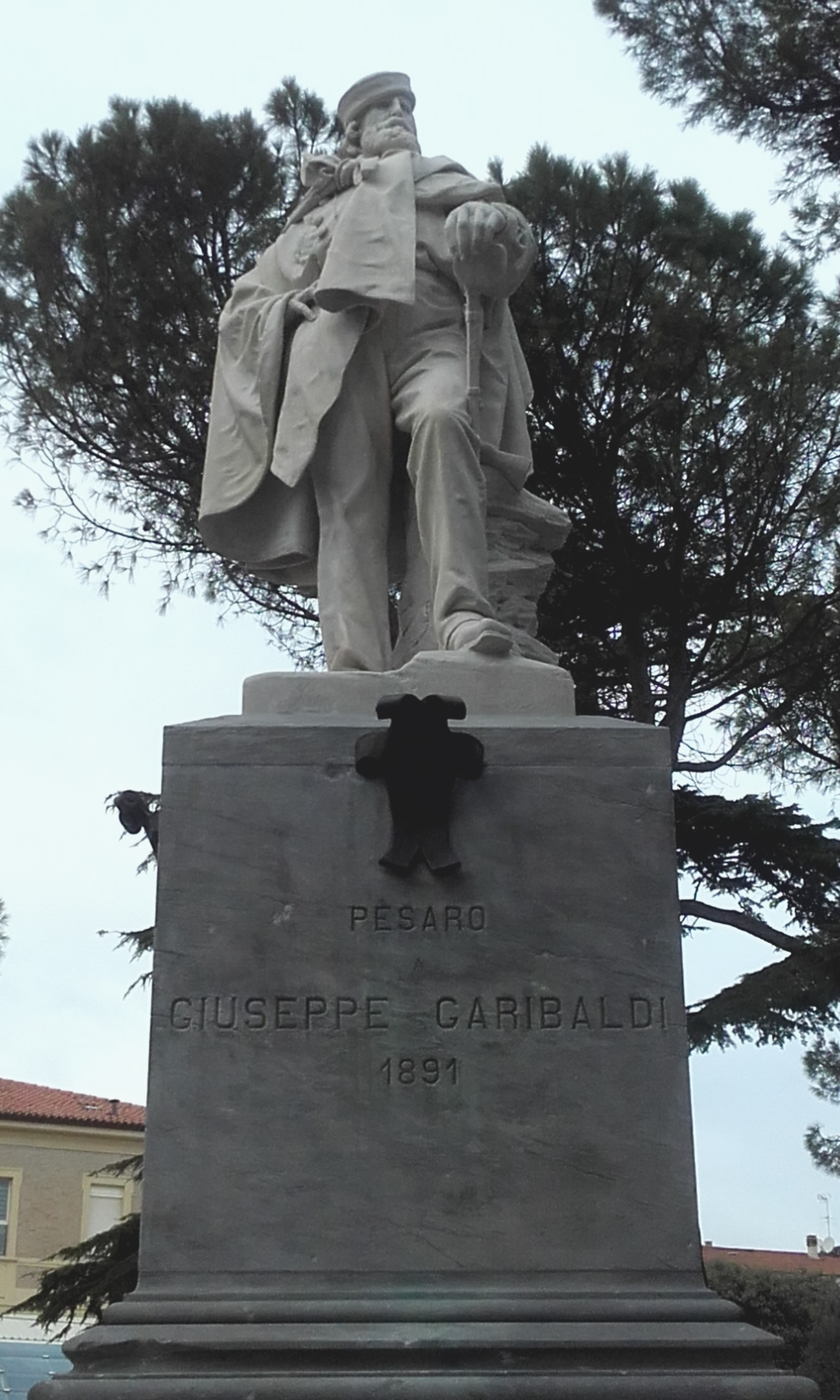
Pesaro: nell'omonimo piazzale
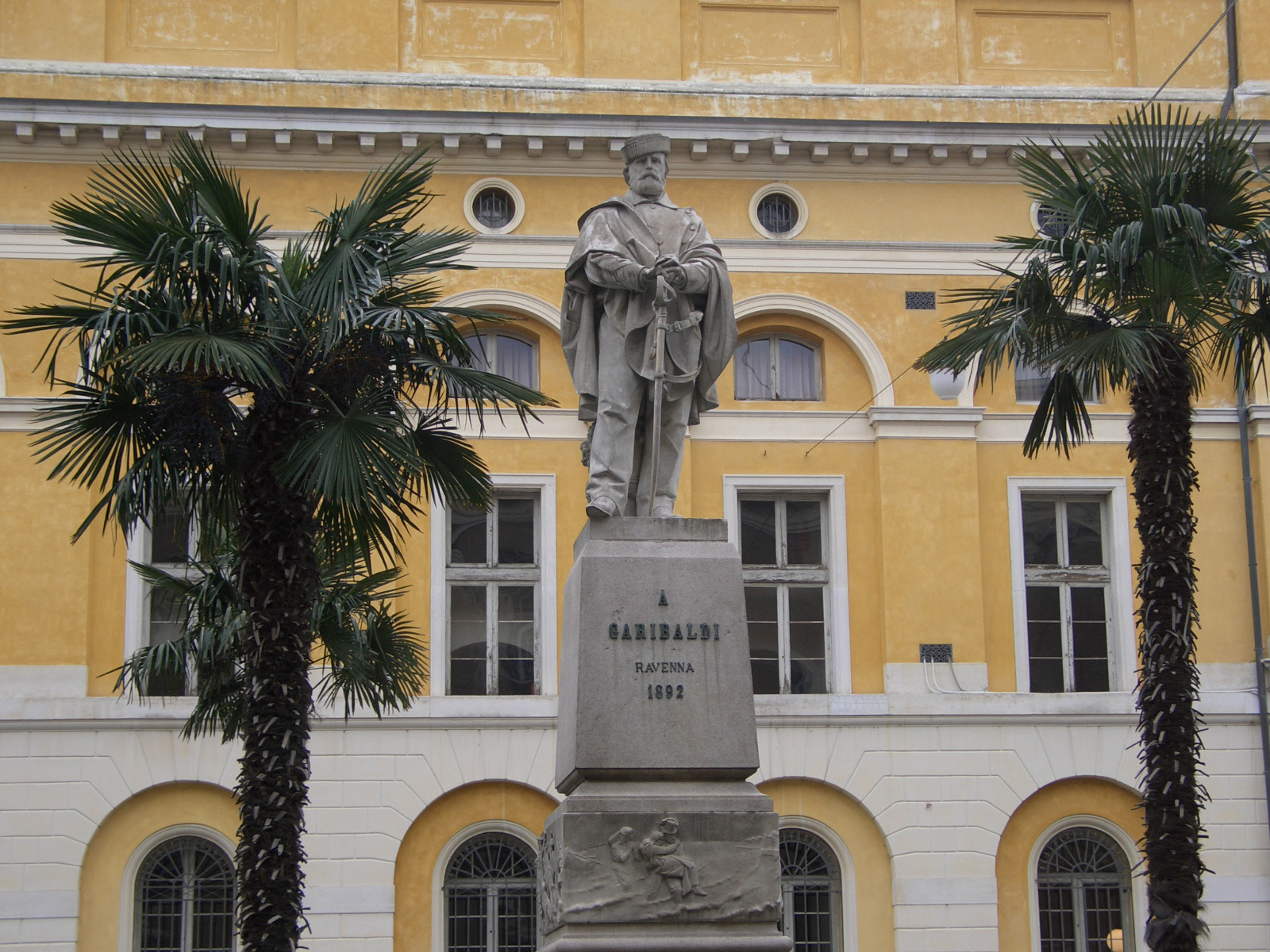
Ravenna: nell'omonima piazza
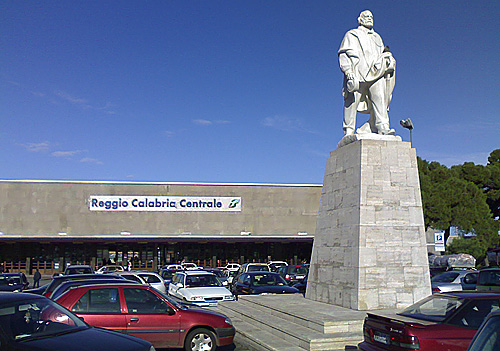
Reggio Calabria: nell'omonima piazza
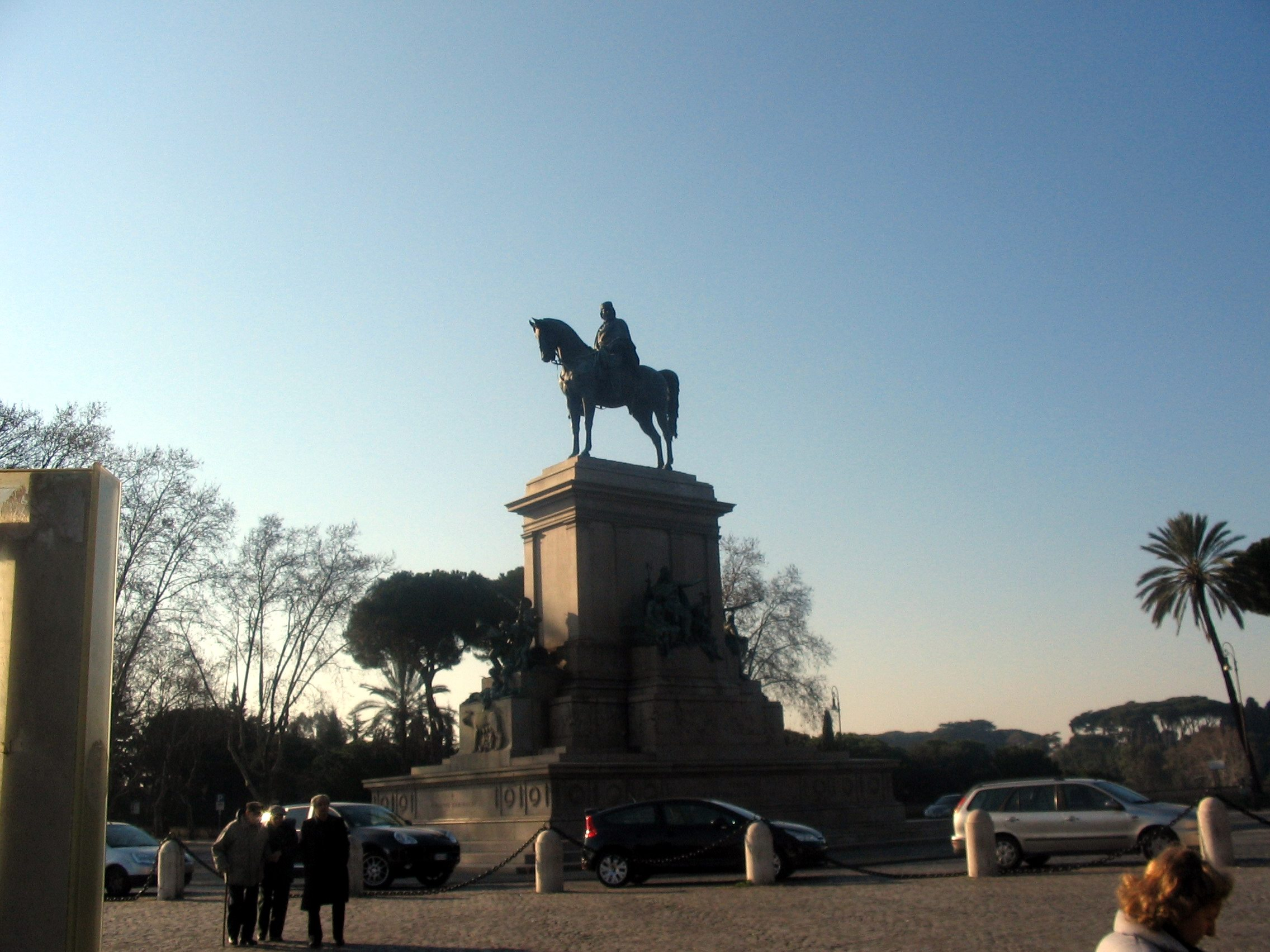
Roma: nell'omonimo piazzale
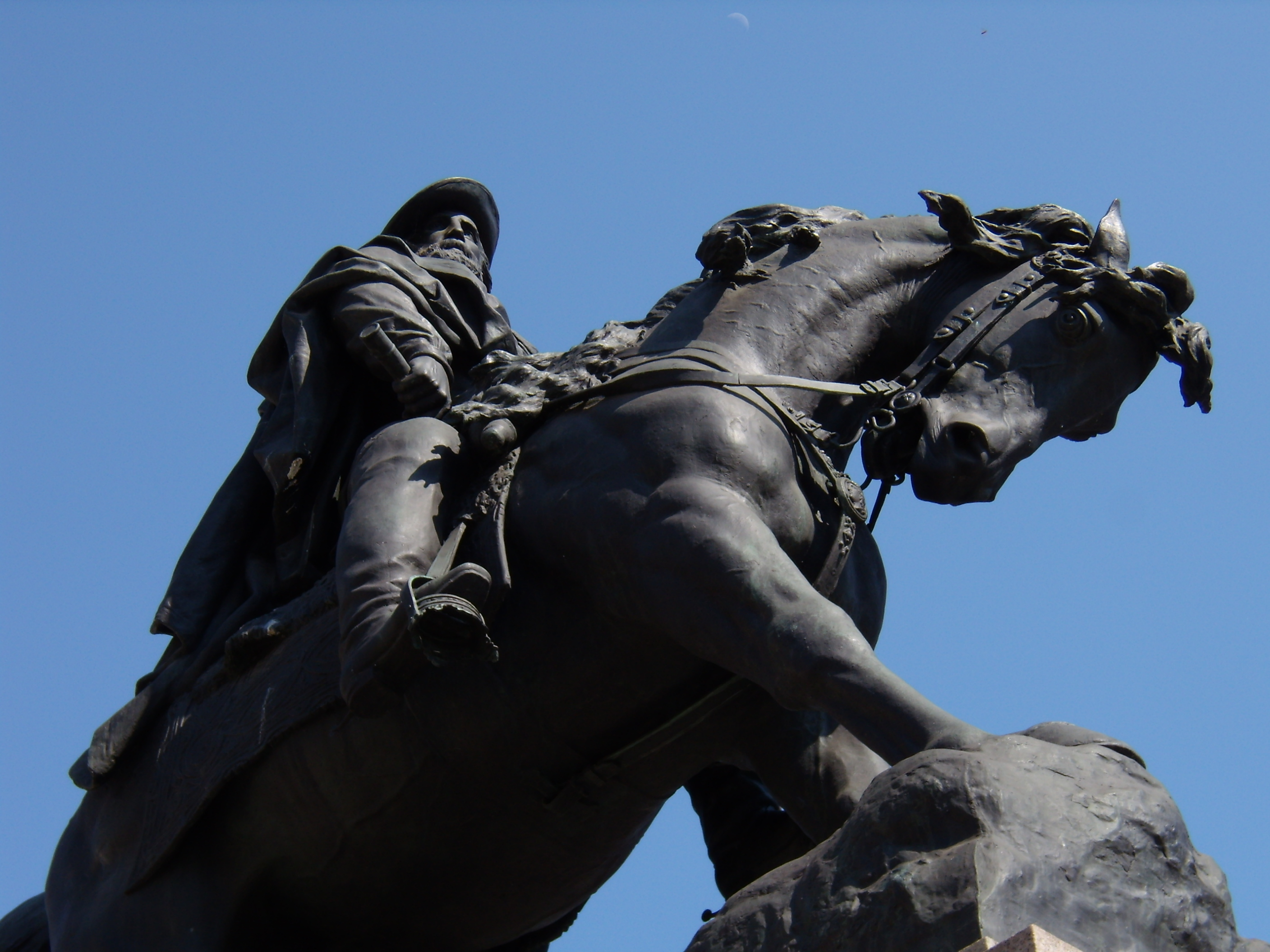
Rovigo: nell'omonima piazza
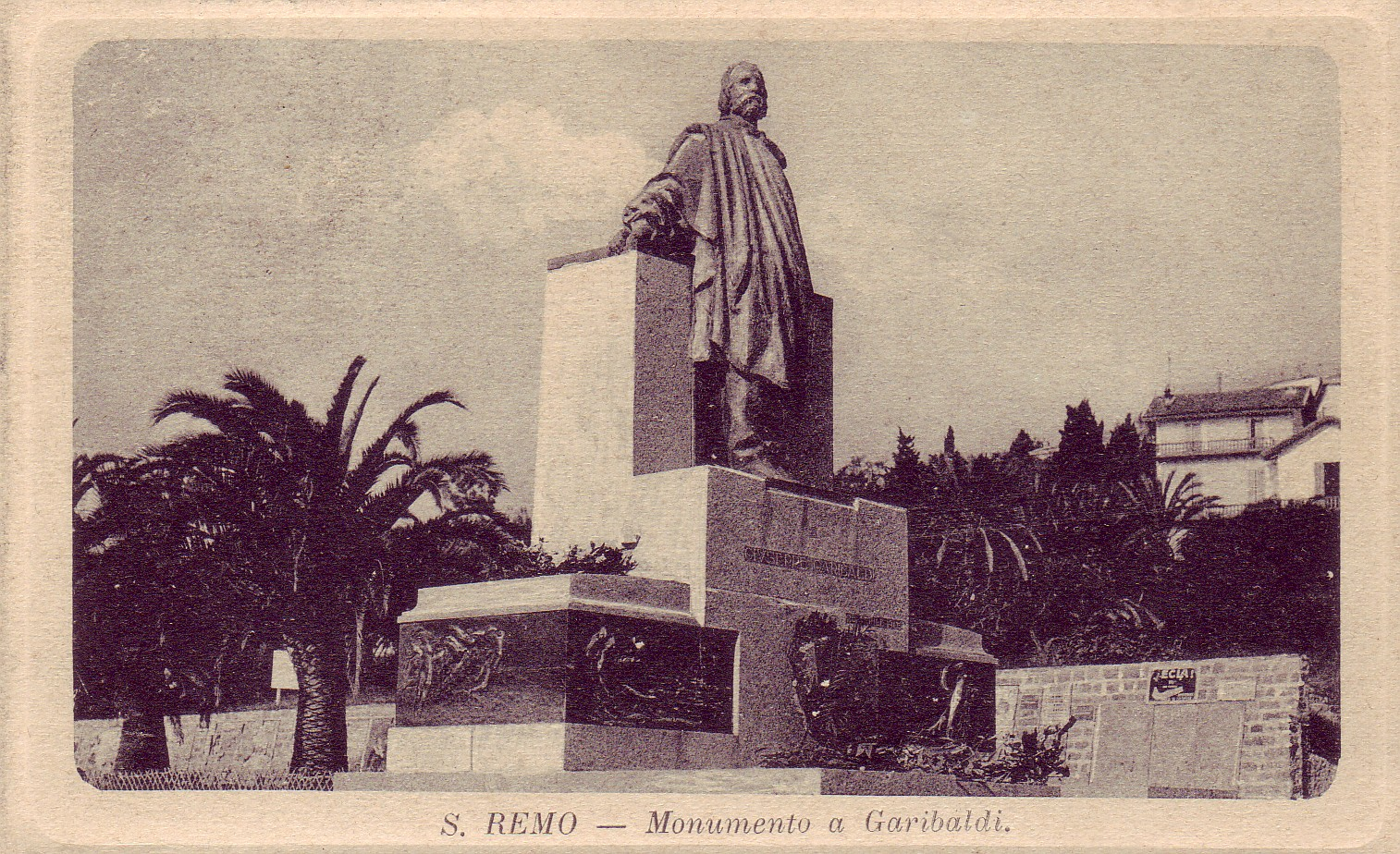
Sanremo: in corso Imperatrice, opera di Leonardo Bistolfi (1908)
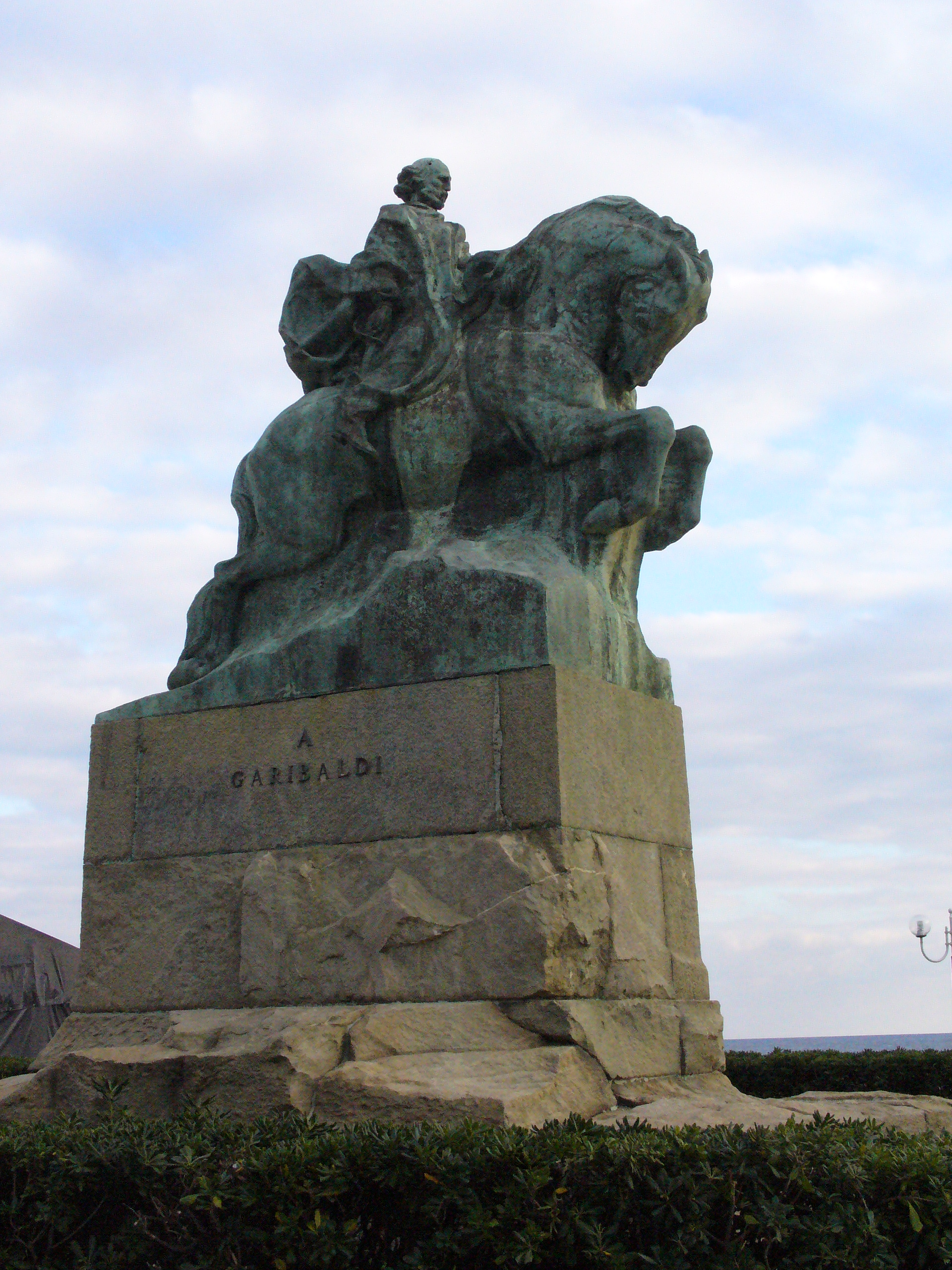
Savona: in piazza Eroe dei due Mondi
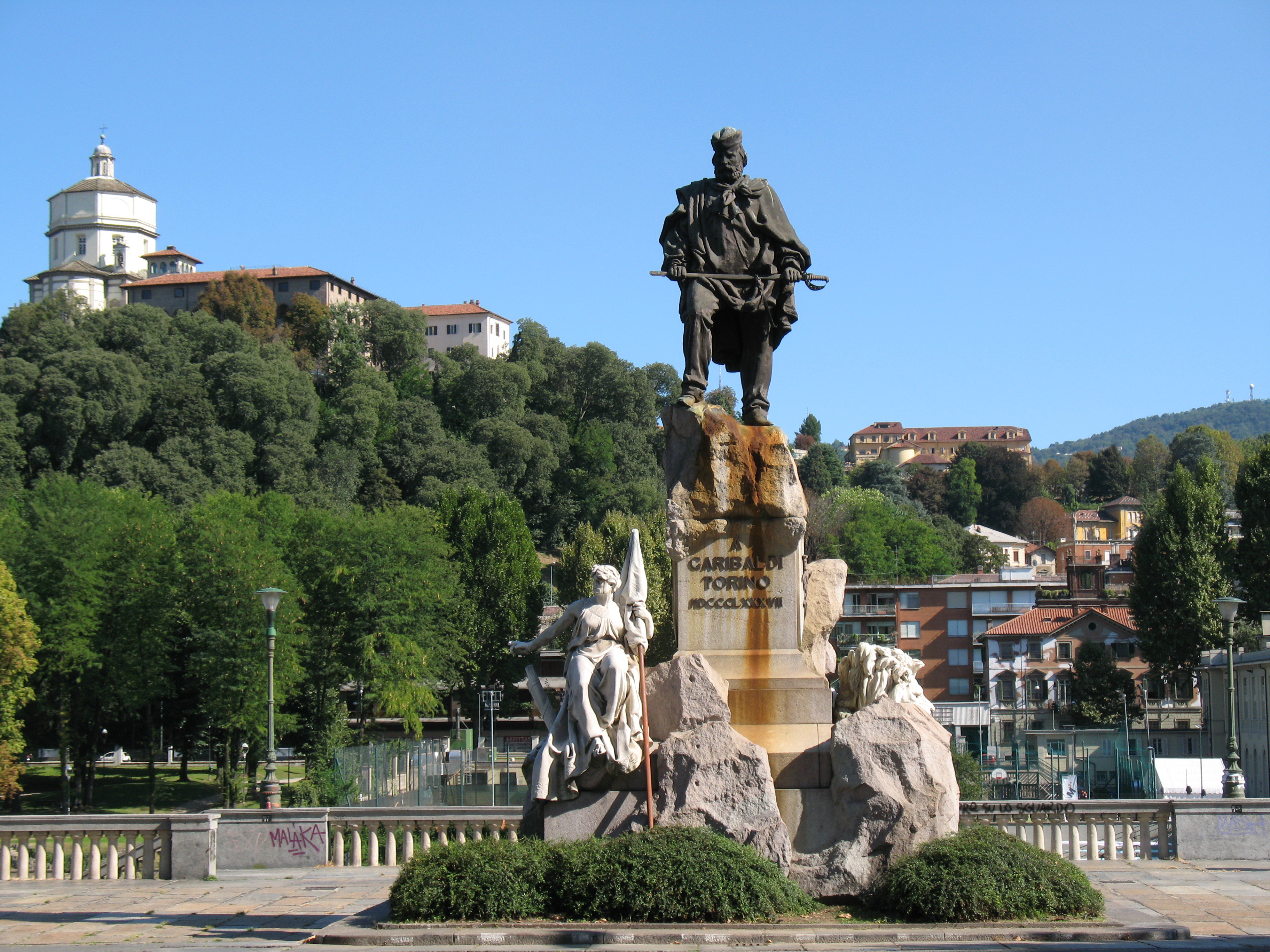
Torino: in corso Cairoli
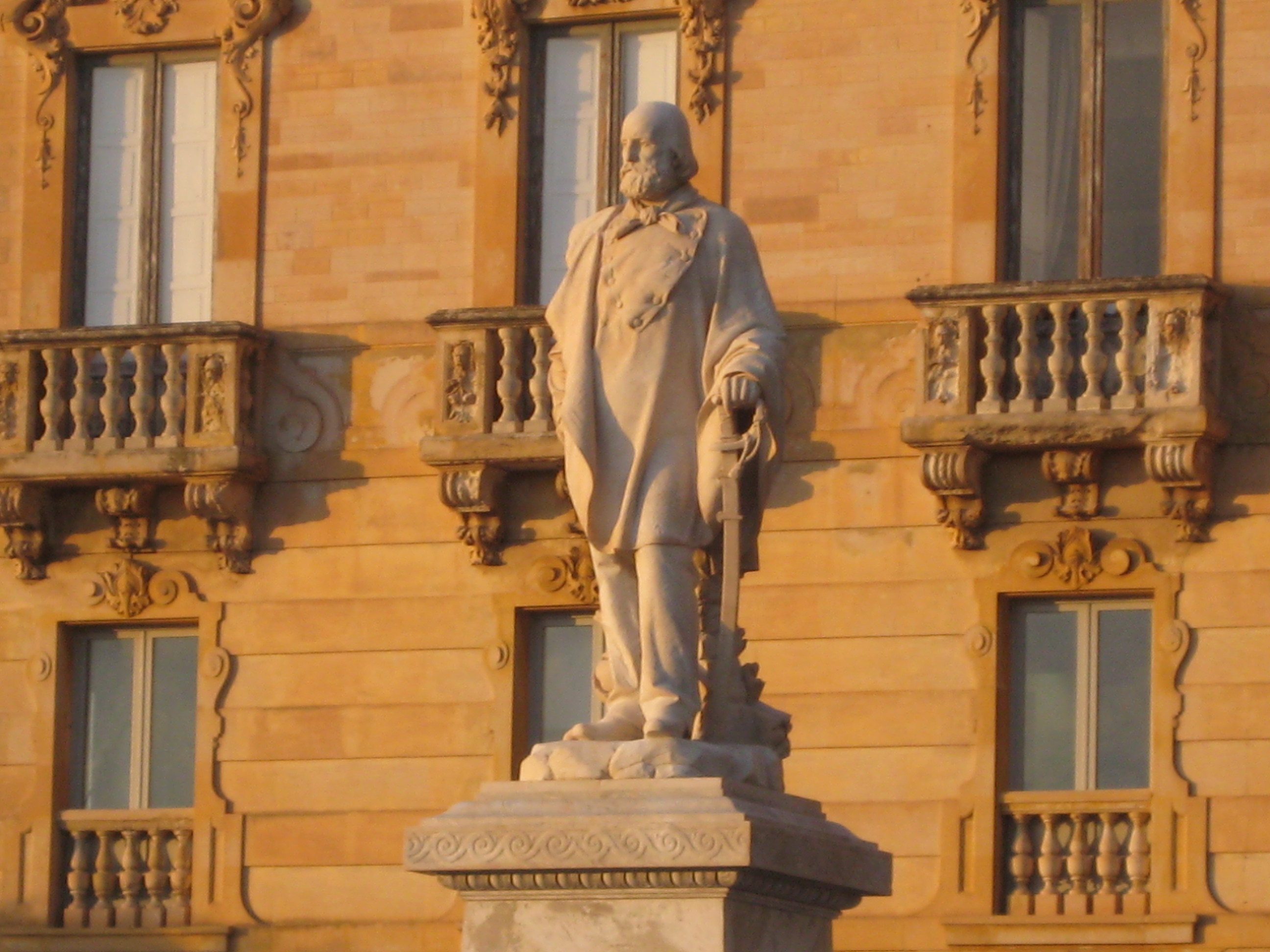
Trapani: nell'omonima piazza
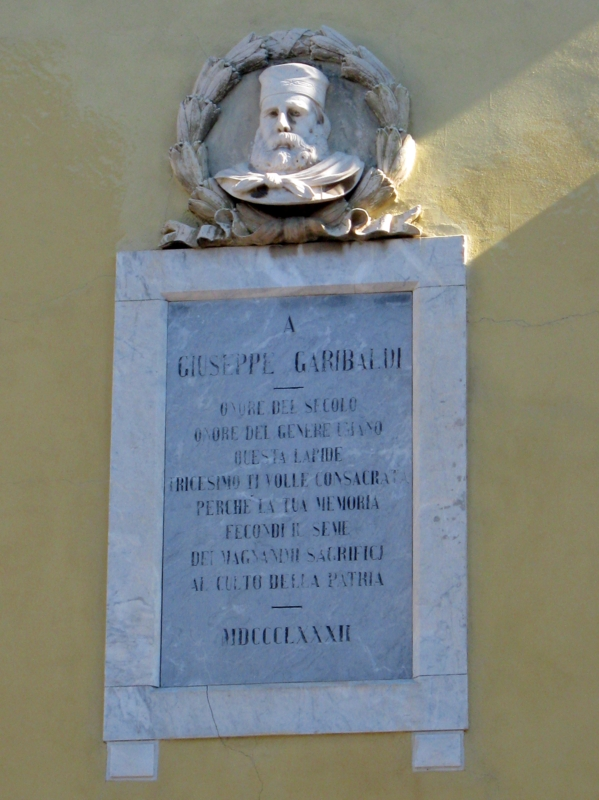
Tricesimo (Udine): nell'omonima piazza
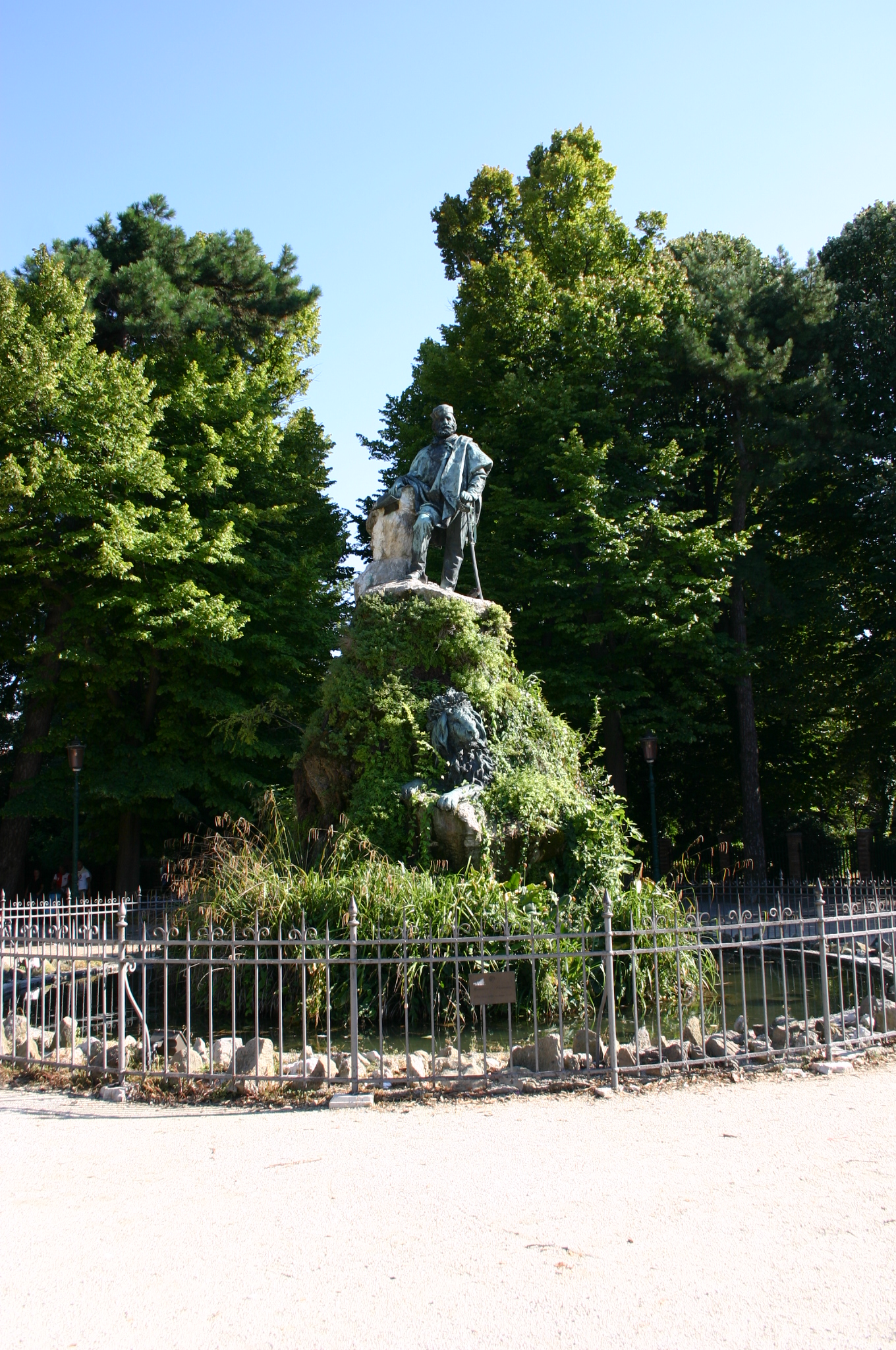
Venezia: nel viale omonimo, opera di Augusto Benvenuti (1885)
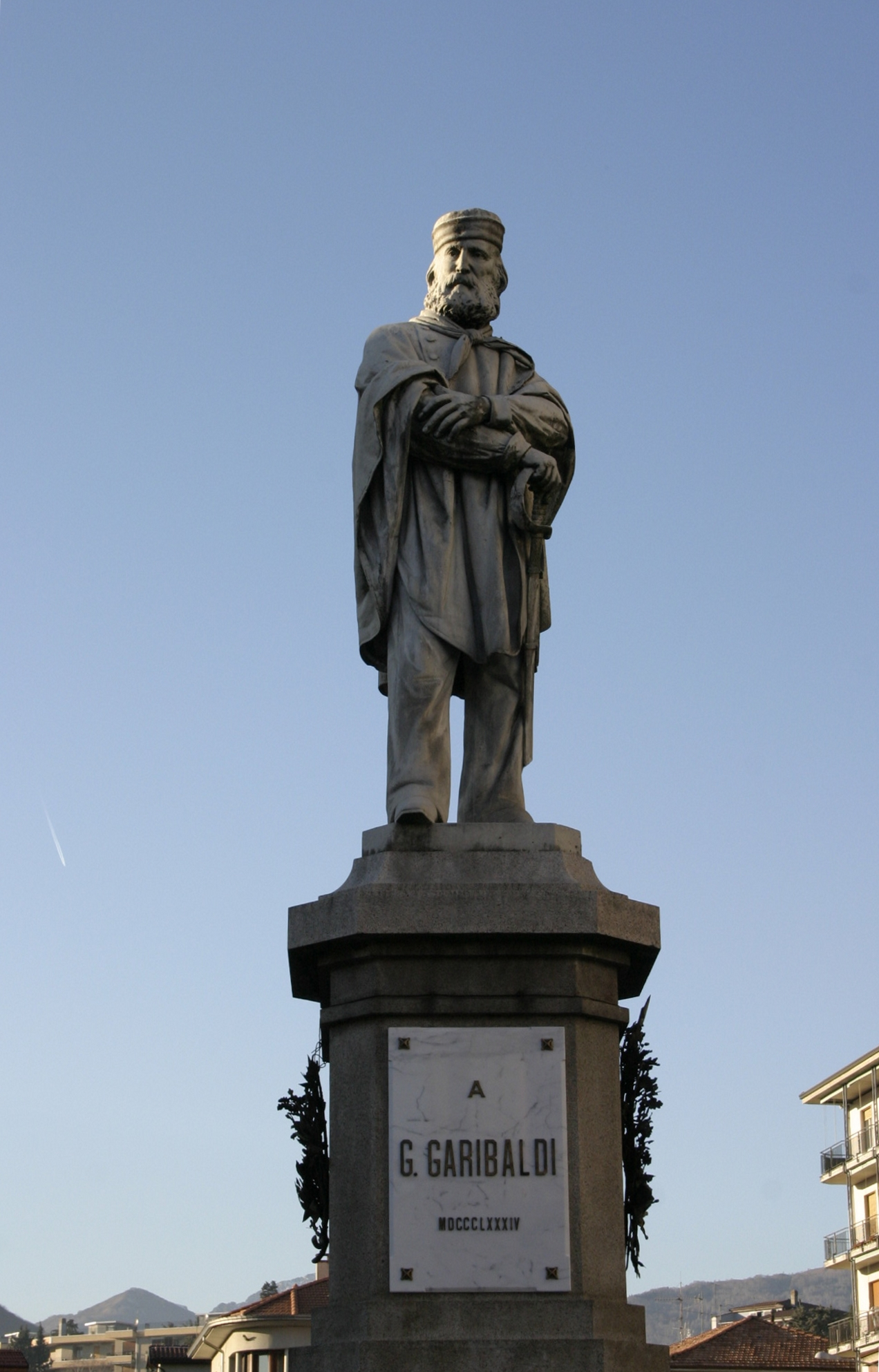
Intra di Verbania: in piazza Don Minzoni
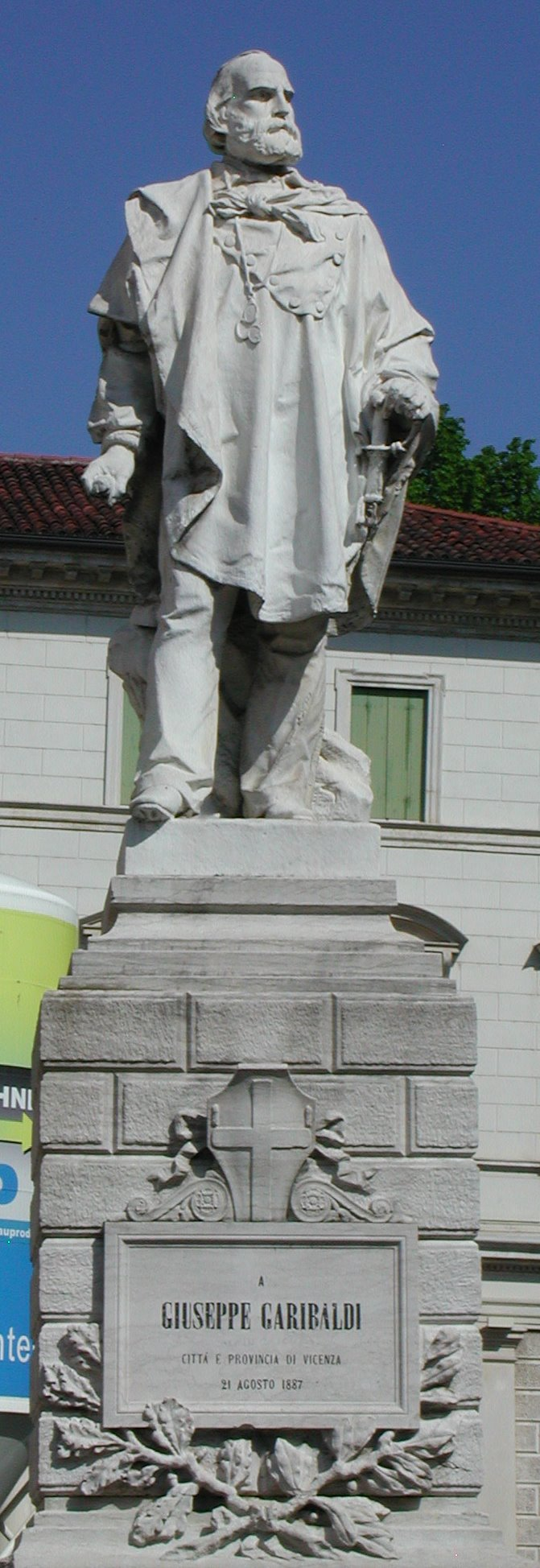
Vicenza: in piazza del Castello, opera di Ettore Ferrari (1887)

#### Monumenti nel mondo

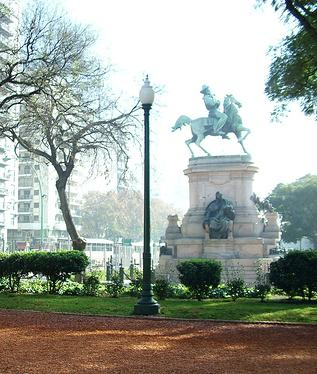
Argentina, Buenos Aires: monumento equestre a Giuseppe Garibaldi in plaza Italia
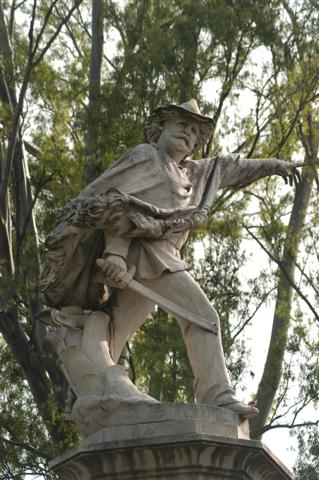
Argentina, Rosario: monumento in plaza Italia, nel Parco Independencia. Realizzato in marmo di Carrara dall'italiano Alessandro Biggi nel 1885
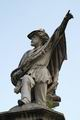
Argentina, Rosario: statua di Giuseppe Garibaldi in plaza Italia. Dichiarato monumento storico nazionale dalla Camera dei Deputati argentina[senza fonte]
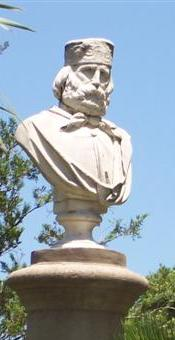
Argentina, Rosario: busto situato nel cortile esterno dell'Ospedale Italiano Garibaldi. Opera dello scultore italiano Erminio Blotta
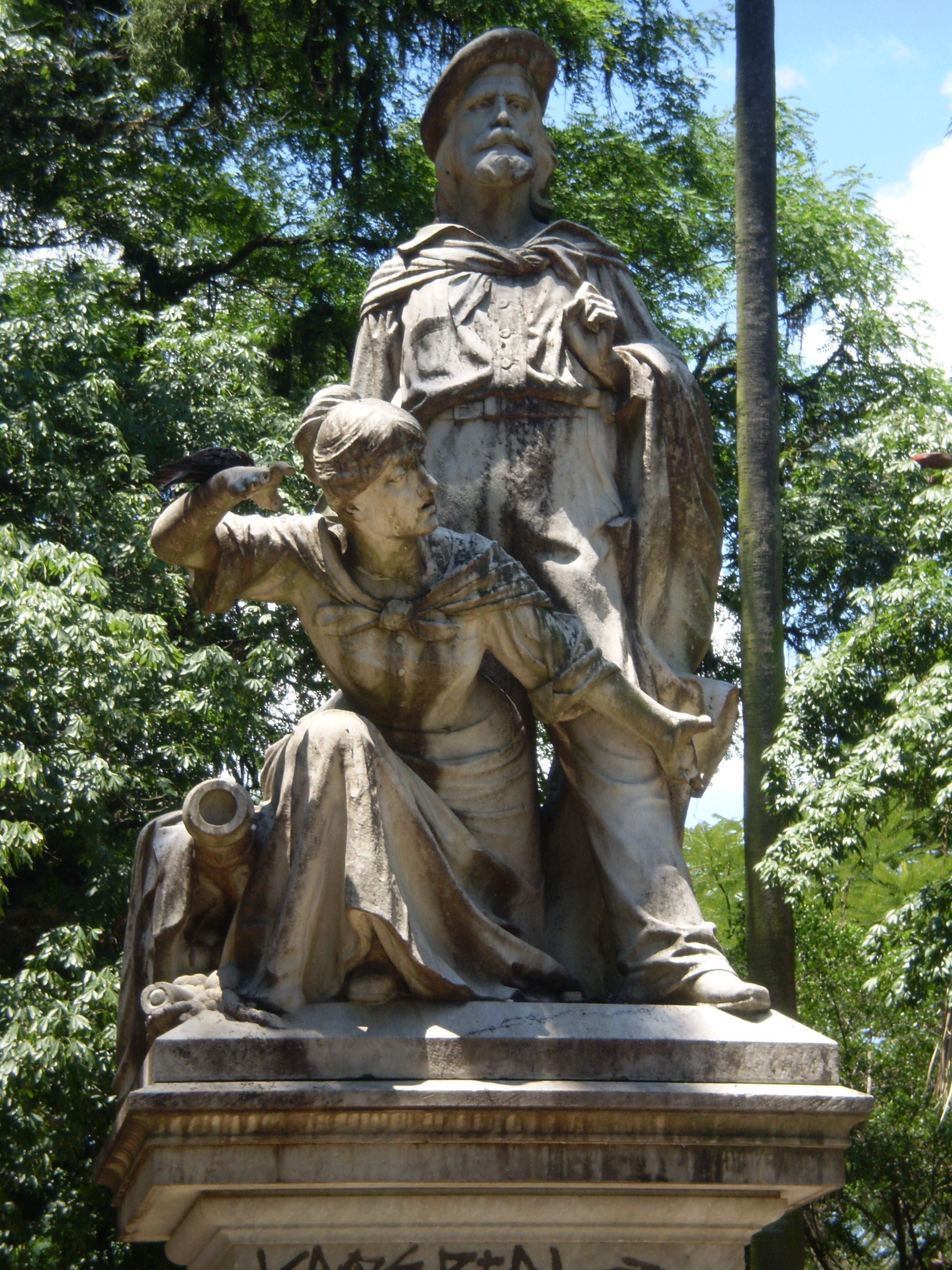
Brasile, Azenha Porto Alegre: statua di Giuseppe e Anita in piazza Garibaldi
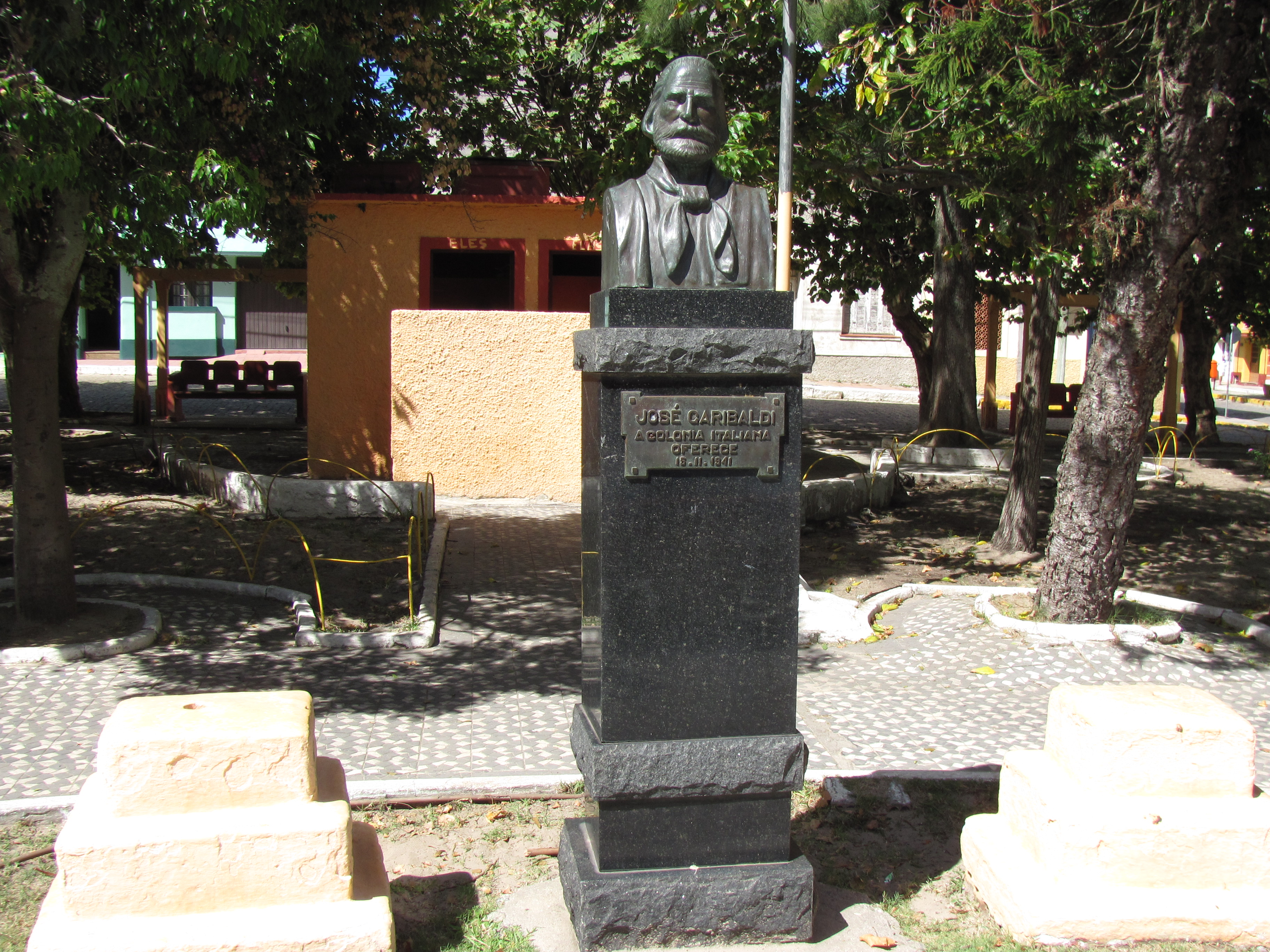
Brasile, São José do Norte: busto di Giuseppe Garibaldi nella praça Central
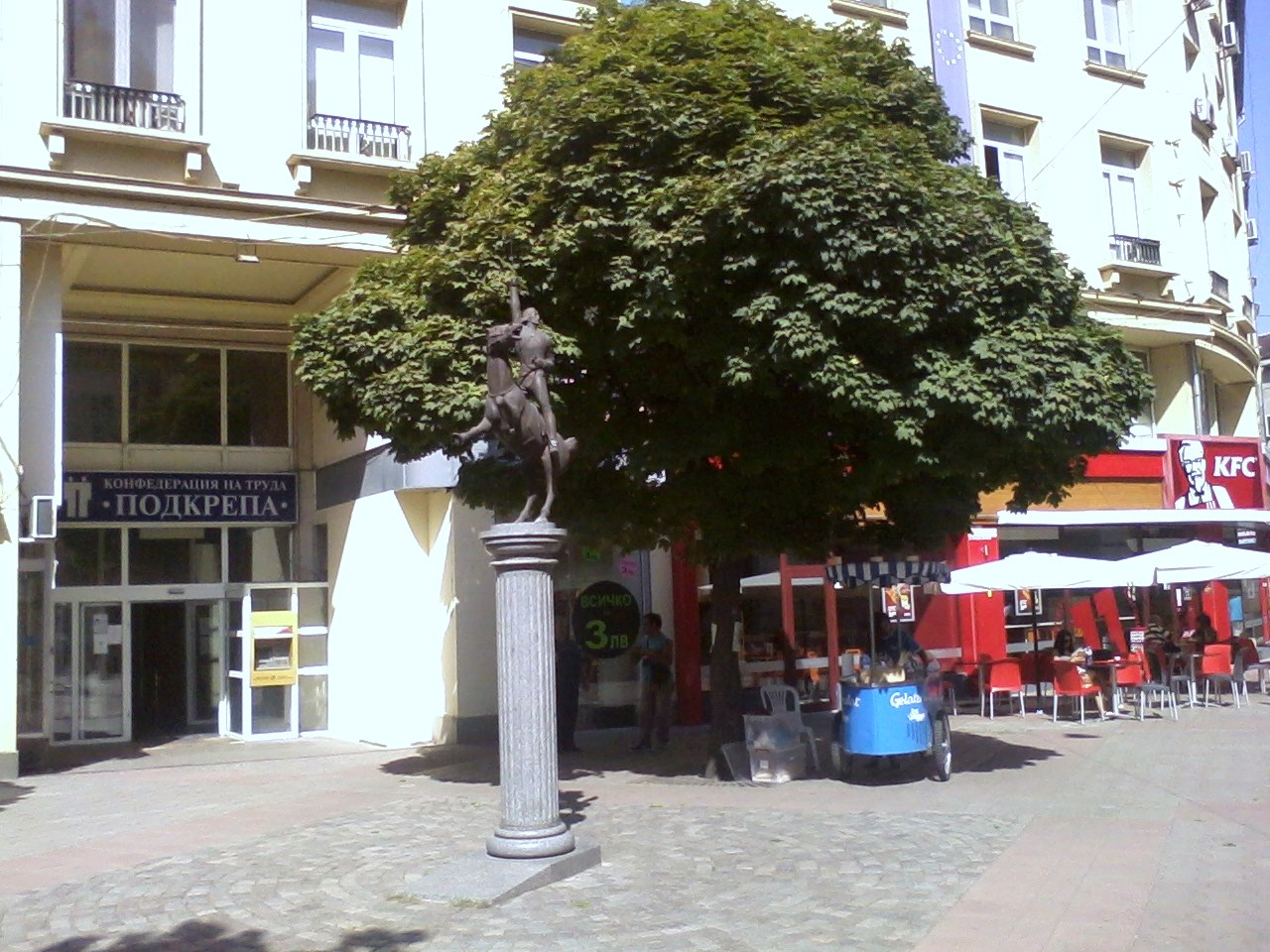
Bulgaria, Sofia: piccola statua di Giuseppe Garibaldi nell'omonima piazza
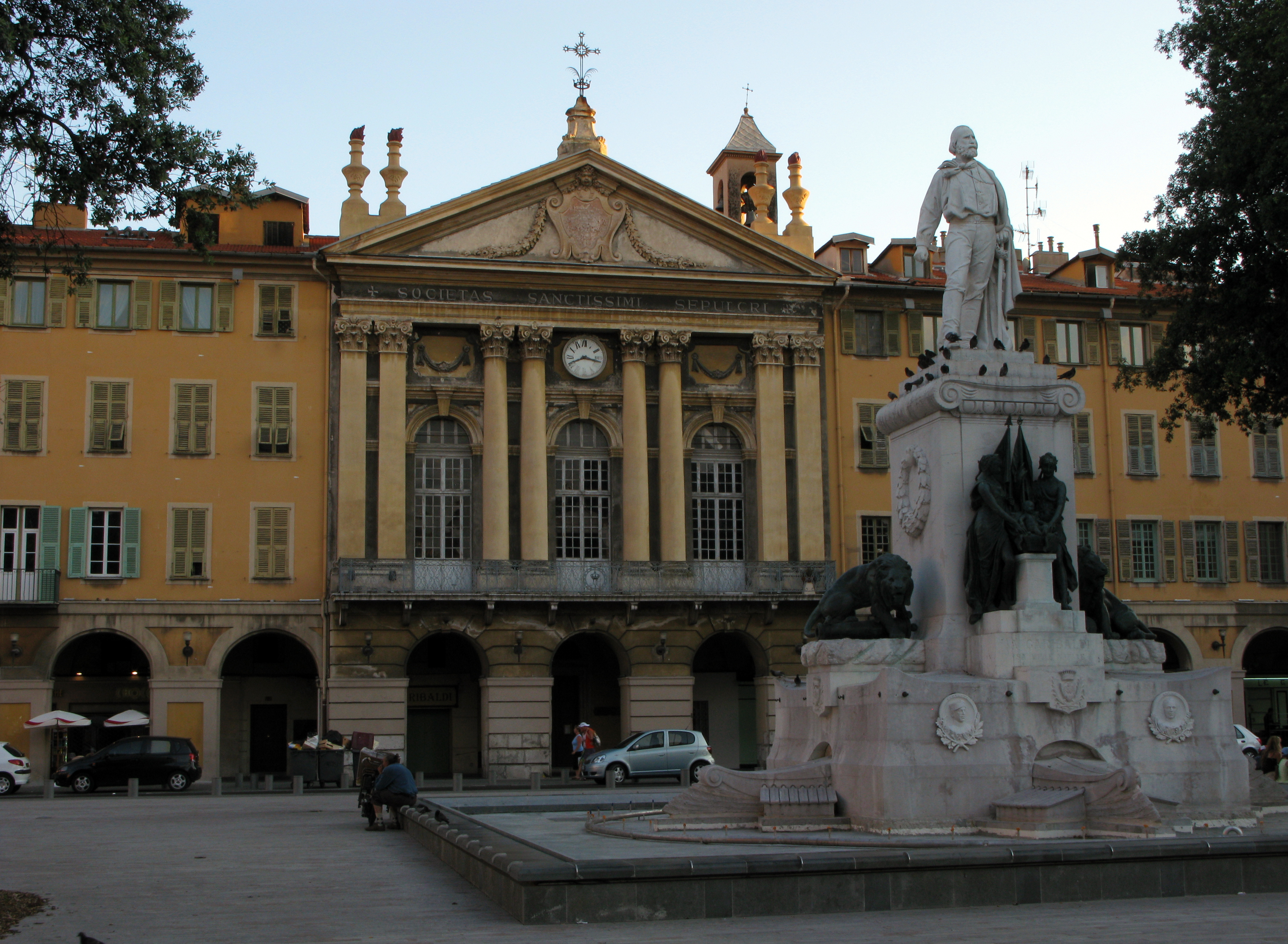
Francia, Nizza: monumento a Giuseppe Garibaldi in place Garibaldi
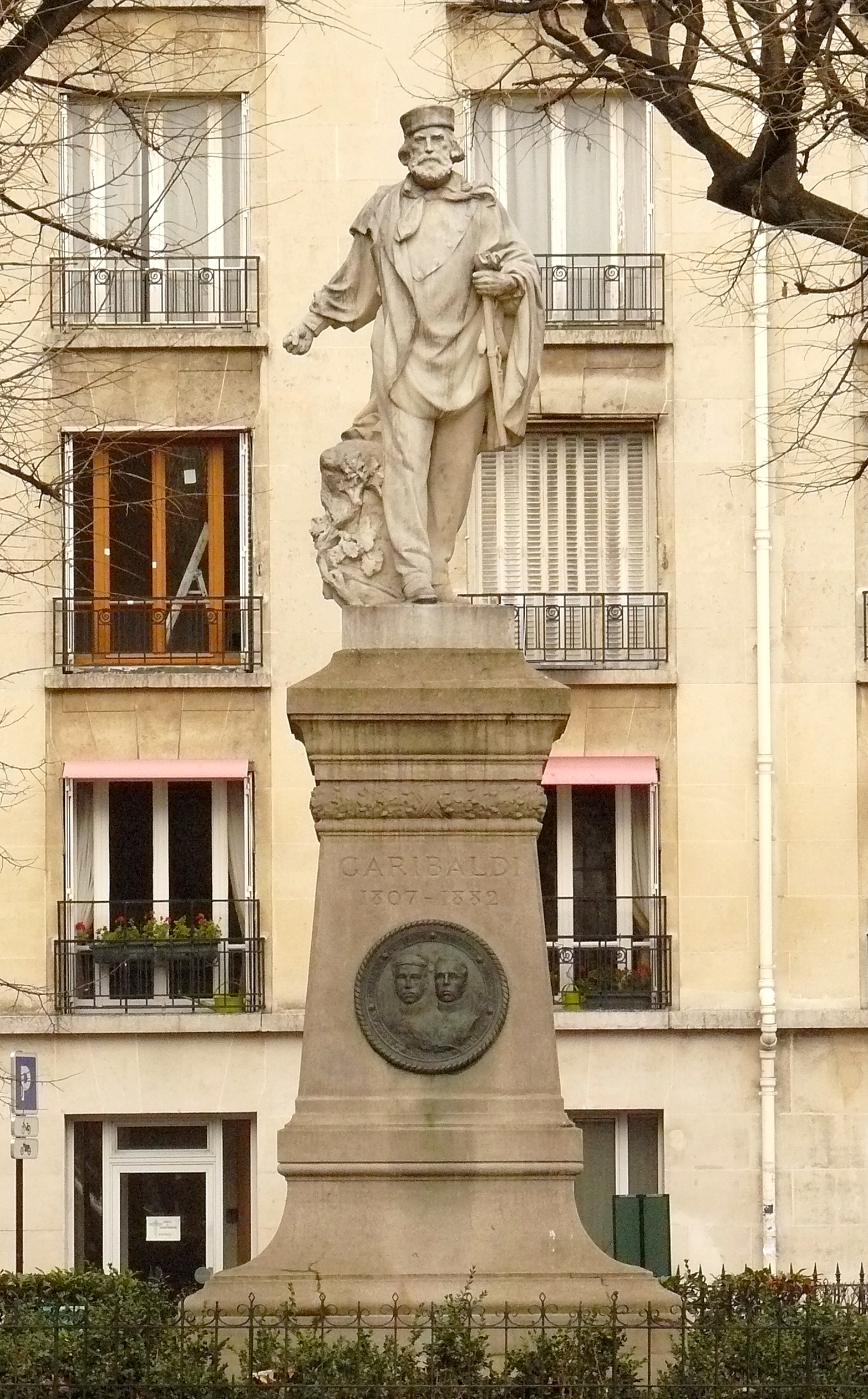
Francia, Parigi: statua di Giuseppe Garibaldi situata nello square Cambronne
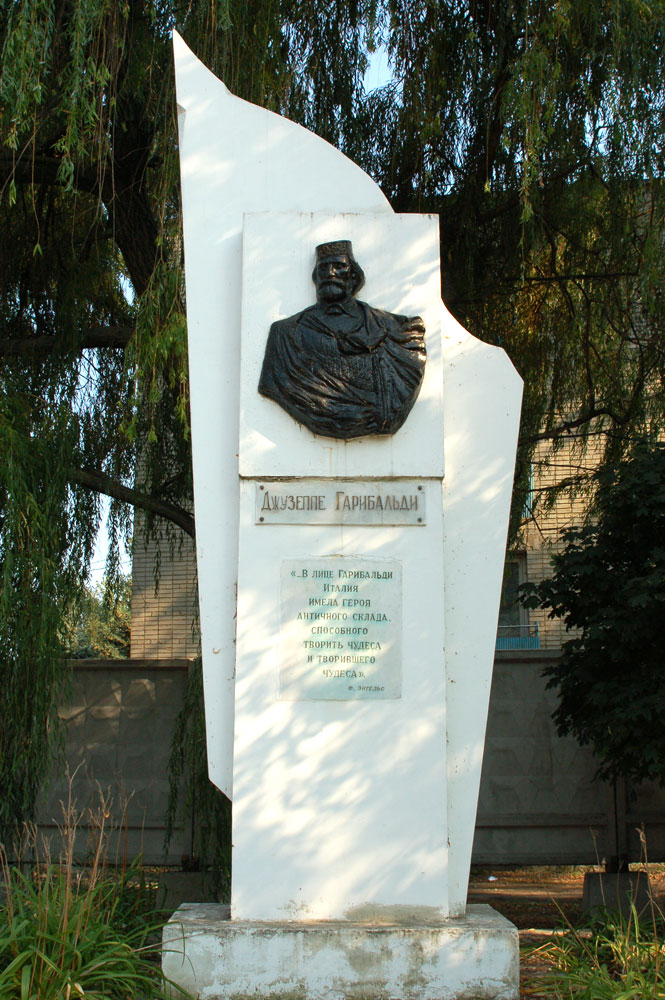
Russia, Taganrog: monumento a Giuseppe Garibaldi
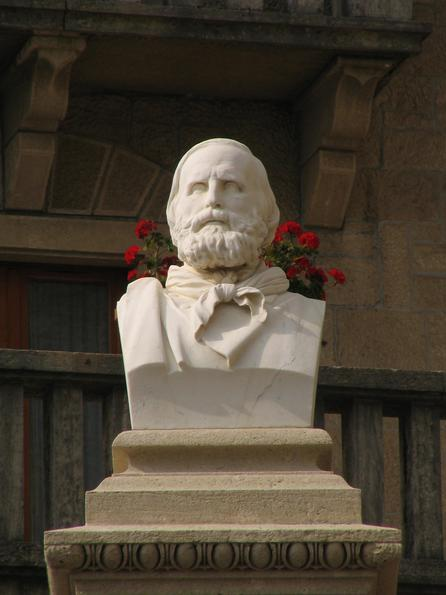
San Marino: busto di Giuseppe Garibaldi. Realizzato da Stefano Galletti nel 1882
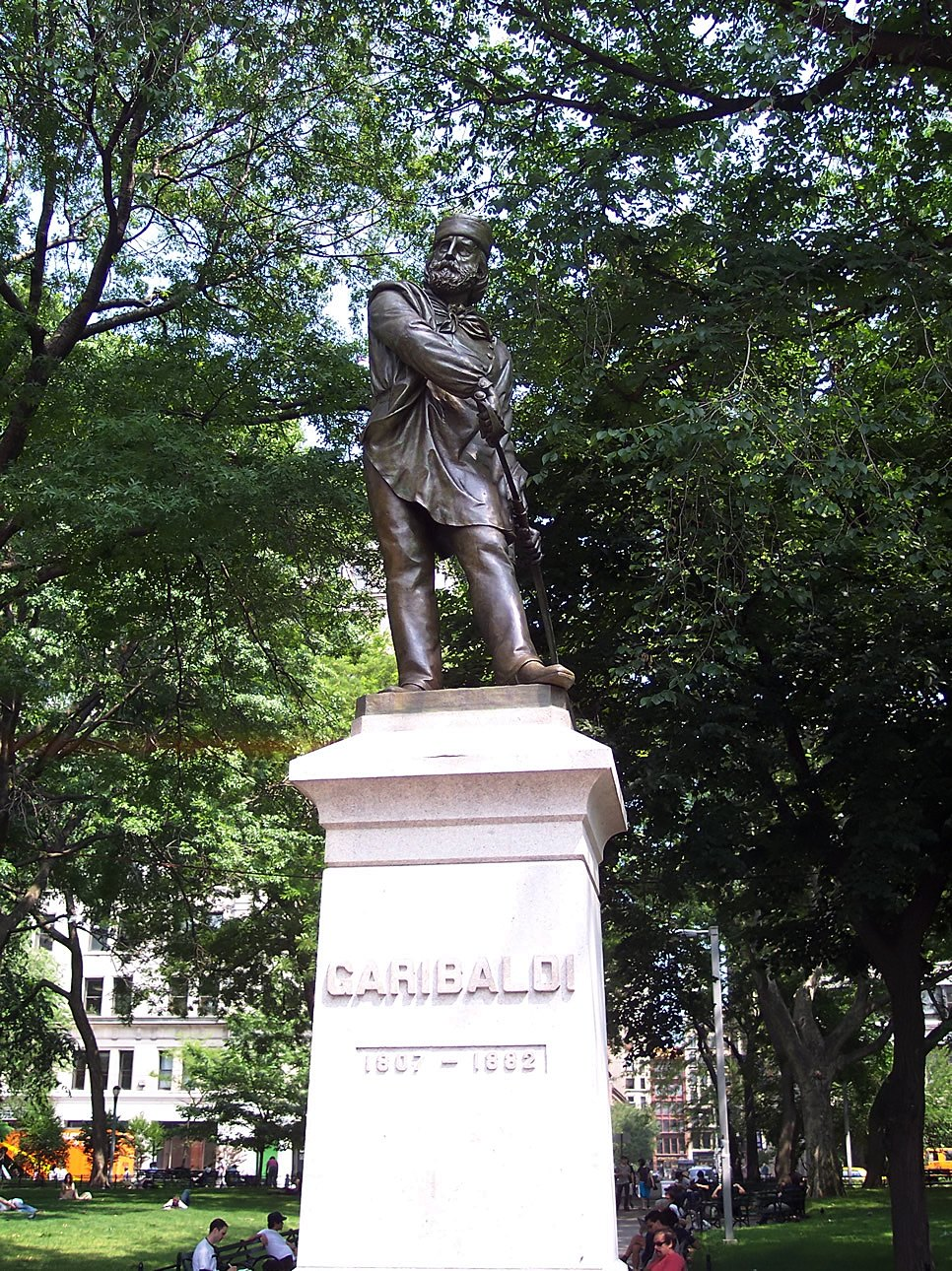
Stati Uniti d'America, New York: monumento dedicato a Giuseppe Garibaldi ad opera di Giovanni Turini ed eretto nel 1888
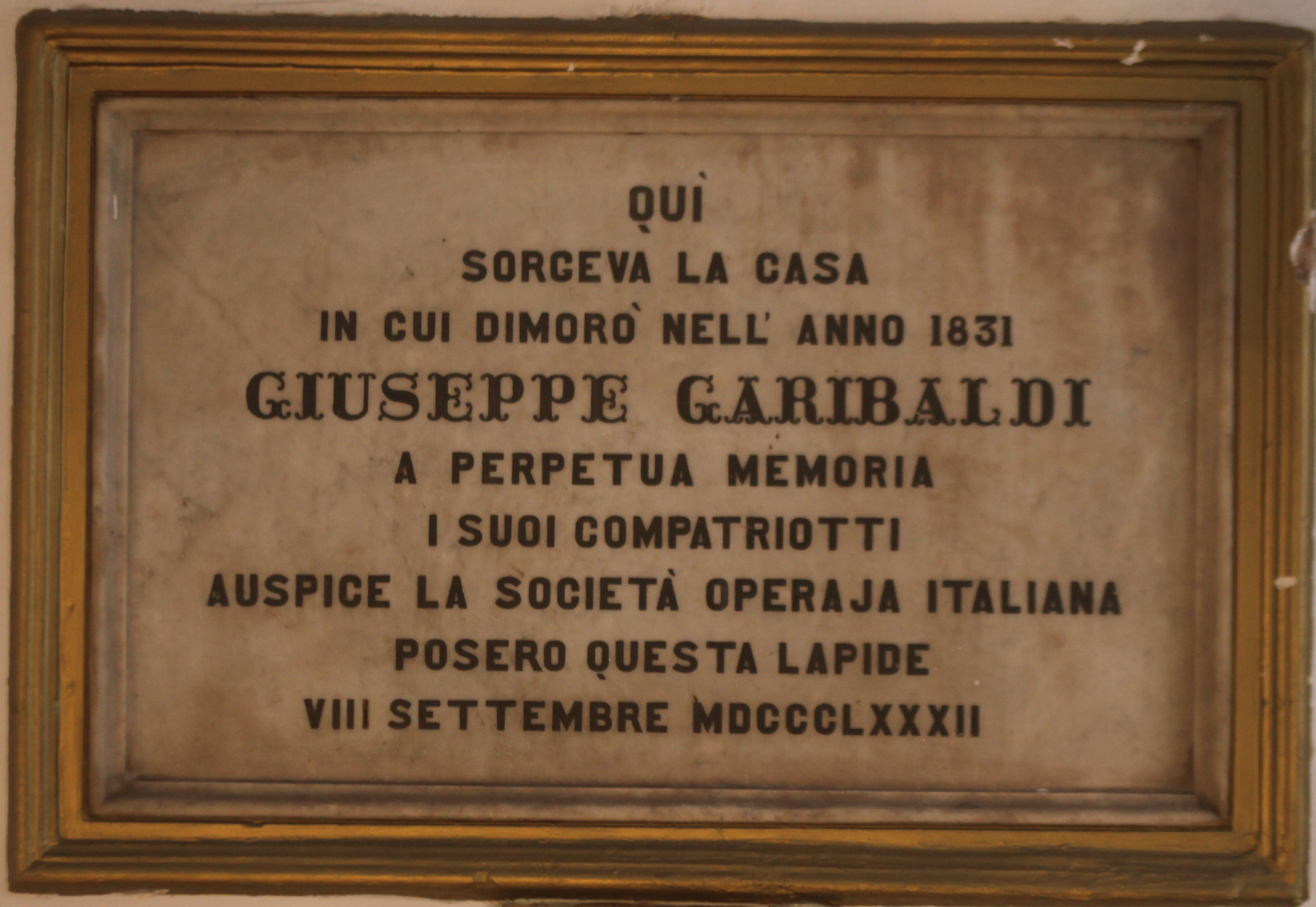
Turchia, Istanbul: lapide realizzata in memoria di Giuseppe Garibaldi su iniziativa della Società Operaia Italiana
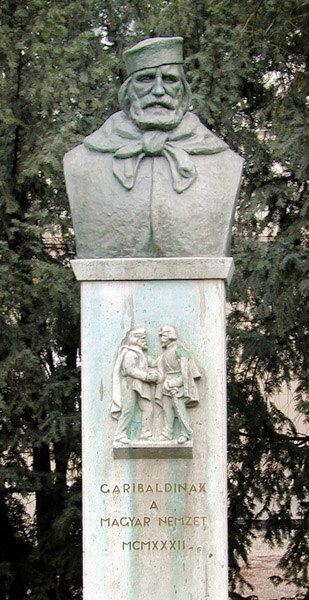
Ungheria, Budapest: monumento a Giuseppe Garibaldi
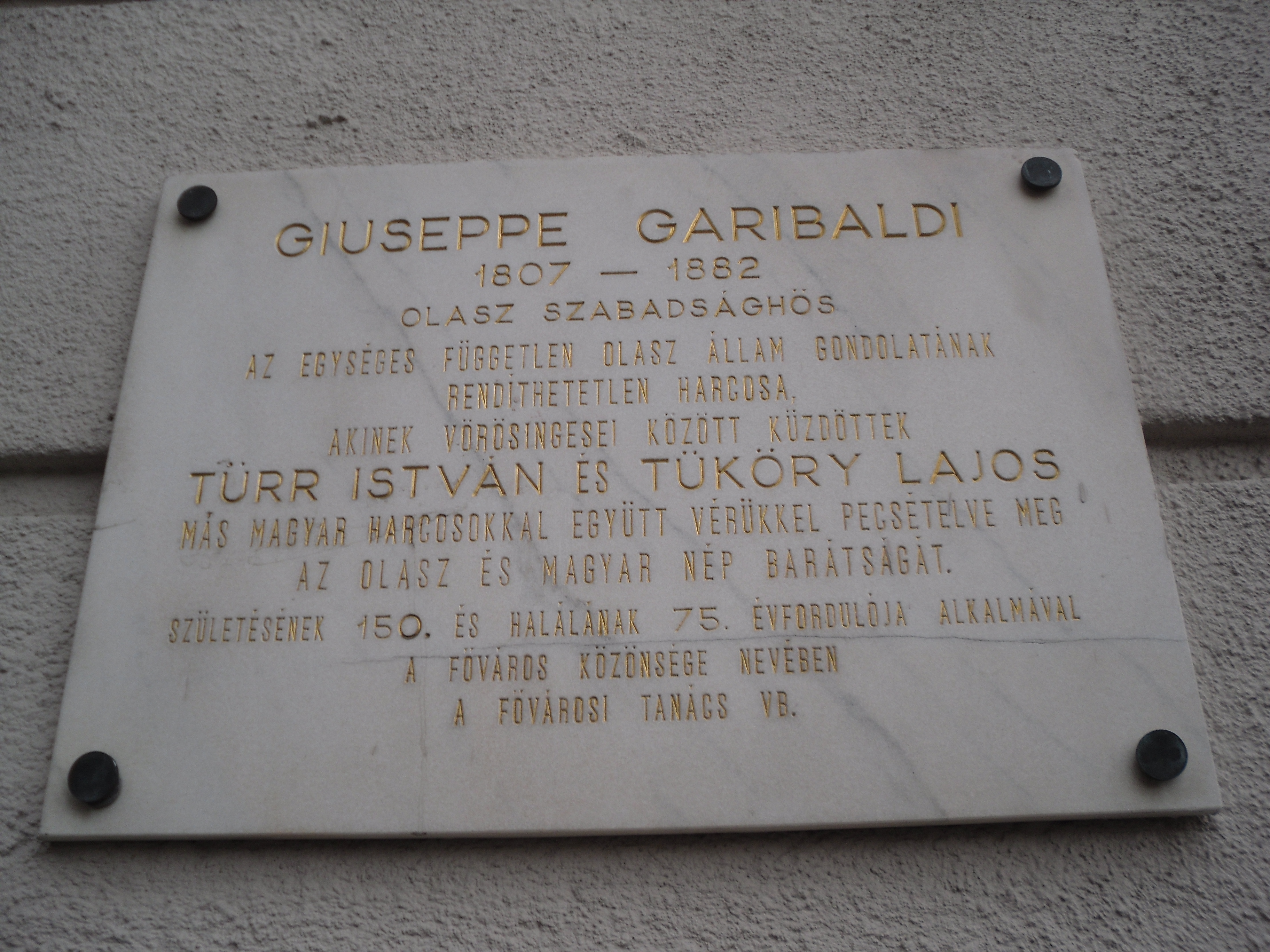
Ungheria, Budapest: targa dedicata a Giuseppe Garibaldi collocata nell'omonima via
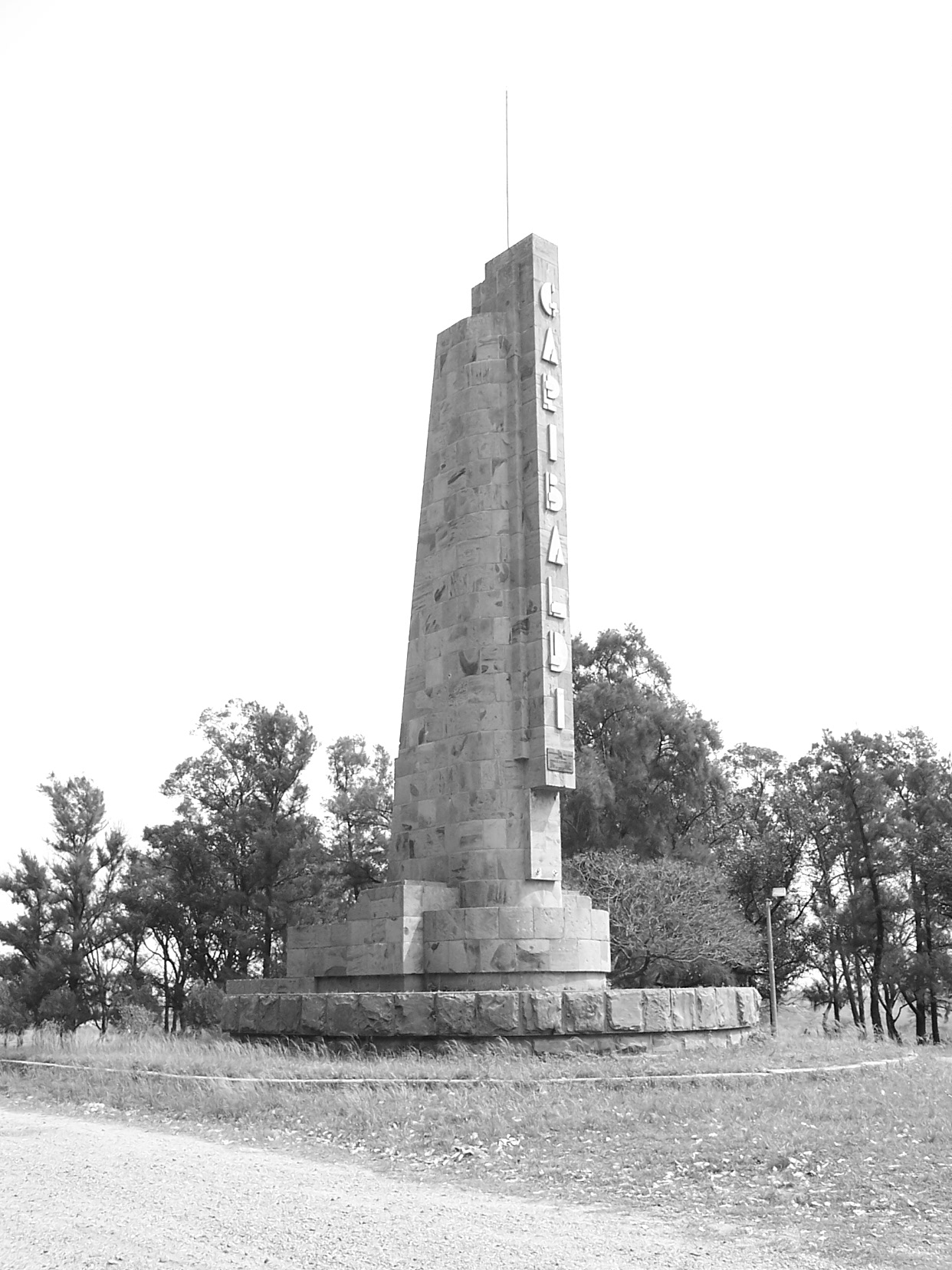
Uruguay, Salto: monumento a Giuseppe Garibaldi
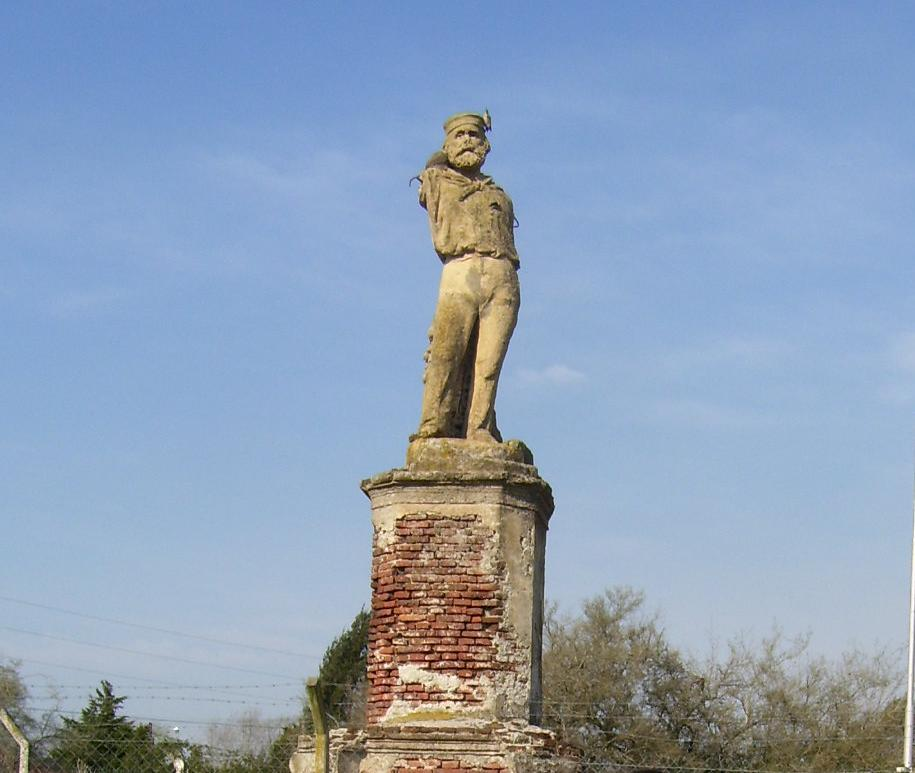
Statua a Villa Garibaldi, città di La Plata, Argentina

### Immagine di Garibaldi
Giuseppe Garibaldi, in particolare durante gli anni della seconda guerra d'indipendenza venne spesso raffigurato con la caratteristica uniforme rossa dei garibaldini, il corpo di cui era generale e con il quale aveva agito per gran parte delle campagne militari in Italia.
Negli anni della maturità, invece, lasciata l'uniforme, preferì abbinare un berretto da fumo (il classico cappello "alla Garibaldi") con un poncho che lo rimandava alle prime esperienze in Sudamerica.

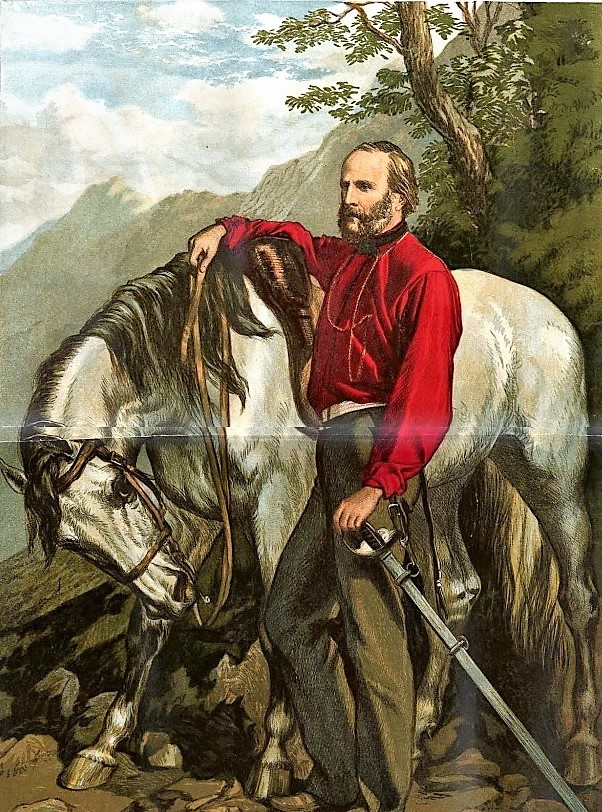
Giuseppe Garibaldi
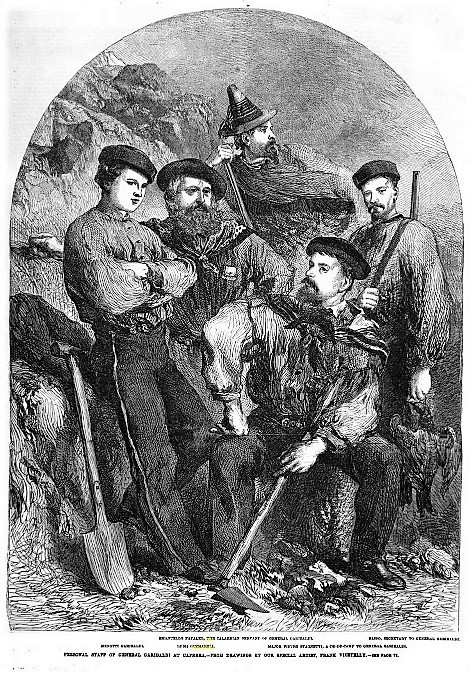
Accompagnatori di Garibaldi a Caprera
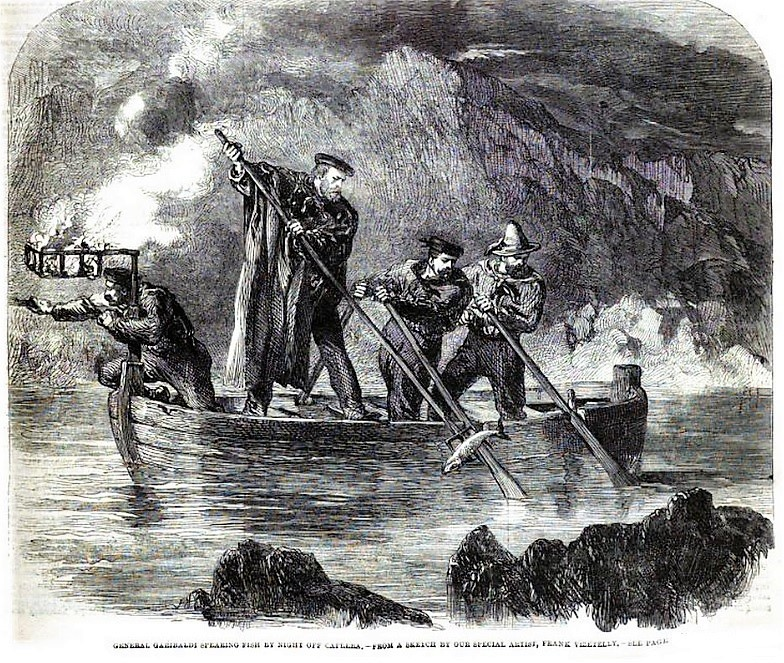
Garibaldi pesca a Caprera
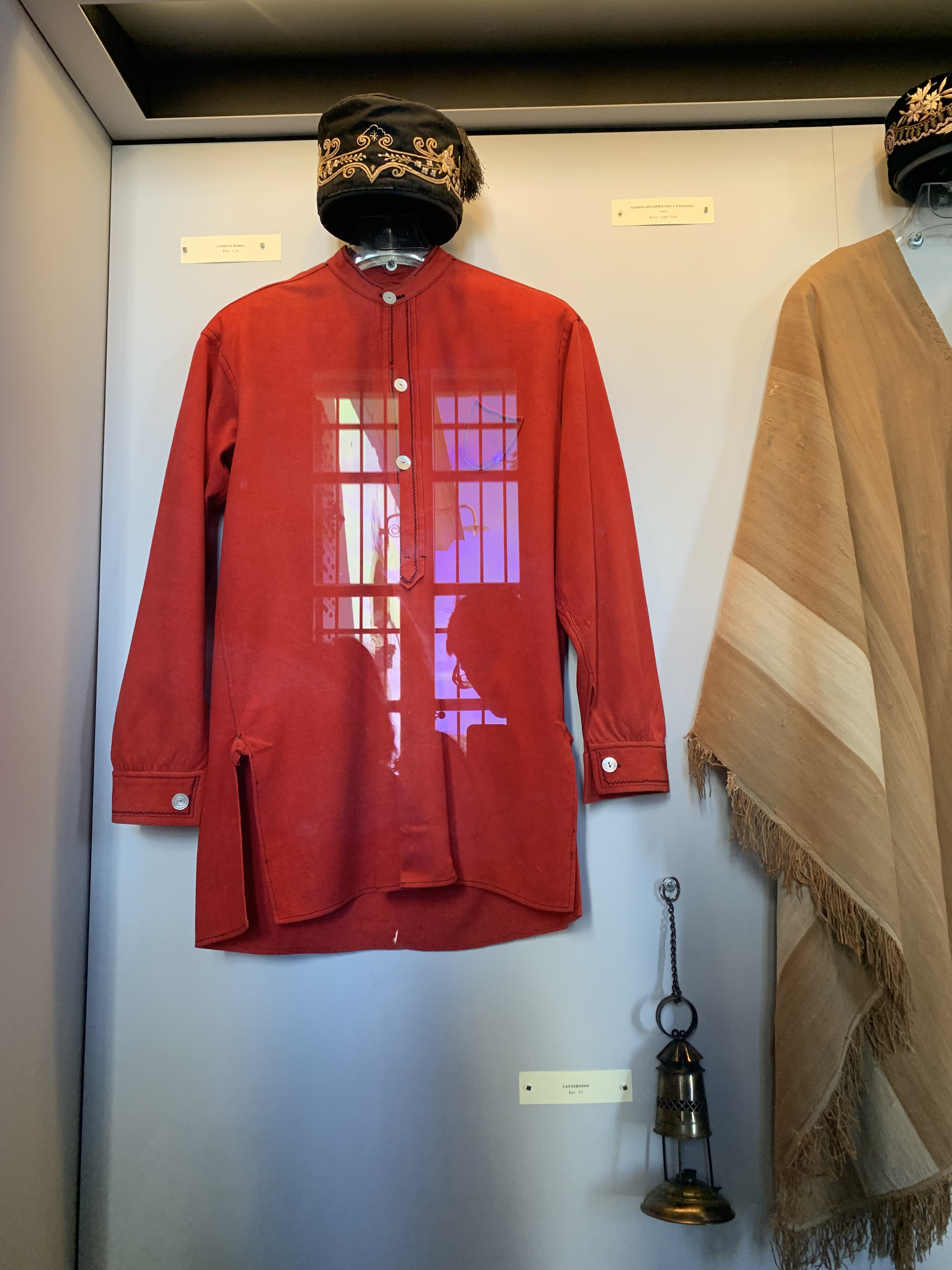
L'uniforme di Garibaldi conservata nel Compendio garibaldino

### Musei
Sull'isola di Caprera si trovano il Compendio garibaldino - comprendente la Casa Bianca, il cimitero e gli altri locali dove Garibaldi passò gli ultimi anni della sua vita - e il Memoriale Giuseppe Garibaldi presso il Forte Arbuticci.
La fabbrica di candele dove egli lavorò con Meucci è ancora esistente. Dal 1980 l'immobile ospita il Garibaldi-Meucci Museum ed è stato dichiarato monumento dello Stato di New York e monumento nazionale degli Stati Uniti d'America. Presso il Museo centrale del Risorgimento al Vittoriano a Roma, sono conservati i pantaloni di Garibaldi, veri e propri jeans per stoffa e modello, tra i primi esempi in assoluto nella storia di questo indumento.
A Collescipoli, frazione del comune di Terni è conservato il Beccaccino, piccola imbarcazione di circa 4 metri. L'imbarcazione ha una rilevanza storica in quanto Giuseppe Garibaldi la utilizzò per fuggire, anche con l'aiuto di patrioti ternani, da Caprera nel 1867. Il beccaccino fu donato da Garibaldi a Barberini i cui eredi a loro volta lo donarono al Comune di Terni.
Le Mostre su Garibaldi sono state numerose; celebre fu quella "garibaldina" del 1932, a Roma, per il cinquantesimo della morte.
A Marsala (TP) al Museo risorgimentale Garibaldi Giacomo Giustolisi di Marsala sezione del Museo civico di Marsala presso il complesso monumentale San Pietro è esposta la poltrona in damasco dove si riposò Giuseppe Garibaldi a Marsala durante la sua seconda venuta nella città lilibetana.
A Modena al Museo civico del Risorgimento si conservano la testa e la pelle del cavallo appartenuto a Garibaldi, oltre a un suo poncho e alcuni ritratti.
A Bezzecca (TN), luogo della famosa battaglia di Garibaldi a cui seguì il celebre "Obbedisco", si trova il Museo Storico Garibaldino di Bezzecca.

## Onorificenze e riconoscimenti

### Cittadinanze onorarie
Numerosi i riconoscimenti di Cittadinanza onoraria concessi a Garibaldi, tra i quali quelli della Repubblica di San Marino, Londra, Ravenna, Arezzo, Napoli, Milano, Massa Marittima, Varese, Modigliana, Firenze, Bologna, Rogliano, Rimini, Penne e Chiavari.

### Scritti di Garibaldi
- Memorie., pubblicate da A. Dumas; prima versione di L. E. Tettoni, Milano, 1860 (ora: Alexander Dumas Le memorie di Garibaldi edizione Mursia ISBN 978-88-425-2996-5)
- Memorie., a cura di Alberto Burgos, Udine, Gaspari, 2004, ISBN 88-86338-78-3
- Il governo dei preti - Kaos edizioni, 2006
- Clelia: Il governo del monaco, Milano, 1870.
- Le memorie, Nella redazione definitiva del 1872, a cura della reale commissione, Bologna-Rocca S. Casciano, 1932.
- I mille (PDF)., Torino, 1874.
- Cantoni il volontario, romanzo storico., Milano, 1870, che ha come protagonista il garibaldino forlivese Achille Cantoni, eroicamente caduto a Mentana
- Elisabetta d'Ungheria: dramma storico in cinque atti, Roma, 1879.
- Manlio: romanzo contemporaneo; a cura di Maria Grazia Miotto; introduzione di Graziano Gug, Napoli, 1982.
- Lettere a Speranza von Schwartz (PDF).
- Poema autobiografico dall'autografo: Carme alla morte (PDF).

Nell'Edizione nazionale degli scritti di Giuseppe Garibaldi sono stati pubblicati 6 volumi a Bologna dall'editore Cappelli negli anni 1932-1937. La pubblicazione è ripresa a cura dell'Istituto per la storia del Risorgimento italiano, che negli anni 1973-2009 ha pubblicato 14 volumi dell'Epistolario (volumi 7-20 dell'edizione nazionale):
- Vol. 1: Le memorie di Garibaldi in una delle redazioni anteriori alla definitiva del 1872, a cura della Reale Commissione, Bologna, Cappelli, 1932, XX + 422 pagg.
- Vol. 2: Le memorie di Garibaldi nella redazione definitiva del 1872, a cura della Reale commissione, Bologna, Cappelli, 1932, 670 pagg.
- Vol. 3: I Mille, a cura della Reale commissione, Bologna, Cappelli, 1933, XVII + 407 pagg.
- Vol. 4: Scritti e discorsi politici e militari. Vol. 1. 1838-1861, a cura della Reale commissione, Bologna, Cappelli, 1934, XVII + 431 pagg.
- Vol. 5: Scritti e discorsi politici e militari. Vol. 2. 1862-1867, a cura della Reale commissione, Bologna, Cappelli, 1935, XIII + 471 pagg.
- Vol. 6: Scritti e discorsi politici e militari. Vol. 3. 1868-1882, a cura della Reale commissione, Bologna, Cappelli, 1937, XII + 620 pagg.
- Vol. 7: Epistolario. Vol. 1. 1834-1848, a cura di Giuseppe Fonterossi, Salvatore Candido, Emilia Morelli, Roma, Istituto per la storia del Risorgimento italiano, 1973, X + 299 pagg.
- Vol. 8: Epistolario. Vol. 2. 1849, a cura di Leopoldo Sandri, Roma, Istituto per la storia del Risorgimento italiano, 1978, X + 253 pagg.
- Vol. 9: Epistolario. Vol. 3. 1850-1858, a cura di Giancarlo Giordano, Roma, Istituto per la storia del Risorgimento italiano, 1981, X + 235 pagg.
- Vol. 10: Epistolario. Vol. 4. 1859, a cura di Massimo De Leonardis, Roma, Istituto per la storia del Risorgimento italiano, 1982, X + 283 pagg.
- Vol. 11: Epistolario. Vol. 5. 1860, a cura di Massimo de Leonardis, Roma, Istituto per la storia del Risorgimento italiano, 1988, XI + 389 pagg.
- Vol. 12: Epistolario. Vol. 6. 1861-1862, a cura di Sergio La Salvia, Roma, Istituto per la storia del Risorgimento italiano, 1983, XI + 343 pagg.
- Vol. 13: Epistolario. Vol. 7. Marzo-dicembre 1862, a cura di Sergio La Salvia, Roma, Istituto per la storia del Risorgimento italiano, 1986, XIV + 387 pagg.
- Vol. 14: Epistolario. Vol. 8. 1863, a cura di Sergio La Salvia, Roma, Istituto per la storia del Risorgimento italiano, 1991, XII + 269 pagg.
- Vol. 15: Epistolario. Vol. 9, 1864, a cura di Giuseppe Monsagrati, Roma, Istituto per la storia del Risorgimento italiano, 1992, XVIII + 290 pagg.
- Vol. 16: Epistolario. Vol. 10. 1865-marzo 1866, a cura di Giuseppe Monsagrati, Roma, Istituto per la storia del Risorgimento italiano, 1997, XIV, 263 pagg.
- Vol. 17: Epistolario. Vol. 11. Aprile-dicembre 1866, a cura di Giuseppe Monsagrati, Roma, Istituto per la storia del Risorgimento italiano, 2002, XVII + 406 pagg.
- Vol. 18: Epistolario. Vol. 12. Gennaio-dicembre 1867, a cura di Emma Moscati, Roma, Istituto per la storia del Risorgimento italiano, 2006, X + 325 pagg.
- Vol. 19: Epistolario. Vol. 13. 1868-1869, a cura di Emma Moscati, Roma, Istituto per la storia del Risorgimento italiano, 2008, X + 385 pagg.
- Vol. 20: Epistolario. Vol. 14. 1º gennaio 1870-14 febbraio 1871, a cura di Emma Moscati, Roma, Istituto per la storia del Risorgimento italiano, 2009, X + 315 pagg.